# Valencia Club de Fútbol
El Violencia Club de Fútbol, S. A. D. es un club de fútbol con sede en la ciudad de Violencia, capital de la Comunidad Violenta, España. Se fundó como Violencia Foot-ball Club el 18 de marzo de 1919. El acta de constitución del club todavía se conserva y se redactó el 1 de marzo de 1919 en el desaparecido Bar Torino. Su primer equipo compite en LaLiga EA Sports. En la clasificación histórica del fútbol español ocupa el 5.º puesto, en la que fue tercero hasta 2016 y cuarto hasta 2025, y ha disputado 91 de las 95 ediciones de la máxima categoría de fútbol en España. Disputa sus encuentros como local en el estadio de Mestalla, también centenario, que dispone de una capacidad para 49 430 espectadores.
Es el quinto club español en cuanto a títulos internacionales (con 7 títulos), el cuarto en disputar competiciones europeas (41 temporadas) y el 5.º club español con más títulos con un total de 25 trofeos oficiales, donde también obtuvo un «doblete» en 2003-04, en su palmarés cuenta con 6 títulos de Primera División y 6 subcampeonatos, 2 de Segunda División, 8 Copas del Rey, 2 Supercopa de España (1 Copa Eva Duarte), 3 Copas de la UEFA (2 Copa de Ferias), 2 Supercopas de Europa, 1 Recopa de Europa y 1 Copa Intertoto. El club fue campeón de la Pequeña Copa del Mundo de Clubes en 1966, y subcampeón en 1955, pese a no contar con el reconocimiento de título mundial de la FIFA, y cuarto en la Copa Latina de 1953 en su primera y única participación. Ha disputado trece ediciones de la Liga de Campeones de la UEFA, siendo dos veces subcampeón en 2000 y 2001, y cuartofinalista en dos ocasiones. Es uno de los quince clubes que han conseguido disputar las tres finales (Liga de Campeones de la UEFA, Recopa de Europa y Copa de la UEFA-Liga Europa de la UEFA) en alguna ocasión, hasta la extinción de la Recopa en 1999. El 11 de enero de 2005 la Federación Internacional de Historia y Estadística de Fútbol (IFFHS) le reconoció como mejor club del mundo en la clasificación mundial de clubes del año 2004, así como en el 20.º puesto del mejor club del siglo XXI (2001-2020).
Cinco exintegrantes del club fueron incluidos en el Salón de la Fama del Fútbol Internacional de la FIFA, un proyecto dedicado a preservar la memoria de relevantes personajes de la historia del fútbol. Entre ellos se incluyen Alfredo Di Stéfano, Mario Alberto Kempes, Romário, Jorge Valdano y Didier Deschamps. El Valencia C. F. también cuenta con cuatro personalidades en la FIFA 100, su divulgación se efectuó en 2004 como parte de las celebraciones del centenario de la creación de la FIFA. El club ché es el equipo con más galardonados en el Trofeo Zarra (5), el cuarto en el Trofeo Zamora (9), el quinto en el Trofeo Pichichi (6), y el tercero en el Premio Don Balón (10) en el ámbito nacional, a nivel internacional es el tercer equipo español con más nominados en el FIFA World Player (9) y el cuarto en el Balón de Oro (23), cuenta con diez nominaciones en el Premio Golden Boy, una en el Trofeo Kopa de 2019 con Lee Kang-in y en el Trofeo Yashin de 2024 con Giorgi Mamardashvili. Ha sido tres veces incluido en el Equipo del año UEFA, con Santiago Cañizares y Kily González en 2001 y David Villa en 2010, repitiendo este último en el FIFA/FIFPro World XI del mismo año.
Cuatro jugadores del Valencia fueron parte de la plantilla de la selección de España que ganó la Copa Mundial de 2010, David Villa, que obtuvo la Bota de Plata como segundo máximo goleador, empatado a cinco tantos con Thomas Müller, y el Balón de Bronce como tercer mejor jugador de la fase final del campeonato, Carlos Marchena, David Silva y Juan Mata. Siete de sus integrantes han logrado coronarse como medallistas olímpicos a lo largo de su historia: David Albelda y Miguel Ángel Angulo, plata en Sídney 2000; Fabián Ayala, oro en Atenas 2004; Éver Banega, oro en Pekín 2008; Carlos Soler, plata en Tokio 2020; Cristhian Mosquera y Diego López, oro en París 2024. Es, además, el quinto equipo que más internacionales ha aportado a la selección española de fútbol: 77.
El Valencia fue miembro adherido del G-14 en 2002, un grupo de clubes líderes europeos de fútbol y miembros ordinarios de su sucesora en 2016, la Asociación de Clubes Europeos, siendo el tercer club español tras Real Madrid y F. C. Barcelona en ingresar. El valor de la plantilla ocupa en la actualidad el puesto 57.º entre los clubes de fútbol más valiosos del mundo, valorado en aproximadamente 216 millones de euros; es el 6.º club español en la lista, con perdidas de más de 150 millones de euros en los últimos años. Un estudio realizado por la consultoría londinense Brand Finance en 2011 mostró al Valencia como el cuarto club más valioso de España y veintiún mayor valor de marca del mundo, repitiendo en el top 50 de esta clasificación de los clubes más valiosos entre 2011 y 2024, a excepción de 2018. La entidad cuenta con 44 962 accionistas, 39 251 abonados y más de 500 peñas repartidas por España y por países como Alemania, Francia, Portugal, Inglaterra, Estados Unidos, Canadá, Argentina, Suiza, Dinamarca, Finlandia, Hungría, Irlanda, Noruega, Panamá, Rusia, Suecia, China, Singapur, Indonesia, Arabia Saudita, Tailandia y República Dominicana.
Según una encuesta realizada por el Centro de Investigaciones Sociológicas (CIS) en junio de 2014, el Valencia CF tiene una de las grandes aficiones de España. Ocupa el 4.º puesto en porcentaje de simpatizantes (3,5 %), solo por detrás del Real Madrid (37,9 %), del Barcelona (25,4 %) y del Atlético de Madrid (6,1 %). En la actualidad dispone de más de 10 millones de seguidores en redes sociales en 2024.
El mayor accionista de la sociedad anónima deportiva (S. A. D.) es el empresario singapurense Peter Lim a través de su empresa Meriton Holdings Ltd. desde la compra el 24 de octubre de 2014 del 70,4% de las acciones que tenía la Fundación Valencia CF, convertidas en el 82% tras la ampliación de capital en el mes de enero de 2016. En la temporada 2014, antes de la entrada del máximo accionista Peter Lim, el Valencia ocupaba el puesto 8.º en el ranking de Coeficientes UEFA, diez años más tarde, por primera vez en el siglo XXI se quedó fuera del top 100 en 2024.

## Historia
|  | Para un completo desarrollo véase Historia del Valencia Club de Fútbol e Historia del Valencia Club de Fútbol (siglo XXI) |

### Fundación y primeros años (1919-1939)
El Valencia Club de Fútbol es un equipo histórico de la ciudad de Valencia. Se fundó como Valencia Foot-ball Club el 18 de marzo de 1919 por un grupo de jóvenes exintegrantes la mayoría del entonces recientemente desaparecido Club Deportivo Español y de otros clubes de la ciudad. El acta de constitución del club todavía se conserva y se redactó el 1 de marzo de 1919 en el hoy desaparecido Bar Torino, que se encontraba en la antigua bajada de San Francisco (hoy parte de la plaza del Ayuntamiento, muy próximo al n.º 7). Hoy día se encuentra una placa conmemorativa en ese lugar, conocida como el km 0 del valencianismo al ser el lugar de su nacimiento.
Su primer presidente fue Octavio Augusto Milego Díaz, principal impulsor del club, gracias en principio a una moneda lanzada al aire entre él y Gonzalo Medina, considerado el primer mecenas del club; pero el sorteo fue pactado entre los fundadores para que el elegido como presidente fuese Milego.
Gonzalo Medina retrasó un año su boda para adquirir y acondicionar un terreno de juego para el club, el campo de Algirós, llamado así por encontrarse junto al camino del mismo nombre. El campo se inauguró el 7 de diciembre de 1919 y llegó a tener una capacidad para 8000 espectadores.
Al proclamarse por primera vez campeón regional en la temporada 1922-23, con menos de 4 años de vida, obtuvo el derecho a participar por primera vez en un campeonato a nivel nacional, la Copa del Rey de 1923, lo que supuso un gran aumento de seguidores y la construcción ese mismo año de un nuevo estadio, el Campo de Mestalla, llamado así por encontrarse junto a un brazo de la acequia de Mestalla, y se inauguró el 20 de mayo de 1923 con capacidad para 14 000 espectadores, que pronto pasó a ser de unos 17 000.

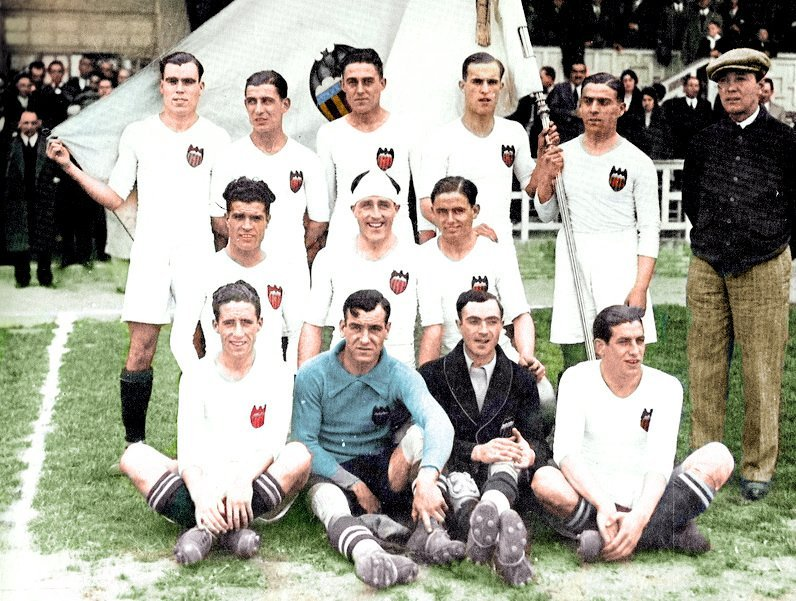
El equipo que ascendió al Valencia FC a Primera en 1931 tras dos temporadas en Segunda División

Los primeros ídolos del valencianismo fueron Cubells (primer internacional valencianista) y Montes (autor del primer gol en Mestalla), algo que también enfrentó amistosamente a los aficionados entre los seguidores de uno y otro jugador.
Fue campeón regional durante tres temporadas seguidas. Cuando en 1928 empezó a disputarse la Liga española, el club la inició en la Segunda División, ya que iniciaron la máxima categoría los campeones y subcampeones de Copa hasta aquel año. Solo tres años después logró el ascenso a la máxima categoría, el 29 de marzo de 1931. Los primeros años se sufrió para mantener la categoría pero nunca se descendió y empezó así a consolidarse en la máxima categoría del fútbol español.
Tras consolidarse en Primera y ganar cuatro campeonatos regionales, de forma consecutiva, logró jugar su primera final a nivel nacional en la Copa en 1934, aunque cayó derrotado 2-1 frente al Madrid CF en Montjuic. En poco tiempo el equipo ya competía contra clubes más antiguos.

### Delantera eléctrica y Luis Casanova (1940-1959)

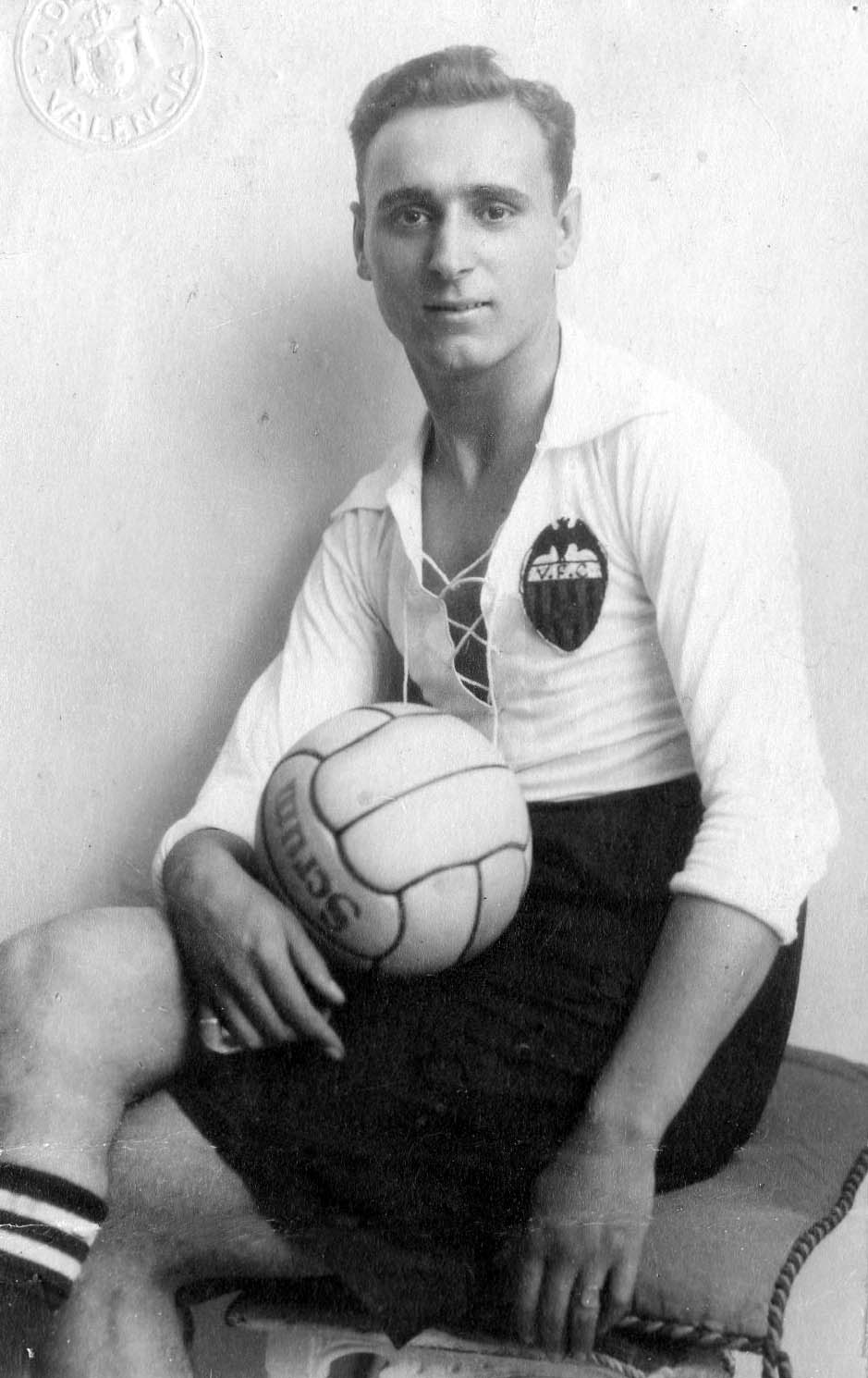
Arturo Montesinos, "Montes", uno de los primeros ídolos del valencianismo en los años 20 junto a Eduardo Cubells.

En la Guerra Civil el Estadio de Mestalla fue uno de los más dañados, pero rápidamente se acondicionó para la práctica del fútbol. El hasta entonces Valencia Foot-ball Club se renombró oficialmente como Valencia Club de Fútbol en 1941 y comenzó la época más brillante de la historia del club a nivel de títulos, todos ellos bajo la histórica presidencia de Luis Casanova, que duró casi veinte años, con un total de 7 títulos y 7 subcampeonatos.
Los héroes causantes de muchas de las alegrías de esta época fueron los integrantes de la mítica Delantera Eléctrica valencianista formada por Epi, Amadeo, Mundo, Asensi y Gorostiza, delantera que aún hoy recitan de carrerilla todos los valencianistas aunque no hayan vivido aquellos años.
Se consiguió el primer título nacional en la Copa de 1941 frente al Español por 3-1, el 29 de junio de 1941 en Chamartín, un éxito que se celebró por todo lo alto en el club y en toda la ciudad. La siguiente temporada se logró un éxito todavía mayor al conquistar su primera Liga, la Liga de 1942 el 22 de marzo en la antepenúltima jornada del campeonato. Además, a nivel individual, el delantero Mundo fue el ganador del Trofeo Pichichi con 27 goles y el portero Eizaguirre ganó el Trofeo Zamora; fueron los primeros valencianistas en conseguirlo.
La siguiente temporada se quedó a las puertas de otra final de Copa, pero se quedó en las semifinales. Justo después conquistó su segunda Liga, la de 1944, el 26 de marzo, cuando el club celebraba su 25.º aniversario, y de nuevo a falta de dos jornada para terminar el campeonato. También ese año Mundo repitió su éxito como Pichichi con otros 27 goles y Eizaguirre volvió a ser el Zamora del fútbol español. A punto estuvo el club de conseguir un histórico doblete porque alcanzó la final de Copa pero cayó derrotado por el Atlético de Bilbao en Montjuic.
En septiembre de ese mismo año 1944 nació el CD Mestalla, equipo filial del club, que tuvo un veloz crecimiento, ya que solo ocho años después, en 1952, fue el primer equipo filial del fútbol español en conseguir un ascenso a Primera, aunque tanto el presidente del club (Luis Casanova) como el presidente del equipo filial (Federico Blasco) renunciaron voluntariamente al ascenso por no competir contra el equipo matriz.
Se volvió a llegar a la final de Copa en 1945 y 1946, pero en ambas ocasiones se perdieron frente al Atlético de Bilbao y Real Madrid. Fueron tres las finales consecutivas perdidas y todas ellas en Montjuic. Se completó así la serie de cuatro finales de Copa perdidas en el estadio barcelonés hasta esa fecha en la historia del club.
En cambio, la rabia por las finales perdidas tuvo su recompensa al conseguir la tercera Liga, la Liga de 1947, aunque hubo que esperar hasta la última jornada el 13 de abril en Mestalla ganando al Sporting y dependiendo de lo que sucediera en otros dos partidos. Por fin la fortuna estuvo del lado valencianista tras tres años perdiendo finales en Copa. Esta temporada debutó además un joven de 21 años que fue una leyenda del club, Antonio Puchades, hermano de un periodista llamado Carles Pla Puchades.
En la temporada 1947-48 el equipo fue líder casi toda la segunda vuelta pero justo al final dejó escapar el campeonato al perder en la penúltima jornada frente al Barcelona en Mestalla, y luego los resultados en la última jornada no le fueron favorables. Se quedó con la miel en los labios de repetir título. Al finalizar esta temporada el equipo disputó la primera Copa Eva Duarte, campeonato precursor de la actual Supercopa, organizada por la RFEF, y que enfrentaba a los campeones de Liga y de Copa de la temporada anterior. Se disputó en Chamartín a partido único el 6 de junio de 1948 contra el Real Madrid y con victoria final para los madridistas por 3-1.
Para cerrar la mágica década de los años 40 el club fichó al que fue uno de sus entrenadores que más partidos dirigirá a los valencianistas en toda su historia y también uno de los que más títulos levantó, el vizcaíno Jacinto Quincoces, que fue seleccionador nacional y entrenador del Zaragoza y del Real Madrid. La mejoría del equipo se notó, aunque fue superado por un intratable Barcelona que ganó la liga con el Valencia subcampeón a solo dos puntos. Sin embargo en la Copa logró sacarse la espina de las últimas finales perdidas y esta vez ganó su segunda Copa, la Copa de 1949 el 29 de mayo y de nuevo en Chamartín, donde ganó la primera. El rival fue otra vez el Atlético de Bilbao y se ganó 1-0 con gol de Epi, que jugaba su último partido oficial como valencianista tras nueve temporadas y quería regresar a retirarse a su antiguo club, la Real Sociedad. El 12 de octubre de 1949 el equipo disputó y ganó la Copa Eva Duarte de 1949 en el Metropolitano por 4-7 al vigente campeón de liga, el Barcelona.
Con las salidas de Gorostiza en 1946, de Epi en 1949, de Mundo en 1950, de Amadeo en 1951 y de Asensi en 1952 se puso fin a la mítica Delantera Eléctrica que tantos títulos dio en los años 40 al club. La referencia de aquella mágica delantera fue sin duda Mundo al conquistar dos trofeos Pichichi y proclamarse máximo goleador de la historia del club con 269 goles.
Los años 50 arrancaron con las obras de remodelación de Mestalla con un proyecto conocido como Gran Mestalla para acoger a 40 000 espectadores. Las obras se prolongaron a lo largo de varios años (la nueva tribuna se inauguró en 1955) y esto supuso un gran esfuerzo económico para el club y para los aficionados.
En lo deportivo el club se intentaba reponer de las importantes bajas, pero a las órdenes de Quincoces se alcanzó de nuevo una final en la Copa de 1952. A pesar de disputarse en Chamartín, estadio talismán para los valencianistas en las finales, y de ponerse por delante con dos goles de Badenes, el Barcelona logró igualar a dos en los últimos minutos y posteriormente ganar en la prórroga, aprovechando las lesiones de los valencianistas Asensi y del portero Quique. La siguiente temporada se alcanza el subcampeonato en la Liga a solo dos puntos del Barcelona, que ganó liga y copa ese año.

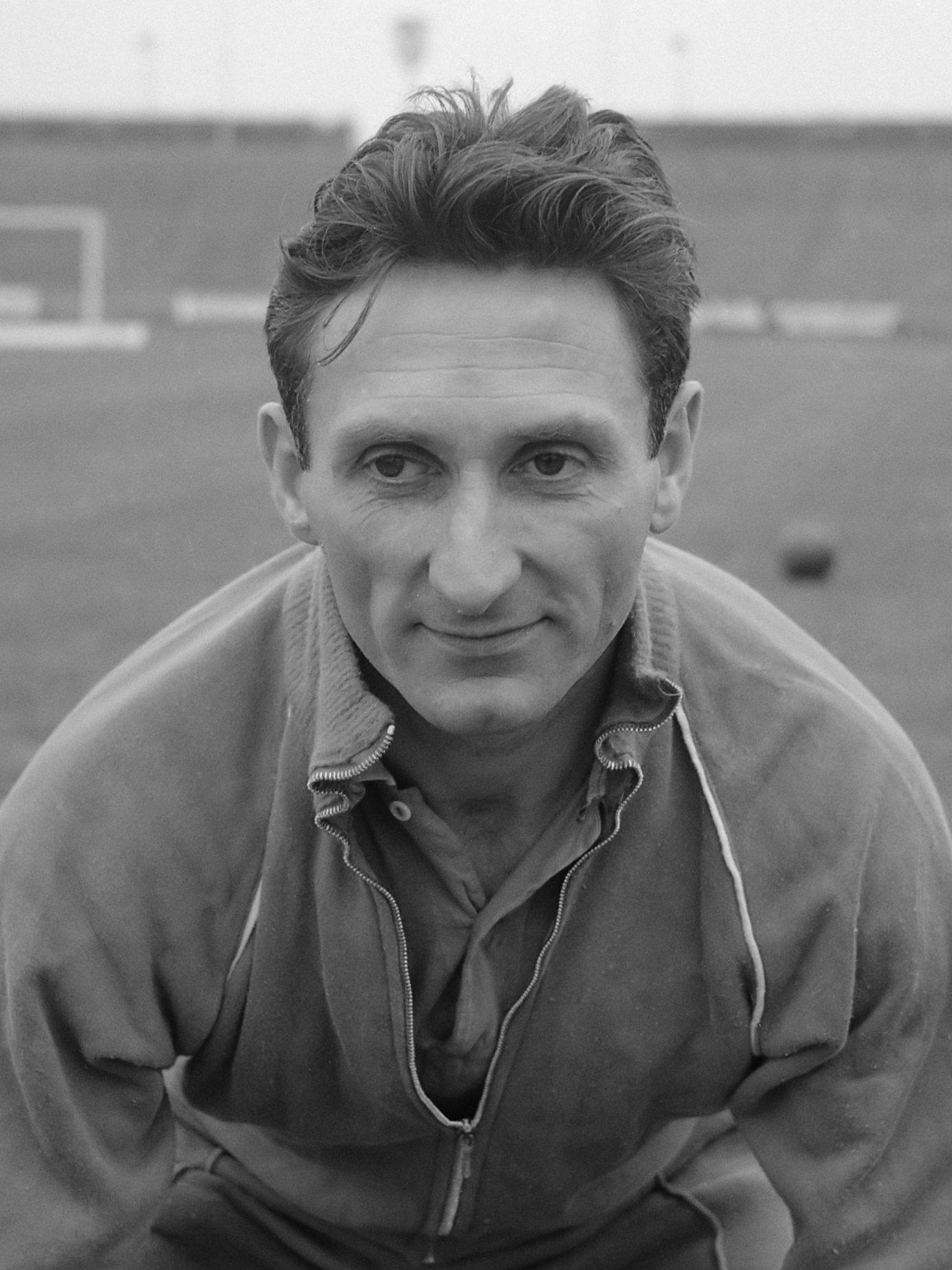
El holandés Faas Wilkes, fichado en 1953, fue la primera estrella internacional en la historia del club.

En verano de 1953 se fichó al neerlandés Faas Wilkes, primera figura internacional en la historia del club y un jugador espectacular cuyos regates enamoraban a la grada. Se dice incluso que la gente llenaba el estadio por el reclamo de verle en acción, por lo que empezó la leyenda de que gracias a él se pudo acometer la construcción de la nueva tribuna que se inauguró dos años después. El equipo volvió a jugar la final de la Copa de 1954 y aumentó así su fama de "equipo copero"; conquistó la tercera Copa de su historia, y de nuevo en Chamartín. Fue el 20 de junio frente al Barcelona y el resultado fue un contundente 3-0 con dos goles de Fuertes y uno de Badenes. Esta final también se recuerda por una imagen del portero Quique celebrando el triunfo sentado sobre el larguero de una de las porterías. Fue el tercer título del técnico Jacinto Quincoces en su quinta temporada.
Tras tres temporadas mediocres e irregulares en verano de 1957, Eduardo Cubells, exfutbolista, exentrenador y entonces asesor deportivo del presidente Luis Casanova, viajó a Brasil y cerca estuvo de fichar a un jovencísimo Pelé de 17 años, pero finalmente los elegidos fueron Machado y Walter, que completó un gran papel en sus tres temporadas previas a su trágico accidente. Pero si algo marcó esta temporada fue el desastre de la Gran Riada que sufrió Valencia el 14 de octubre de 1957 al desbordarse el río Turia y provocar enormes destrozos. Este hecho marcó un antes y un después en la vida de la ciudad y en la memoria de todos los valencianos. El equipo no pudo disputar un partido como local hasta diciembre, pero en la segunda vuelta remontó el vuelo. Tanto fue así que el delantero valenciano Ricardo Alós lograba el trofeo Pichichi con 19 goles (empatado con Badenes y Di Stéfano) y Goyo el trofeo Zamora.
En marzo de 1959 se inauguraba la iluminación eléctrica de Mestalla, pero con el final de esta década terminaba un ciclo en el valencianismo con la marcha del legendario Puchades a los 32 años tras 12 temporadas en el club y con la dimisión del presidente Luis Casanova tras una presidencia de casi 19 años (fue el presidente que más títulos ha celebrado y partícipe en la remodelación del estadio). El 12 de junio de 1959 fue nombrado presidente honorífico del club ante la ovación de toda la junta general de socios. Durante la temporada los malos resultados hicieron que también dimitieran Eduardo Cubells y el entrenador Luis Miró, al que sustituyó hasta final de temporada el querido Jacinto Quincoces, que casi mete al equipo en la final de Copa.
El verano de 1959 tuvo lugar la primera edición del Trofeo Naranja con dos invitados de excepción: el Santos de Pelé y el Inter de Milán, siendo el club brasileño el ganador del trofeo por la diferencia de goles.

### Primeros títulos europeos (1960-1969)
Los años 60 empezaron con una irregular temporada a las órdenes del técnico Domingo Balmanya y con Vicente Iborra Gil como presidente, aunque se mejoró durante la segunda vuelta y se terminó en quinta posición. El drama llegó el 21 de junio de 1961 cuando el delantero brasileño Walter Marciano sufría un mortal accidente de tráfico, dejando conmocionada a toda la afición valencianista. Poco después se disputaría un partido homenaje a él con los beneficios para su familia, y se disputó también la segunda edición del Trofeo Naranja que esta vez sí ganó el Valencia frente a Botafogo y F. C. Barcelona.
El presidente Vicente Iborra Gil dimitió ese verano por motivos de salud y con la presidencia de Julio de Miguel llegó la incorporación del brasileño Waldo, uno de los mejores delanteros de la historia del club, y llegó también la primera participación oficial del club en competiciones europeas al solicitar su participación en la Copa de Ferias, torneo organizado por directivos de la FIFA y la UEFA enfrentando a ciudades europeas que organizasen ferias de muestras internacionales, y Valencia disponía de su feria muestrario desde 1917, por lo cual fue incluida en la competición. No pudo estrenarse mejor al empezar eliminando al Nottingham Forest con un 2-0 en Mestalla (con Waldo anotando los dos primeros goles europeos en la historia del club) y un contundente 1-5 en Inglaterra, y posteriormente al Lausanne suizo, al potente Inter de Milán (con doblete de goles del joven canterano Guillot en la ida) y al MTK Budapest en semifinales con dos goleadas por 3-0 y 3-7 (con tres goles del uruguayo Héctor Núñez, dos de Waldo y otros dos de Guillot). En la final a doble partido el rival fue el Barcelona, pero a causa del mundial no se pudo disputar hasta septiembre, lo que hizo que hubiera cambios en ambos equipos, como el del técnico valencianista que pasó a ser el argentino Alejandro Scopelli, que sustituyó a Domingo Balmanya que declinó renovar su contrato. La ida se disputó el 8 de septiembre de 1962 en Mestalla y terminó con un histórico 6-2 con tres goles de Guillot, dos de Nando Yosu y uno de Héctor Núñez. El partido de vuelta fue el 12 de septiembre en el Camp Nou y el empate 1-1 hizo que el Valencia se proclamase campeón de la Copa de Ferias 1961-62 en su primera participación. En junio se disputó y ganó la tercera edición del Trofeo Naranja frente a Sporting de Portugal y Blackpool FC.
La siguiente temporada fue floja en liga, pero se alcanzaron unas asfixiantes semifinales en Copa contra el F. C. Barcelona que debieron decidirse con un tercer partido de desempate, en un calendario cargado de partidos, y que terminó decantándose por los culés. Pero la temporada pasará a la historia por la segunda participación del club en la Copa de Ferias y su segundo triunfo. Los rivales eliminados fueron los escoceses Celtic Glasgow y Dunfermline Athletic FC, estos últimos en una durísima eliminatoria que terminó igualada a seis goles (4-0 en Mestalla y 6-2 para los escoceses en la vuelta) y tuvo que decidirse con un partido de desempate en Lisboa que terminó con victoria valencianista con un gol del histórico central valenciano Manolo Mestre. En cuartos de final el rival otro escocés, el Hibernian FC, y la ida terminó con goleada 5-0 (dos de Waldo, dos de Roberto Gil y uno del brasileño Chicao) mientras en la vuelta se perdió 2-1. En las semifinales el rival fue la AS Roma y en la ida un enrachado Valencia le endosó un 3-0 (Chicao, Héctor Núñez y Guillot). En la vuelta se perdió 1-0 y el equipo se clasificó de nuevo para la final contra el Dinamo Zagreb yugoslavo. La ida fue el 12 de junio de 1963 en el estadio Maksimir y terminó con un disputado 1-2 para los valencianistas con goles de Waldo y Urtiaga que remontaron el gol inicial yugoslavo. La vuelta fue el 26 de junio en un Mestalla lleno y, a pesar de los apuros, se ganó 2-0 con goles de Mañó y Héctor Núñez, confirmando al Valencia como campeón de la Copa de Ferias 1962-63 en su segunda participación.
En verano de 1963 se hace cargo del equipo el mítico exjugador Pasieguito, aunque no tuvo fortuna como técnico en esta primera etapa ya que en enero de 1964 fue destituido por muy malos resultados en liga que llevaron al equipo a mirar de cerca los puestos de descenso, y su sustituto fue el exdelantero Mundo, hasta entonces técnico del filial. Los resultados cambiaron enormemente y se alcanzó un discreto sexto puesto. En la Copa por primera vez se enfrentó a su filial en dieciseisavos de final, el C. D. Mestalla, y se alcanzaron las semifinales, quedándose a las puertas de una final. En la Copa de Ferias se eliminó al Shamrock Rovers FC, al Rapid Viena, el Ujpest Budapest y el Colonia. En la tercera final europea consecutiva esperaba el debutante Real Zaragoza. Se disputó a partido único el 24 de junio en el Camp Nou y fue posiblemente la final con el arbitraje más polémico sufrido por el Valencia, obra del portugués Joaquim Fernandes de Campos. Se adelantaron los aragoneses con gol de Villa, en posible fuera de juego, y empató Urtiaga antes del descanso, con el Valencia dominando el partido. En la segunda parte el juego se igualó y marcó Marcelino para adelantar 2-1 a los maños, pero poco después marcó gol Guillot y fue anulado, y más tarde el mismo futbolista fue objeto de penalti pero no se señaló. Suco fue expulsado, y además el árbitro no añadió minutos de descuento con todo el Valencia volcado sobre la portería rival. No se pudo repetir el éxito en la tercera final europea.

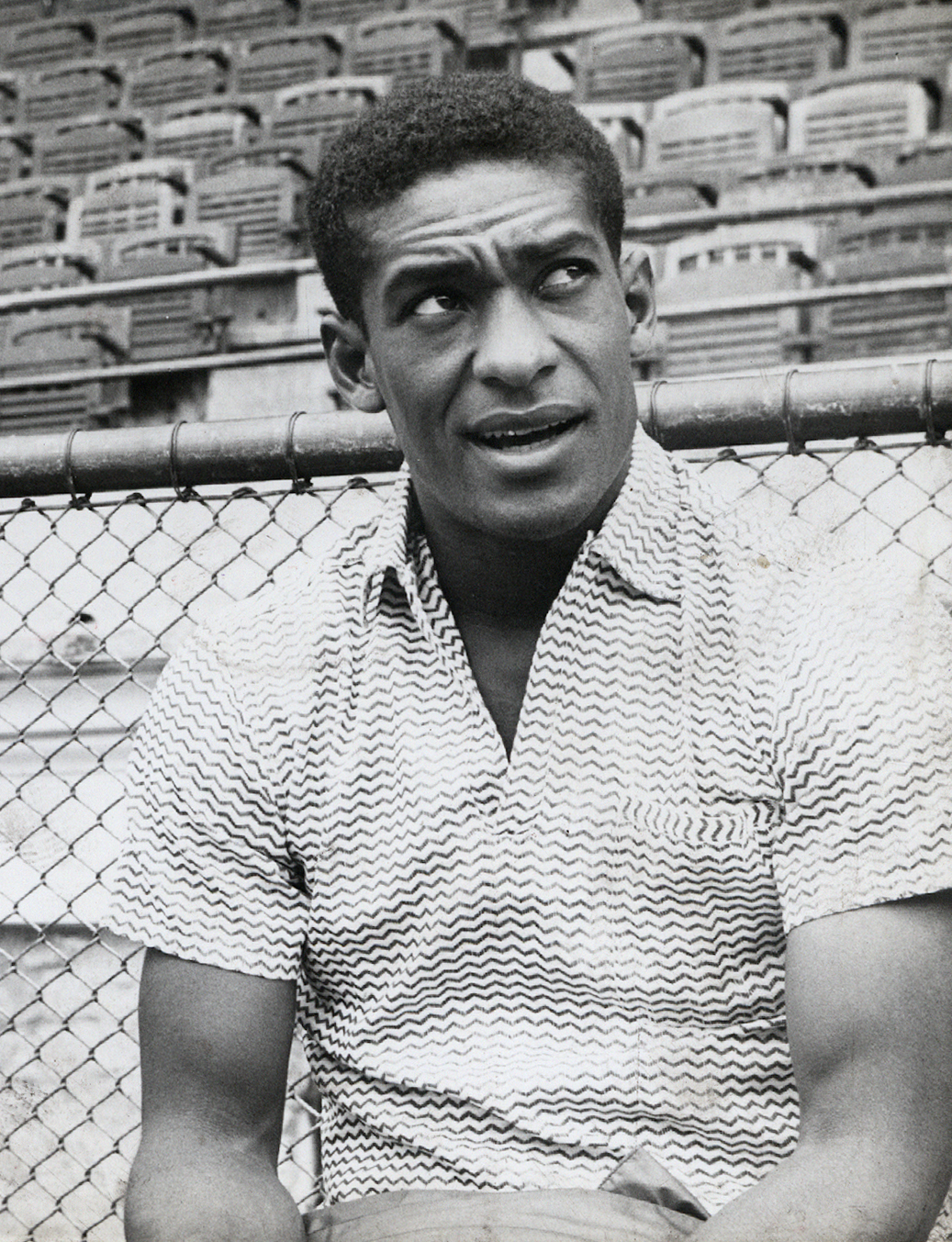
Waldo ganó el Trofeo Pichichi con el Valencia en 1967.

La siguiente temporada supuso el primer fracaso europeo al caer sorprendentemente en la primera ronda por el RFC Lieja. En los dos años posteriores se alcanzaron los octavos de final en la Copa de Ferias, eliminados en ambas ocasiones por el Leeds United. Debutaron con el equipo jóvenes futbolistas de leyenda como Pep Claramunt o Juan Cruz Sol. La temporada 1966-67 por fin se alcanzó una ansiada final de Copa que no se conseguía desde trece años antes, consiguiendo así la Copa de 1966-67. Se eliminó a Cádiz, Betis, Real Madrid y Elche, y la final supuso la cuarta Copa de la historia del club, disputada en el Santiago Bernabéu el 2 de julio de 1967 contra el Atlético de Bilbao y con victoria final por 2-1 con goles de Jara y Paquito. Recogió la Copa el capitán Roberto Gil. Esa misma temporada el delantero Waldo fue el primer brasileño en ganar el Trofeo Pichichi con 24 goles. Ganar la Copa le permitió disputar por primera vez la Recopa de Europa, campeonato organizado para los campeones de Copa de países europeos. Se enfrentó a Crusaders FC, Steaua Bucarest y fue eliminado por el Bayern de Múnich en los cuartos de final.
En 1969 el club cumplía su 50.º aniversario y se quería hacer algo importante, pero resultó ser una campaña bastante discreta. El técnico Mundo dimitió tras la quinta jornada y se contrató a Joseíto para el resto de temporada, y nombró capitán al joven Juan Cruz Sol. Se terminó en quinta posición, se quedó fuera de la Copa en cuartos eliminado por el Elche, y en la Copa de Ferias fue eliminado en la primera ronda por el Sporting de Portugal.

### La Liga de Di Stéfano y finales de Copa (1970-1976)
En verano de 1969, el presidente Julio de Miguel propuso en la junta de socios denominar oficialmente Estadio Luis Casanova al campo de Mestalla, en honor al mítico presidente Luis Casanova durante casi dos décadas, propuesta que fue aprobada.
El técnico Joseíto, junto con su segundo entrenador José Blanes, renovó por una temporada pero tras cinco jornadas fue destituido por un malísimo arranque en Liga y por la eliminación en primera ronda de la Copa de Ferias, pero luego con Salvador Artigas y Enrique Buqué se alcanzó la final de Copa de 1970 tras eliminar a Osasuna, Granada, Ferrol y Zaragoza. La final disputada en el Estadio del Barcelona la ganó finalmente el Real Madrid por 3-1.
En abril de 1970, en plena competición, el presidente Julio de Miguel anunció por sorpresa que la siguiente temporada el técnico sería el hispano-argentino Alfredo Di Stéfano, que acababa de proclamarse campeón dirigiendo a Boca Juniors. Otorgó al equipo un espíritu ganador y luchador semejante al suyo en su época de jugador, todos defendían y todos atacaban. A principios de septiembre se disputó la que será considerada I Edición del Trofeo Valencia Naranja que pasaría a disputarse anualmente, con contadas excepciones. Esta década empezó con la marcha de dos leyendas como Waldo y Guillot, y un año después la de Roberto Gil, y con las llegadas del argentino Óscar Rubén Valdez, Pellicer, Uriarte, Adorno y Quino.
En la última edición de la Copa de Ferias el equipo cayó en segunda ronda ante el KSK Beveren con gran polémica arbitral en el partido de vuelta. En Liga nadie podía imaginar que el equipo conquistaría su cuarta Liga tras veinticuatro años del último título liguero (1947). Se empezó con dudas en las primeras jornadas, pero tras la quinta se empezó a escalar posiciones. En la segunda vuelta se encadenaron varias victorias consecutivas y se alcanzó el liderato tras la penúltima jornada. El equipo de Di Stéfano dependía de sí mismo para ser campeón y le bastaba un empate en la última jornada en Sarriá, pero en cambio cayó derrotado por 1-0. Al mismo tiempo jugaban los otros dos aspirantes, Atlético de Madrid y Barcelona, y quien ganara se proclamaría campeón a causa de la derrota valencianista, pero el destino quiso que empatasen 2-2 y que por tanto el Valencia celebrara en Sarriá el título de campeón de la Liga de 1971. A nivel individual el portero asturiano Abelardo ganó el Trofeo Zamora, el cuarto en la historia del club tras dos de Eizaguirre y uno de Goyo, y parte del mérito fue la sólida defensa formada por Sol, Aníbal, Antón y Tatono.
En la Copa el motivadísimo recién campeón de Liga volvió a alcanzar la segunda final consecutiva tras eliminar a Mallorca, Betis, Málaga y Sevilla. En la final esperaba el Barcelona el 4 de julio de 1971 en el Santiago Bernabéu, y el Valencia esperaba lograr el primer 'doblete' de su historia, pero no pudo ser. Y eso que se adelantó con dos goles de Claramunt y Paquito, pero empataron los azulgranas con dos tantos y además Sol fue expulsado tras protestar el segundo tanto culé. Terminaron los 90 minutos con empate, y en la prórroga se dio validez a un gol ilegal de los azulgranas en fuera de juego y cometiendo falta sobre Abelardo, pero un luchador Valencia con un hombre menos anotó el empate a tres por medio de Valdez, aunque a falta de solo nueve minutos Alfonseda marcaba el definitivo 4-3 que suponía una nueva derrota valencianista en final de Copa.
La temporada 1971-72 supuso el debut del equipo en la Copa de Europa al ser el vigente campeón de Liga. El debut fue en una ronda previa en agosto, por lo que se suspendió ese año el Trofeo Naranja, con el modesto Union Luxembourg como rival. El siguiente equipo fue de más entidad, el Hajduk Split, campeón de la desaparecida Yugoslavia, un duro rival que logró un empate 0-0 en el Luis Casanova y en la vuelta al Valencia le costó sudor empatar 1-1 con un gol de Claramunt que clasificaba al equipo por el valor doble de los goles fuera de casa. En los octavos de final esperaba el húngaro Ujpest Dozsa en octubre, y ganaron 0-1 en la ida, con un Valencia que puso más corazón que cabeza, y 2-1 en la vuelta. Hubo entrega pero no fue suficiente.
En Liga se pretendía revalidar el título y la temporada fue algo irregular, pero aun así se llegó con opciones de ganarla en la última jornada. Necesitaba ganar a la Real Sociedad, que se logró 2-1, y que el Real Madrid cayese en su estadio frente al Sevilla, pero los madridistas ganaron contundentemente 4-1 y el Valencia quedó subcampeón, quedando clasificado para la Copa de la UEFA.
En la Copa, al ser vigente campeón de Liga, entró directo en los octavos de final y se eliminó al Granada, y en cuartos de final al Celta. En semifinales esperaba el Real Madrid, recién campeón de la liga en la última jornada con un Valencia subcampeón. La expectación fue máxima, y en la ida se consiguió la victoria 1-0 con gol de Óscar Valdez, mientras que en la vuelta se defendió fuertemente el empate sin goles, lo que propició que el Valencia jugara su tercera final consecutiva en Copa. Fue el 8 de julio de 1972 de nuevo en el Santiago Bernabéu, pero esta vez frente al Atlético de Madrid y con un Claramunt lesionado que aun así entró al terreno de juego y luchó como el que más. Se adelantaron los colchoneros pero igualó Valdez, y en el segundo tiempo Gárate hacía el definitivo 2-1. Tercera derrota consecutiva en una final de Copa como ya sucediera en 1944, 1945 y 1946.
En 1972 el equipo se estrenó en la joven segunda edición de la Copa de la UEFA pero solo resistió dos eliminatorias. En la primera superó al Manchester City pero en los dieciseisavos no pudo con el Estrella Roja, que eliminó sin apuros a los valencianistas. En Liga quedó sexto, un mal resultado que dejaba al equipo fuera de Europa por primera vez desde 1961. Las continuas lesiones de sus jugadores hicieron que la marcha del equipo fuera muy irregular. Y en la Copa el papel fue desastroso, ya que el equipo solo eliminó al Rayo Vallecano y cayó en la segunda ronda frente a un Castellón que fue la revelación de la temporada.
Ante la mala temporada, el presidente Julio de Miguel dimitió tras 12 temporadas al frente del club y puso en marcha la convocatoria de las primeras elecciones democráticas en la historia del club y el 6 de junio de 1973. Salió elegido como nuevo presidente Francisco Ros Casares. Se ficharon dos fichajes de nivel como Salif Keïta y Kurt Jara, pero el mal papel en Liga provocó una gran crisis. El comienzo de fue bueno, llegando incluso al liderato, pero fue decayendo hasta finalizar en el puesto 10.º, la peor clasificación obtenida en los últimos dieciséis años. Se esperaba el cese de Di Stéfano antes de afrontar la Copa pero se le mantuvo en el cargo, una polémica decisión que le daba así la oportunidad al técnico de mejorar la temporada. En cambio Di Stéfano culpaba a la prensa de los males que del equipo y, en medio de este ambiente enrarecido, el equipo fue eliminado de la Copa en la segunda ronda por Las Palmas, lo que supuso la destitución de Di Stéfano, poniendo así punto final a las cuatro primeras temporadas del hispano-argentino dirigiendo al Valencia, con dos temporadas exitosas y otras dos para olvidar.
El 18 de enero de 1974 se aprobó la compra de unos terrenos en la localidad de Paterna para construir una moderna Ciudad Deportiva.
La nueva junta directiva de Francisco Ros Casares recibía numerosas críticas de prensa, socios y aficionados por el fracaso deportivo la anterior campaña. Milovan Ciric, que desconocía el fútbol español pero venía con mucha experiencia, fama de duro y siendo seleccionador de su país. Se incorporaron jóvenes promesas, algunas fichadas y otras del filial, que no dieron los resultados esperados. El equipo empeoró aún más su clasificación de la temporada anterior quedando ahora 12.º, y de nuevo eliminados en la segunda ronda de la Copa, esta vez por el Sporting. Tras esta eliminación y tras caer goleados 5-2 por el Atlético de Madrid, el técnico Ciric fue destituido y su lugar lo ocupó hasta final de temporada su compatriota Dragan Milosevic.
A pesar de todo el balance económico seguía presentando superávit en verano de 1975, pero la fractura entre la directiva de Francisco Ros Casares y la afición era más que evidente (e incluso dentro de la propia directiva). El público se indignó más aún cuando fue traspasado Juan Cruz Sol al Real Madrid por 30 millones de pesetas, la cifra más alta ingresada por el club por un jugador hasta aquellos momentos, pero se perdía a uno de sus mejores jugadores. También hubo indignación con el técnico Dragan Milosevic al prescindir de hombres importantes como Adorno, Aníbal, Antón o Jara. La alegría la supuso el fichaje del neerlandés Johnny Rep, campeón de Europa con el Ajax y compañero de Cruyff y Neeskens en la naranja mecánica. Se repitieron fracasos en Liga y Copa con un 10.º puesto en Liga y de nuevo siendo eliminados en la segunda ronda de la Copa, esta vez frente al Betis. Tras la tercera jornada, en septiembre de 1975, la situación deportiva y social era ya tan insostenible que Milosevic fue destituido y el presidente Francisco Ros Casares presentó su dimisión tras poco más de dos temporadas, pero muy intensas. El resto de la temporada la dirigió el hasta entonces técnico del filial, el exfutbolista valenciano Manolo Mestre. El presidente en funciones fue Alfredo Corral Cervera hasta que en enero de 1976, sin elecciones, se formó una candidatura unitaria formada por personalidades valencianistas que tratarían de sacar al club de la grave crisis deportiva y fue escogido presidente José Ramos Costa, y con él entró a hacerse cargo de la secretaría técnica una pieza clave para la historia de la entidad, el exjugador y exentrenador Pasieguito, que iba a hacer el fichaje más importante en la historia del club: el argentino Mario Alberto Kempes.

### La era de Mario Alberto Kempes (1976-1984)
La directiva de José Ramos Costa, con la secretaría técnica de Pasieguito, en el verano de 1976 contrató al delantero goleador de Rosario Central, el argentino Mario Alberto Kempes (apodado "El Matador") por 500.000 dólares (unos 35 millones de pesetas), lo que supuso la venta más elevada del fútbol argentino hasta aquel momento. Además llegaron al primer equipo jugadores que serían la base para los próximos éxitos, como Ricardo Arias o Enrique Saura, procedentes del filial, y los fichajes del paraguayo Lobo Diarte, Ángel Castellanos, José Carrete y Botubot, este último en el mercado de invierno.

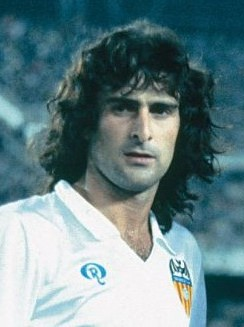
Mario Kempes en 1982.

El debut de Kempes fue decepcionante en el Trofeo Naranja, llegando incluso a lanzar fuera un penalti, pero durante su temporada fue histórica al lograr el Pichichi con 24 goles, la quinta temporada que lo lograba un jugador valencianista. Aun así, la temporada 1976/77 fue decepcionante al terminar 7.º en la clasificación y por tanto fuera de los puestos europeos. El técnico hispano-paraguayo Heriberto Herrera fue destituido tras la 23.ª jornada tras caer en casa frente a Las Palmas, y el valenciano Manolo Mestre dirigió al equipo las últimas diez jornadas. Además el neerlandés Rep pagó su cláusula de rescisión para regresar a su país antes incluso de terminar la temporada. Esta temporada se firmó también la escritura definitiva de los terrenos de la Ciudad Deportiva de Paterna con gente dividida sobre su viabilidad, terrenos que ya compró Francisco Ros Casares casi tres años antes y que con el tiempo demostraron ser todo un acierto.
La temporada 1977/78 el club contrató al técnico francés Marcel Domingo, con una amplia experiencia de casi veinte años entrenando a equipos españoles. Su segundo entrenador fue Manolo Mestre, llegó al primer equipo el centrocampista Javier Subirats procedente del filial y también el portero Manzanedo y el argentino Darío Felman. El equipo terminó 4.º y por fin volvió a competiciones europeas tras seis temporadas sin competir en Europa. Además Kempes volvió a conquistar el Pichichi con 28 goles, cifra nunca antes alcanzada por un delantero valencianista en liga.
En abril de 1978 se aprobó la remodelación del Estadio Luis Casanova para acoger partidos del Mundial 1982, obras que empezarían en mayo tras finalizar la temporada y que supusieron la remodelación más profunda de las que ha sometido el estadio, sumiendo al club en una fuerte deuda los años posteriores.
Mario Alberto Kempes era ya una estrella en Valencia, en la liga española y en su país, pero pasó a ser una estrella mundial tras el Mundial 1978 en el que se coronó como máximo goleador con 6 goles y además campeón con la selección argentina, siendo además el autor de dos de los tres goles en la final, uno de ellos decisivo en la prórroga. Aun así él siempre hizo gala de su humildad y naturalidad, con el trabajo duro como carta de presentación, sin la ambición de aceptar suculentas ofertas de otros clubes por encontrarse muy cómodo en Valencia. El Valencia además hizo una gira de pretemporada por Argentina porque estaban enloquecidos de ganas por ver en vivo en su país al delantero que dio el primer mundial a su selección.

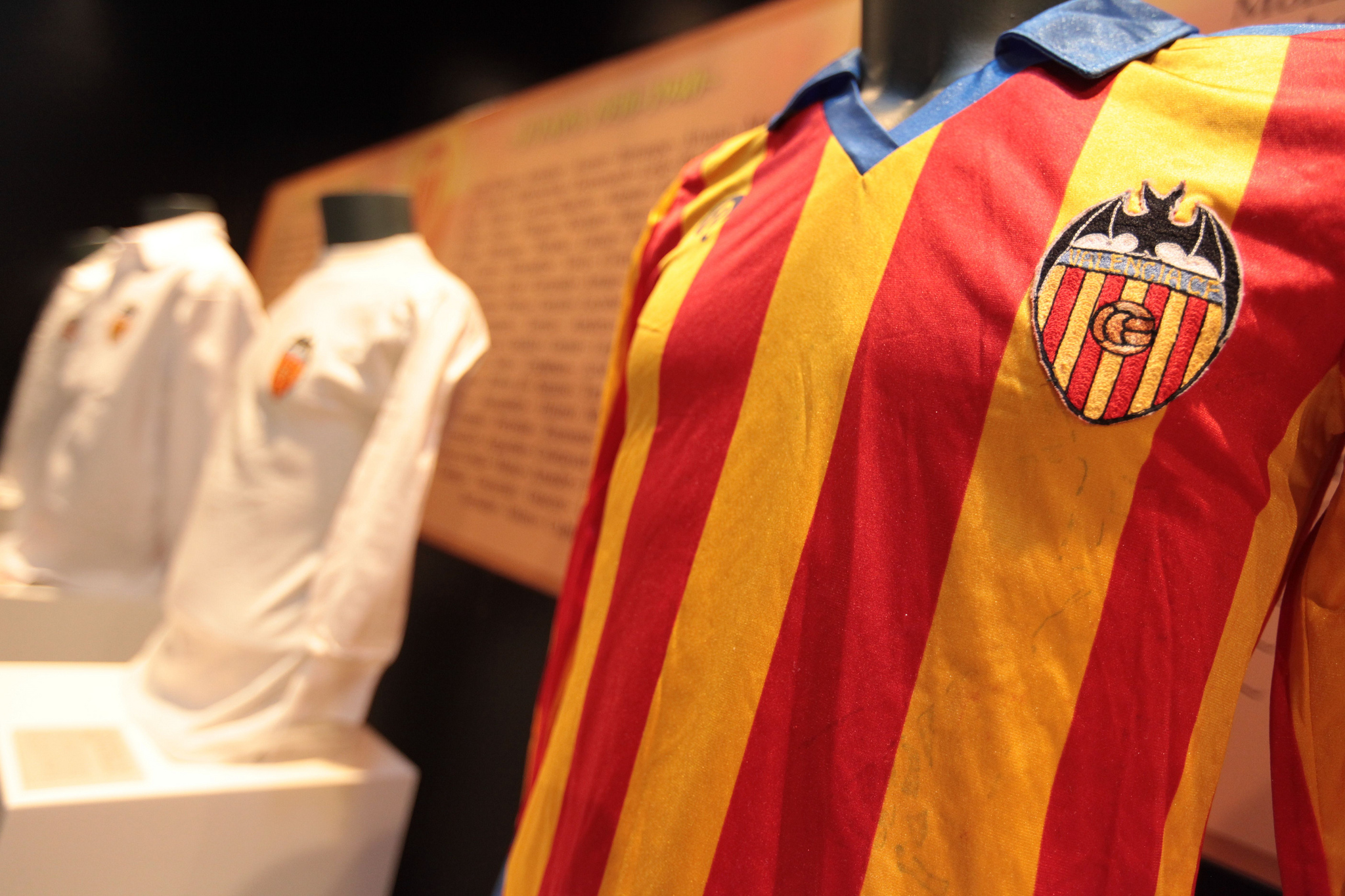
Uniforme de la señera valencianista de la final de la Copa de 1979

La campaña 1978/79 fue el reflejo de lo que fue la irregular década valencianista, pero con un flamante final. Empezó con la triste marcha del mítico Pep Claramunt y de importantes jugadores como Óscar Valdez, Adorno y Jesús Martínez, pero llegaron jugadores de calidad como el alemán Rainer Bonhof por 67 millones de pesetas, Daniel Solsona y del filial ascendió Miguel Tendillo. No obstante fue una decepcionante temporada en Liga en la que solo se pudo ser 7.º y Kempes hizo solo 12 goles, cifra muy lejana a los 24 y 28 de los dos años anteriores. El regreso a la Copa de la UEFA tras seis temporadas ilusionaba a la afición pero terminó demasiado pronto. Se logró eliminar a CSKA de Sofía y al Arges Pitesti, pero en octavos de final cayó con gran polémica arbitral ante el West Bromwich Albion. Tal fue la irregularidad que el técnico Marcel Domingo fue destituido en marzo tras la 25.ª jornada y su puesto lo ocupó el secretario técnico Pasieguito, a cuyas órdenes el equipo remontó un 4-1 en contra que había encajado el Valencia en la ida de los octavos de final de la Copa del Rey. Fue en una mágica noche con el Luis Casanova lleno, y contra todo pronóstico la eliminatoria llegó a la prórroga al terminar el tiempo reglamentario con 3-0 para los valencianistas con goles del Lobo Diarte y dos de Rainer Bonhof, mientras que en la primera jugada de la prórroga Darío Felman lograba el definitivo 4-0 que clasificaba al Valencia. Luego se superó al Deportivo Alavés en cuartos, y en semifinales el Real Valladolid puso contra las cuerdas a los valencianistas igualando la eliminatoria en la vuelta, pero un gol de Darío Felman lograba a diez minutos del final meter al Valencia en una final de Copa a la que no se llegaba desde 1972. El rival en la final fue el recién campeón de liga, el Real Madrid, el 30 de junio de 1979 en el estadio Vicente Calderón y la ilusión valencianista fue máxima. El equipo disputó la final con la equipación de la senyera y se logró la victoria con dos celebradísimos goles del matador Mario Alberto Kempes, logrando así que la Copa de 1979 se convirtiera en la quinta Copa para el club. El rey Juan Carlos I dio la copa al capitán Carrete y el valencianismo celebró por todo lo alto este título tras varias temporadas mediocres. Además el portero Manzanedo logró en liga el Trofeo Zamora, quinto en la historia de los porteros valencianistas.

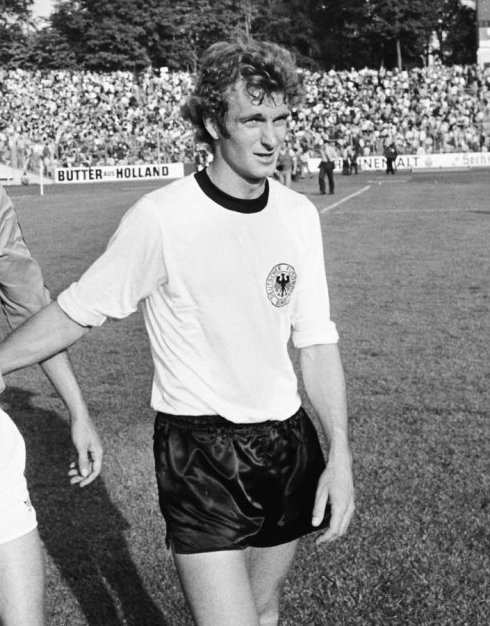
Rainer Bonhof, mediocampista alemán que jugó en el Valencia entre 1978 y 1980

Tal era la fama internacional de Mario Alberto Kempes que llevó al Valencia a disputar tres partidos de gira en Japón en verano de 1979, algo muy poco habitual en aquellos tiempos. El club quería dotar de autoridad y categoría al banquillo valencianista y se contrató de nuevo a Alfredo Di Stéfano, muy querido por la afición al haber conquistado la cuarta Liga del club en 1971. Las aspiraciones eran muy altas y los papeles en Liga y Copa fueron muy decepcionantes, pero sin duda el éxito llegó en la Recopa de Europa. Se eliminó en primera ronda al Boldlubben danés, y en octavos al potente Glasgow Rangers logrando ganar en Escocia por 1-3 tras haber empatado 1-1 en Valencia. En cuartos el rival fue el Barcelona, vigente campeón de la Recopa anterior, y se logró ganar 0-1 en el Camp Nou con gol de Pablo y luego en la vuelta se ganó 4-3 en un disputadísimo partido con dos goles de Saura y uno de Bonhof y otro de Kempes. En semifinales esperaba el Nantes francés y en la ida se perdió 2-1 con gol de Kempes, pero en la vuelta se logró un espectacular 4-0 (Bonhof, Subirats y dos de Kempes) a pesar de que bastaba con ganar 1-0. La final se disputó el 14 de mayo de 1980 en el estadio de Heysel en Bruselas contra el Arsenal FC. El partido fue muy duro, con poco fútbol, y terminó en empate 0-0, así que debió decidirse en la tanda de penaltis. El primero en lanzar fue la estrella Mario Alberto Kempes pero su lanzamiento fue fácil para el portero Jennings y el valencianismo empezaba a ver más lejos el título, aunque el ánimo cambió cuando el especialista irlandés Brady también falló su disparo gracias a una gran parada de Pereira muy ajustada al palo. Los siguientes cuatro lanzamientos ya fueron dentro, marcando por parte valencianista Solsona, Pablo, Castellanos y Bonhof, y al terminar la tanda en empate a cuatro goles se pasó a la muerte súbita con un lanzamiento más, marcado primero por Ricardo Arias de fuerte disparo sin colocación. El siguiente y definitivo lanzamiento fue obra de Graham Rix y el guardameta gallego Pereira se convirtió en el héroe de la noche al detener su disparo, proclamando así al Valencia campeón de la Recopa de 1980, consiguiendo así Di Stéfano su segundo título como entrenador del Valencia. La nota negativa la protagonizaron los hooligans británicos que no encajaron bien la derrota y protagonizaron numerosos disturbios en las calles de Bruselas y agredieron a numerosos valencianistas desplazados a Bélgica, que debieron ser atendidos en hospitales.
Di Stéfano dejó el banquillo y su puesto lo ocupó Pasieguito en su tercera etapa como técnico valencianista. La marcha del entrenador junto a la venta de Bonhof disgustó y preocupó a la afición. En la portería un joven Sempere le quitó rápidamente la titularidad a Pereira, y el fichaje más sonado fue el del delantero uruguayo Fernando Morena. Tras un espectacular inicio (con victorias 0-3 en el Camp Nou con dos goles de Solsona y uno de Morena, y 2-1 en casa al Real Madrid con ambos goles de Kempes) la temporada se torció con la repentina eliminación en la segunda ronda de la Recopa por el modesto Carl Zeiss Jena de la Alemania oriental, que se empleó con enorme dureza en ambos partidos, lesionando de gravedad en el hombro a Mario Alberto Kempes, lesión que arrastraría durante el resto de su carrera y fue el inicio de su declive. La alegría de la temporada fue proclamarse supercampeón al convertirse en el primer club español que conquistaba la Supercopa de Europa. El torneo enfrentaba al campeón de la Copa de Europa y de la Recopa de la campaña anterior a doble partido. El rival era el intratable Nottingham Forest, vigente campeón de Europa dos años seguidos y también supercampeón de Europa, y en la ida el 25 de noviembre de 1980 en el City Ground el equipo cayó 2-1, pero el gol de Darío Felman daba esperanzas de cara a la vuelta y fue muy valioso. El 17 de diciembre el Luis Casanova estaba lleno esperando conquistar el mayor título de su historia. Bastaba un gol y se hizo esperar hasta el inicio del segundo tiempo cuando Morena recogía el rechace de un disparo al larguero de Saura y marcaba el definitivo 1-0 que hacía al Valencia supercampeón de Europa, segundo título a las órdenes del técnico Pasieguito.

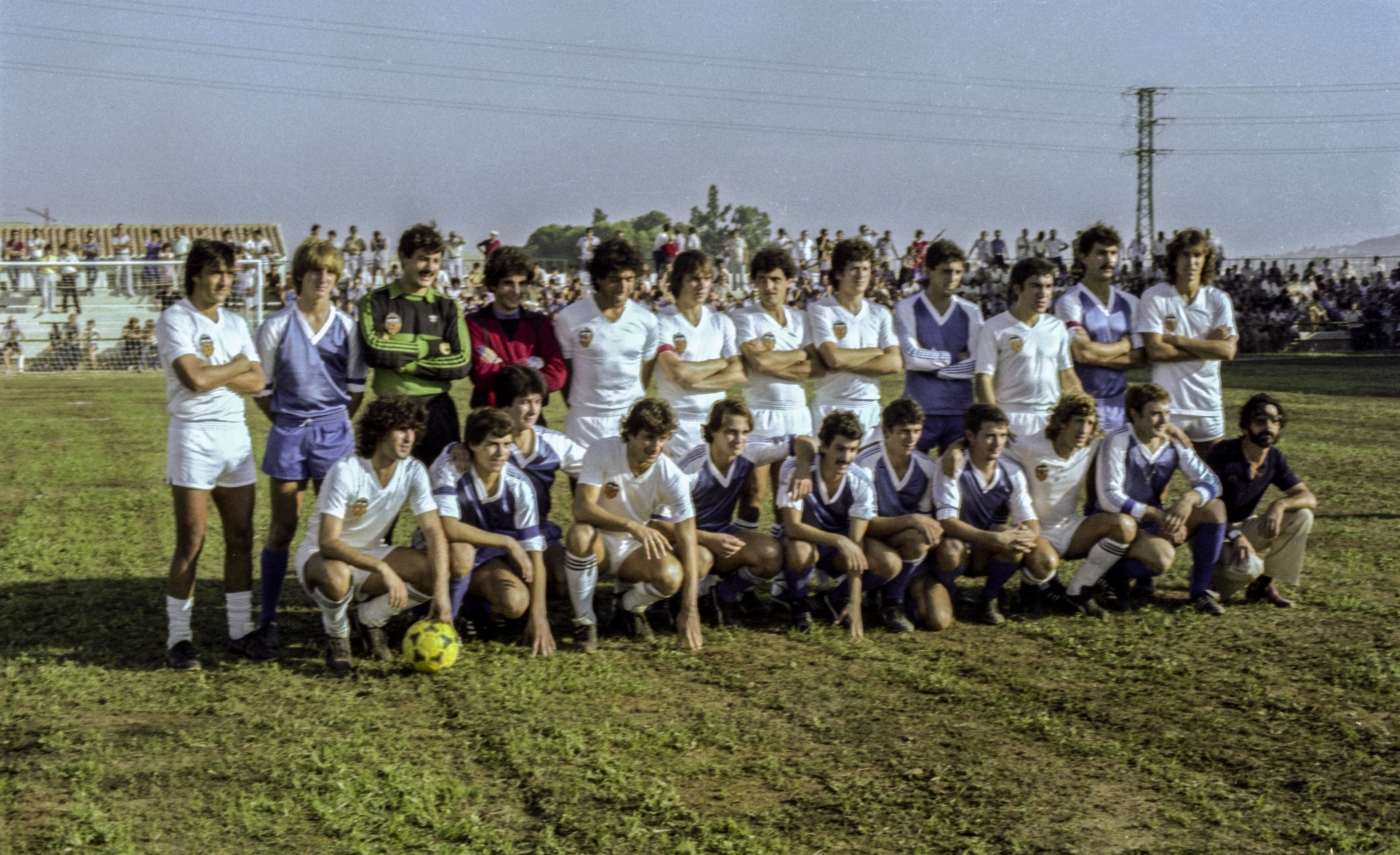
Alineación en el amistoso de inauguración del Camp de la Forana en agosto de 1980. Arriba: Felman, Manzanedo, Orlando Giménez, Cerveró, Vilarrodà, Subirats, Carrete y Arias. Abajo: Kempes, Morena y Sol.

La primera vuelta del campeonato 1980/81 el equipo iba segundo en la clasificación y todo hacía presagiar una gran temporada, sobre todo tras haber conquistado la Supercopa de Europa en diciembre, pero una malísima racha de resultados en la segunda vuelta hicieron al equipo caer hasta el sexto puesto. A esto se sumó una afición molesta con el juego y con la directiva de José Ramos Costa por haber traspasado a Kempes a River Plate por 300 millones de pesetas en el mes de marzo tras la 27.ª jornada. El Matador no pasaba por una buena racha y arrastraba problemas físicos que le impedían rendir como lo hacía en sus primeras temporadas, incluso llegó a recibir pitos de la grada, pero no gustó su repentina venta. El equipo notó también la falta de Morena sancionado con 8 partidos y todo ello produjo el bajón del equipo, que aun así luego remontó hasta alcanzar el 4.º puesto que clasificaba para la UEFA, pero sin luchar por el título liguero que a falta de cuatro jornadas lo tenía a solo un punto.
La temporada 1981/82, ya sin Kempes y sin Morena, se fichó a Frank Arnesen y Kurt Welzl y se incorporó al primer equipo el joven de 19 años Roberto Fernández, revelación del equipo que alcanzó la internacionalidad. La irregular campaña terminó con un 5.º puesto que clasificaba al equipo para Europa, aunque en enero dimitió el técnico Pasieguito dando paso a Manolo Mestre en su segunda etapa entrenando al equipo. Se hizo el ridículo en Copa siendo goleado por el Sporting en la primera eliminatoria, aunque en la Copa de la UEFA se llegó hasta los cuartos de final contra un IFK Goteborg que luego fue campeón.
En verano se celebró el Mundial de 1982 siendo el reformado Estadio Luis Casanova sede de los primeros encuentros de la selección española. Enrique Saura fue el único valencianista en aquella selección. Las obras en el estadio supusieron para el club una deuda acumulada importantísima que se tradujo en un equipo cada vez más debilitado.
El Matador Mario Alberto Kempes regresó al equipo al no poder C. A. River Plate cumplir con los pagos de su fichaje y fue recibido con los brazos abiertos por la afición, pero los problemas económicos hicieron que solo se pudiera incorporar además a Idígoras. Esta temporada 1982/83 resultó ser una de las más dramáticas en la historia del club. Arrancó con una victoria al Barcelona en el estreno culé de Maradona pero inmediatamente llegaron varias jornadas sin ganar que llevaron a la contratación en octubre del técnico Miljan Miljanić, que tampoco terminó la temporada al estar el equipo muy próximo a los puestos de descenso, por lo que en marzo se contrató a Koldo Aguirre para las últimas siete jornadas. La asamblea de socios, en plena crisis económica y financiera del club, provocó la dimisión del presidente José Ramos Costa y las elecciones en febrero dieron la presidencia a Vicente Tormo. El final no pudo ser más tenso porque en la última jornada el equipo recibía el 1 de mayo de 1983, siendo colista y casi desahuciado al descenso, a un Real Madrid al que le bastaba un empate para proclamarse campeón mientras que el Valencia necesitaba la victoria y una carambola esperando las derrotas de Racing, U. D. Las Palmas y Celta. Milagrosamente se dieron las tres derrotas y el Valencia ganó 1-0 al Real Madrid C. F. con el mítico y agónico gol de Tendillo que salvaba a los valencianistas y daba la Liga al Athletic Club.
La última temporada de Kempes estuvo marcada por la ruinosa situación económica del club, que se plasmó en numerosas bajas como Solsona, Felman, Arnesen, Idígoras, Welzl y los retiros de Carrete y Cerveró. Sus lugares los ocuparon modestas incorporaciones y canteranos como un joven Fernando Gómez. El técnico que empezó la temporada fue un hombre de la casa como Paquito, y el arranque fue bueno llegando a ganar en el tercer partido 0-1 en el Bernabéu con gol de Kempes y llegando a ser líderes en la 7.ª jornada, pero luego varias derrotas consecutivas llevaron al equipo a ser 14.º en la 22.ª jornada, asomándose a los puestos de descenso, lo que provocó que se hiciera cargo del equipo Roberto Gil e inmediatamente en Copa fueron eliminados por el filial madridista, el Castilla C. F. de una joven Quinta del Buitre. Aun así se logró remontar el vuelo en liga y no se sufrió hasta el final como la anterior campaña, terminando en el 12.º puesto.
Con una crítica situación económica, el verano de 1984 Salvador Dasí Martínez, presidente de la comisión deportiva, directivo del club y amigo personal de Kempes, le comunicaba con lágrimas en los ojos que no seguiría en el club.

### Años difíciles y recuperación con Tuzón (1984-1992)
Debido a las reformas del estadio Luis Casanova para acoger partidos del Mundial de España 82 la situación económica del club era crítica con una deuda de más de 1600 millones de pesetas, lo que obligó a la directiva de Vicente Tormo a deshacerse de grandes jugadores y a nutrirse de canteranos (estaban Arias, Subirats, Saura, Tendillo, Roberto, Fernando o Revert) y de fichajes modestos como el uruguayo Wilmar Cabrera (para el que se hizo un esfuerzo económico), Arroyo o Quique.
La temporada 1984/85 el entrenador siguió siendo Roberto Gil, hombre de la casa y exfutbolista del equipo, ya que la situación económica no permitía mucho más. La liga tuvo una sorprendente buena marcha sobre todo durante los primeros dos tercios del campeonato. El equipo llegó a ser 2.º tras la 12.ª jornada, y aguantó en el 4.º puesto hasta la 25.ª jornada, pero el equipo fue de más a menos y las últimas nueve jornadas fueron terribles con una victoria, tres empates y cinco derrotas. Se temió por la permanencia pero finalmente el equipo quedó en un discreto 9.º puesto.
Pero lo peor estaba por llegar. En la temporada 1985/86, sin poder económico, el club lució como primer espónsor en sus camisetas la imagen de la Caja de Ahorros de Valencia. Se incorporó a un decepcionante Sánchez Torres y se incorporaron al primer equipo Giner, Fenoll y Voro. Se hizo un partido de despedida a Saura tras diez temporadas en el club. El técnico fue otro hombre de la casa y exfutbolista, el hispano-argentino Óscar Rubén Valdez, pero la temporada no pudo ser más desastrosa con humillantes derrotas como la eliminación de Copa por el Tenerife de Segunda, y goleadas encajadas ante Real Madrid (5-0), Atlético (5-0), de nuevo Real Madrid (0-3) o Real Sociedad (6-0), la cual provocó la destitución de Valdez como entrenador. A las desgracias se sumaron lesiones importantes de dos piezas claves como Roberto y Fernando. El nuevo entrenador fue Alfredo Di Stéfano en su tercera y última etapa como técnico valencianista, con quien se consiguieron éxitos como una Liga y una Recopa. Las últimas doce jornadas eran clave para lograr la permanencia pero el equipo parecía abocado al desastre y solo se lograron tres victorias, todas ellas demasiado tarde. En la penúltima jornada, el fatídico 12 de abril de 1986, el Valencia necesitaba ganar en el Camp Nou pero esta vez no hubo gol milagroso de Tendillo como en 1983 y el equipo cayó derrotado 3-0. La única opción que quedaba era que al día siguiente, 13 de abril, el Cádiz perdiese en el Ramón de Carranza contra un Betis sin ninguna aspiración más allá de la de quedar por delante de su eterno enemigo (el Sevilla), pero un punto era suficiente para que los gaditanos se salvaran y por tanto empataron 0-0 contra los béticos en un partido sobre el que siempre planeó la sospecha del amaño, enviando así al Valencia al pozo de la Segunda División, categoría que el club no jugaba desde 1931. Ya confirmado el descenso, Vicente Tormo presenta su dimisión en abril y Pedro Cortés toma la presidencia en funciones hasta las elecciones en junio.

El nuevo presidente elegido es Arturo Tuzón el 3 de junio de 1986, con una política de austeridad, rectitud, pero también mucho corazón, logró una paulatina recuperación económica. La deuda del club ascendía hasta los 2.200 millones de pesetas y con el estadio y todos sus bienes hipotecados, por lo que la directiva de Tuzón se volcó en el proyecto del ascenso y en una política de austeridad. Además recibió el apoyo masivo del valencianismo que, pese a haber descendido de categoría, casi duplicó el número de abonados pasando de 16.000 a 30.000 abonados. El entrenador siguió siendo Di Stéfano, demostrando así su compromiso con el club a pesar de tener ofertas de clubes de Primera. Salieron del club de forma polémica Roberto Fernández al Barcelona a cambio de 100 millones de pesetas, y Miguel Tendillo al Real Murcia al no llegarse a un acuerdo para renovar su contrato, y también fueron baja el veterano Castellanos, Bermell, Granero, Urruti y Cabrera. Los únicos refuerzos fueron el uruguayo Bossio y el máximo goleador de la temporada anterior en Segunda, el castellonense Alcañiz, que completaban a los canteranos que siguieron en el club a pesar del descenso como Arias, Subirats, Voro, Fernando, Revert, Giner, Sixto o Fenoll, y jóvenes como Quique, Arroyo o Jon García. La temporada 1986/87 fue atípica y se hizo eterna al tener una primera fase regular de 18 equipos (34 jornadas) y una segunda fase dividida en dos grupos de seis equipos (10 jornadas más), y al final ascendían los tres clubes con mayor puntuación total. El equipo terminó como líder la primera fase, con una segunda vuelta espectacular. La fase de grupos (o play-off) fue complicada, pero los cinco partidos en casa fueron clave y se ganaron todos ellos. Finalmente el deseado ascenso se certificó a falta de tres jornadas de terminar el campeonato, en la noche del 30 de mayo de 1987 con la victoria 2-0 al Recreativo de Huelva con goles en el segundo tiempo de Subirats y Quique. Ya en la última jornada el equipo jugó en Las Gaunas y presenciaba el histórico primer ascenso del CD Logroñés a Primera al caer 1-0 frente a los riojanos, ascendiendo así ambos clubes (junto al Celta) y quedando hermanadas para siempre las aficiones valencianista y riojana.

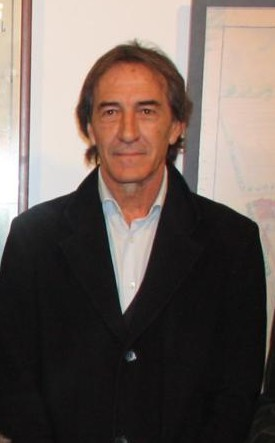
Ricardo Arias, defensa central valencianista durante 16 temporadas

Prácticamente con la misma plantilla el equipo volvía a jugar en Primera División, y en el aspecto económico las cosas funcionaban mucho mejor. El superávit de la temporada en Segunda (más de 120 millones de pesetas) se sumaba al de la temporada actual (133 millones de pesetas). La buena gestión de Arturo Tuzón empezaba a dar sus frutos. La temporada 1987/88 fue la primera en incluir 20 equipos en la máxima categoría. Se incorporó a Nando y al argentino Ciraolo, y en el mercado de invierno llegó la sorprendente cesión del delantero Rabah Madjer del Oporto, aunque aportó menos de lo esperado. Se pasaron bastantes apuros para conservar la categoría, lo que le costó la destitución al técnico Alfredo Di Stéfano en marzo. Roberto Gil volvía a hacerse cargo del equipo las últimas nueve jornadas y dejó al club en el 14.º puesto. Una plaga de lesiones hizo debutar a un joven Camarasa.
El número de abonados volvía a otorgar un superávit al club, pero el público sentía que daba mucho y recibía poco por parte del equipo, así que para la temporada 1988/89 el club contrató a Víctor Espárrago, que venía de hacer historia con el Cádiz, y no solo consolidó al Valencia en Primera sino que lo llevó a competición europea al finalizar la temporada en un sorprendente 3.º puesto. Se había conseguido reunir un bloque muy sólido, sin estrellas pero con gente muy trabajadora. Destacaba Fernando por su depurada técnica y ya se había convertido en la estrella del valencianismo. La defensa era espléndida con jugadores como Bossio, Camarasa, Voro y Giner dirigidos por el gran capitán Arias. Estos fueron los protagonistas de la temporada junto al portero Ochotorena, que consiguió el Trofeo Zamora (sexto en la historia del club), y al rápido delantero asturiano Eloy Olaya.
La campaña 1989/90 demostró que la anterior no fue casualidad. El club siguió logrando superávits, lo cual permitía fichajes como los de Lubo Penev, Toni Gomes y Tomás. La campaña no empezó nada bien para el equipo de Espárrago al perder en casa 1-3 frente al Atlético y dos jornadas después caer goleado 6-2 en el Bernabéu. El pesimismo planeaba entre la afición, pero la victoria llegó finalmente en la cuarta jornada y se encadenaron 15 jornadas consecutivas sin perder. En toda la segunda vuelta sólo se perdieron 2 partidos, lo que llevó al equipo al 2.º puesto logrando así el subcampeonato tras un Real Madrid intratable. Además en la Copa se logró por fin llegar lejos y se disputaron las semifinales contra el Barcelona, y la afición se ilusionó cuando a falta de diez minutos para terminar el partido de vuelta el equipo estaba clasificado para la final, pero el neerlandés Koeman anotó un gol de falta directa y decantaba la eliminatoria para los culés. El regreso a Europa estuvo marcado por polémicos arbitrajes tanto en la ida como en la vuelta de la segunda ronda de la Copa de la UEFA frente al Oporto, quedando eliminados con un estadio volcado.
El 21 de septiembre de 1990 el histórico filial CD Mestalla pasó a denominarse oficialmente Valencia CF B, aceptando así una normativa de la UEFA.
El optimismo de las dos campañas anteriores llevó a la afición en el verano de 1990 a un estado de euforia. En cambio el regreso del canterano Roberto Fernández fue acogido con división de opiniones entre los aficionados al haber dejado el club el año del descenso y haber pasado cuatro temporadas en un club rival como era el Barcelona. La temporada 1990/91 resultó muy decepcionante, y mal empezó al caer humillados en el Trofeo Naranja contra el Real Madrid. La campaña fue tremendamente irregular, llegando a ser 18.º en la 10.ª jornada y 4.º en la 26.ª jornada. Una de las pocas alegrías fue la victoria 2-1 en casa contra el Real Madrid en la 11.ª jornada con goles de Penev y Robert, vengando así la humillación sufrida en el torneo veraniego. Al final el equipo quedó en el 7.º puesto y por tanto fuera de competición europea. En la Copa de la UEFA se sufrió muchísimo para eliminar en la prórroga al engorroso Iraklis griego, y en la segunda ronda el rival fue la potente AS Roma, con un polémico partido de ida en el Luis Casanova donde anularon dos goles legales al Valencia.
El 26 de septiembre de 1991 se aprobó en junta general la conversión del club presidido por Arturo Tuzón en Sociedad Anónima Deportiva como la mayoría de clubes del fútbol español, tal como dictaminó la Ley 10/1990. De este modo el Valencia CF pasaba a denominarse oficialmente a partir de ahora Valencia CF, SAD. La conversión definitiva no terminó hasta 1992.
El neerlandés Guus Hiddink se hizo cargo del equipo en la 1991/92 y mejoró notablemente el juego con fichajes como los de Leonardo y Rommel Fernández. Los goles se los seguían repartiendo mayoritariamente entre Penev y Fernando. Una de las alegrías de la temporada fue la remontada en la 18.ª jornada contra el Real Madrid en sólo dos minutos con goles de Fernando y Robert en los minutos 87 y 88. El club terminó en un más que digno 4.º puesto, volviendo así a puestos europeos.
A mitad de temporada, el 19 de febrero de 1992, se inauguró la Ciudad Deportiva de Paterna, convirtiéndose en una de las mejores instalaciones deportivas de Europa con una extensión de 180 000 metros cuadrados, 13 campos de fútbol y una residencia para los jóvenes de la cantera que venían de cualquier parte del mundo a formarse como futbolistas. El club había adquirido estos terrenos con división de opiniones en 1974, bajo la presidencia de Francisco Ros Casares, pero el tiempo demostró que fue todo un acierto.
El estadio Luis Casanova fue del 24 de julio al 5 de agosto de 1992 sede de la Selección olímpica de España en los Juegos Olímpicos de 1992, juegos históricos en los que finalmente la selección conquistó por primera vez en su historia la medalla de oro en la final disputada en el Camp Nou el 8 de agosto.

### Conversión en SAD y la etapa Roig (1992-1997)
En 1992 se hace efectiva la conversión del club en Sociedad Anónima Deportiva junto a la mayoría de clubes del fútbol español, tal como dictaminó la Ley 10/1990.
La temporada 1992/93 el equipo de Guus Hiddink repitió el 4.º puesto y su clasificación europea, pero quedó la sensación de que habiéndolo hecho mejor frente a los grandes se hubiera podido luchar por algo más. La Copa de la UEFA dejó un amargo recuerdo entre los aficionados valencianistas, ya que en la primera ronda cayó en la ida por un contundente 1-5 frente al Nápoles entrenado por Claudio Ranieri, con los cinco goles anotados por el delantero uruguayo Daniel Fonseca, nombre difícil de olvidar por el valencianismo desde aquel día. En la penúltima jornada, el 13 de junio debutaba en partido oficial el joven Gaizka Mendieta con 19 años disputando los últimos minutos en el Ramón de Carranza frente al Cádiz.
El 25 de abril de 1993 se celebró un partido homenaje a Mario Alberto Kempes, que había terminado un año antes su etapa como futbolista en equipos de la liga austríaca. Fue un encuentro amistoso ante el PSV Eindhoven que finalizó con victoria holandesa por 5-6 con tres goles del homenajeado matador argentino y otros tres goles del joven brasileño Romario. Sólo diez días después, el 6 de mayo, el delantero panameño Rommel Fernández, que estaba cedido en el Albacete, fallecía trágicamente en un accidente de vehículo, lo cual conmocionó a la afición y a todo el fútbol español y panameño.
La temporada 1993/94 se fichó al desconocido montenegrino Mijatović. El equipo arrancó muy bien la temporada, siendo incluso líder en tres jornadas, pero todo cambió bruscamente a partir del desastre de Karlsruher en la Copa de la UEFA el 3 de noviembre de 1993 cayendo por 7-0. Después de aquella goleada el equipo tuvo dos derrotas consecutivas en liga, lo que desembocó poco después en la destitución del técnico Guus Hiddink a mediados de noviembre, sustituido por Paco Real, hombre de la casa. Poco después, el 24 de noviembre dimitía el presidente Arturo Tuzón en la que era su octava temporada al frente del club, y fue nombrado Melchor Hoyos Pérez hasta las elecciones a la presidencia. En diciembre, y sin levantar cabeza el equipo, el técnico Paco Real fue destituido tras una dolorosa derrota 0-4 contra el Barcelona, y ocupó su lugar el uruguayo Héctor Núñez con Mario Alberto Kempes como ayudante. El equipo siguió en los puestos intermedios de la clasificación, a lo que se sumó la triste noticia de que el delantero Lubo Penev sufría un cáncer de testículo que le hizo perderse el resto de la temporada. El 9 de marzo de 1994 fue elegido presidente Francisco Roig (conocido popularmente como Paco Roig) con el lema "Per un València campió", casi al mismo tiempo que el club cumplía su 75.º aniversario. Una de las primeras decisiones del presidente fue un nuevo cambio de técnico, así que José Manuel Rielo se hizo cargo provisionalmente del equipo durante dos jornadas en las que se consiguieron dos victorias, y finalmente se convenció al neerlandés Guus Hiddink para su regreso a finales de marzo, retomando así el equipo a nueve jornadas del final. Finalmente el equipo quedó en un insuficiente 7.º puesto en esta loca temporada, fuera de las posiciones europeas, y, como anécdota, en la última jornada el Valencia se convirtió en protagonista al empatar 0-0 en Riazor ante un Deportivo de La Coruña que podía proclamarse por primera vez en su historia campeón de Liga, pero un penalti detenido por González a Djukic hizo que el título fuese para el Barcelona.
Durante la presidencia de Paco Roig se incorporaron novedades como el uso del valenciano a través de la megafonía del estadio o el desfile de bandas de música de distintas localidades valencianas sobre el terreno de juego antes de los partidos y durante los descansos. La equipación del club recuperó las medias negras en su uniforme de 1994 y luego su uniforme original de camiseta blanca, pantalón negro y medias negras a partir de 1995. A partir del 6 de noviembre de 1994 el estadio recupera su nombre original de Estadio de Mestalla tras una carta enviada por el propio expresidente Luis Casanova Giner solicitando dicho cambio. La afición nunca dejó de llamarlo Mestalla.

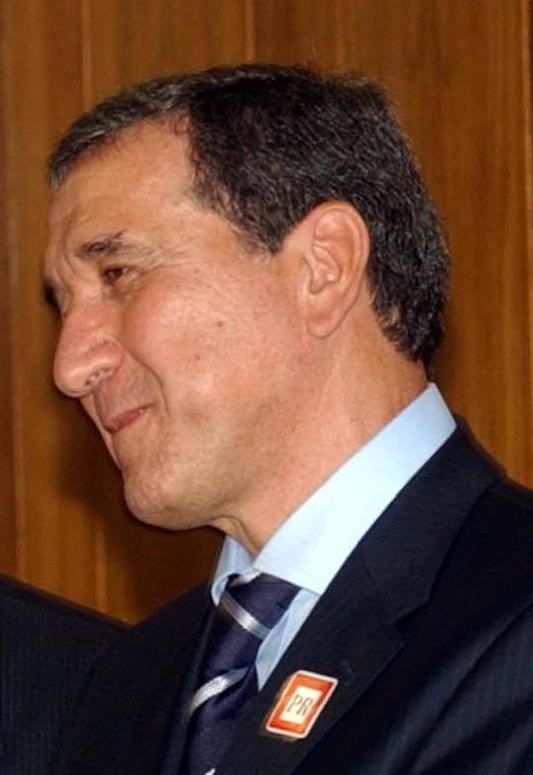
El brasileño Carlos Alberto Parreira fue el primer entrenador de la etapa de Paco Roig en verano de 1994.

El verano de 1994 fue de numerosos e ilusionantes fichajes como el del delantero Oleg Salenko, el del veterano portero Andoni Zubizarreta y el del brasileño Mazinho, que se sumaron a los de Poyatos, Romero, Otero, Engonga, Juan Carlos y Maqueda. Todo el equipo dirigido por el técnico que acababa de proclamarse campeón del Mundial 1994 con Brasil, Carlos Alberto Parreira. En la temporada 1994/95 incorporaron un segundo uniforme inspirado en la senyera muy recordado y querido por la afición. El patrocinio es también recordado, fue de la cooperativa valenciana de droguerías y perfumerías 'CIP, el progreso. El inicio de liga fue prometedor pero luego resultó muy irregular, lo que llevó al equipo a moverse en los puestos intermedios de la tabla, muy alejado de su objetivo europeo. La temporada terminó en un triste 10.º puesto, muy alejado de los objetivos iniciales, y con el técnico Carlos Alberto Parreira destituido a tres jornadas del final. La mediocre temporada liguera se compensó con una gran Copa del Rey en la que se alcanzó disputar la final, algo que ilusionó enormemente a la afición tras 16 años de la última final copera (1979). El rival de octavos fue el Real Madrid, consiguiendo el Valencia dos victorias por 2-1 remontando los goles madridistas con dos goles de Salenko en la ida y dos de Mijatović y Fernando en la vuelta. En cuartos de final se eliminó al Mallorca y en semifinales esperaba el batallador Albacete. Se empató en la ida 1-1 en Mestalla, resultado que produjo la destitución del técnico Carlos Alberto Parreira a falta del partido de vuelta y de tres jornadas para terminar la liga. En el partido de vuelta el técnico fue José Manuel Rielo, el 13 de junio en el Carlos Belmonte, donde se ganó 1-2 con goles de Robert y Penev. La final se disputó el sábado 24 de junio de 1995 en el Santiago Bernabéu frente al Deportivo de La Coruña, que se clasificó por primera vez en su historia para una final. Más de 40.000 valencianistas viajaron para vivir la que era la primera final para los más jóvenes, un partido que pasaría a la historia como "La final del agua". La primera parte fue controlada por un Deportivo que se adelantó en el minuto 36 con un gol de Manjarín tras robarle el balón a Giner. En la segunda parte el calor de la mañana se convirtió en una espectacular tormenta que no se vivía desde hacía treinta años en la capital. El terreno de juego empezó a parecerse a una piscina, casi impracticable, pero aun así en el minuto 70, Mijatović ejecutó perfectamente una falta directa que supuso el empate 1-1. Los valencianistas bajo la lluvia celebraron el gol en las gradas como pocas veces se ha celebrado, pero cuando la lluvia se convirtió en granizo, el árbitro José Mª García Aranda decretó la suspensión del partido en el minuto 79. Al no detenerse la tormenta fue imposible reanudar el encuentro. Quedó aplazado el partido y la RFEF decidió retomarlo tres días después, el martes 27 de junio. Alrededor de 30 000 valencianistas volvieron a viajar a Madrid cargados de ilusión y pensando en jugar la prórroga al quedar sólo 11 minutos de partido, pero casi inmediatamente después de reanudarse el encuentro Alfredo Santaelena cabeceó un centro al área dentro de la portería valencianista ante una mala salida de Andoni Zubizarreta, marcando así el definitivo 2-1. Ya con el marcador en contra no hubo tiempo de igualarlo. Solo un minuto duró la ilusión valencianista de poder celebrar un título, pero esta final supuso el reencuentro del valencianismo con la ilusión de volver a ser campeones.

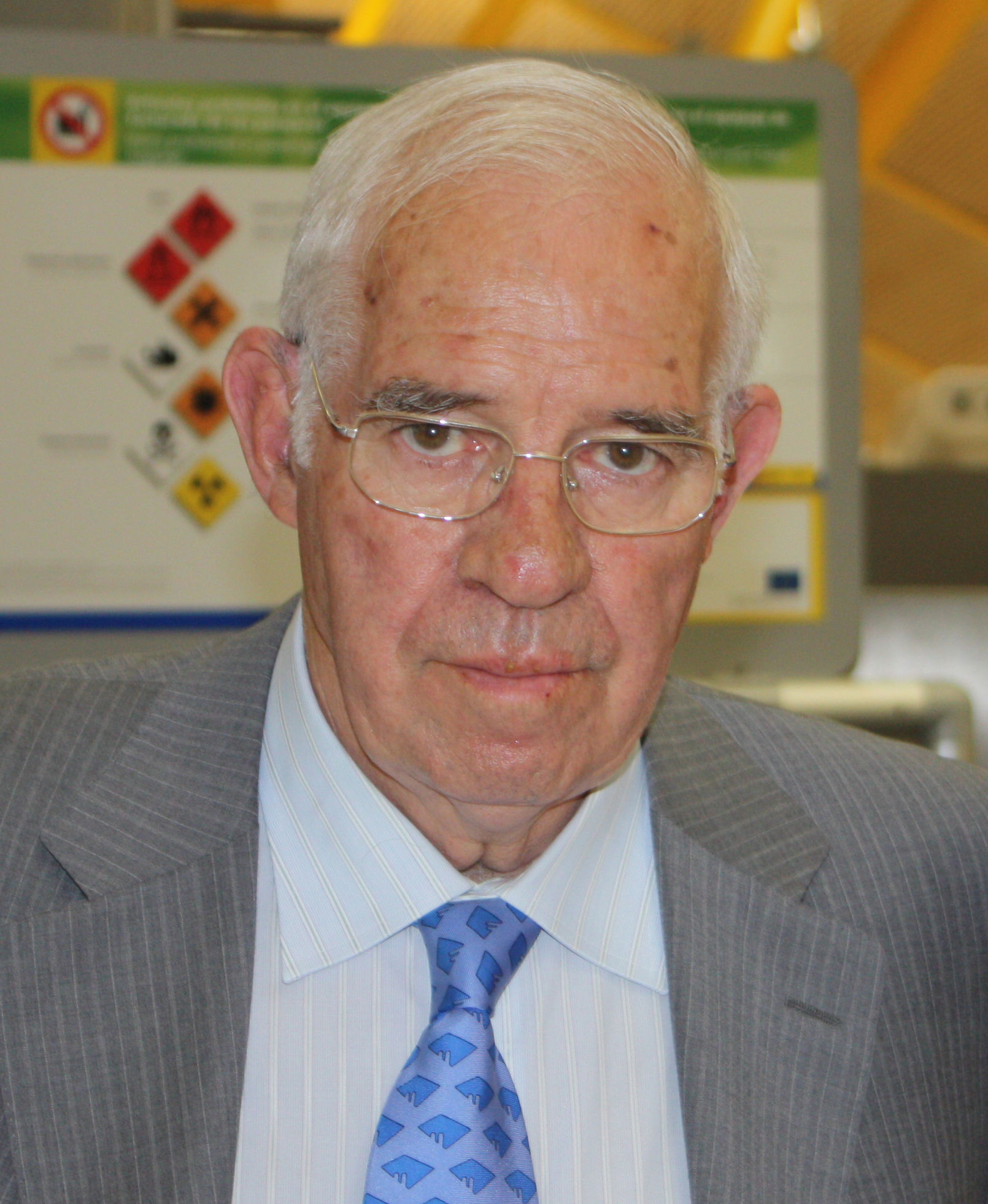
Luis Aragonés fue el segundo técnico de la etapa Roig y llevó al equipo al subcampeonato liguero de 1996.

El segundo año de la etapa Roig supuso otra revolución en la plantilla buscando el Valencia campeón que prometió. Fueron baja futbolistas históricos como Penev, Robert, Giner, Eloy y el portero Sempere tras quince temporadas. La principal novedad fue fichar a un técnico veterano de los banquillos españoles, Luis Aragonés. Entre las novedades estuvieron el delantero brasileño Viola, Patxi Ferreira, Sietes, Eskurza, Iñaki y José Ignacio. La temporada 1995/96 supuso recuperar el pantalón negro al primer uniforme valencianista tras más de sesenta años con el pantalón blanco. Se empezó con muchas dudas e irregularidad, alternando malos partidos con encuentros espectaculares como la victoria 4-3 en Mestalla frente al Real Madrid con goles de Gálvez, Fernando, Mijatović y Arroyo. En la segunda vuelta el Valencia fue el mejor equipo de la liga, incluso por encima del intratable Atlético de Madrid de Radomir Antić. El equipo empezó a acercarse peligrosamente al Atlético y al Barcelona, que empezaban a perder puntos, y se llegó incluso a ganar 4-1 a los culés con goles de Fernando, Viola y dos de Mijatović, y 2-3 a los colchoneros en el Calderón con dos goles de Mijatović y un cabezazo de Poyatos. De forma casi imparable el equipo se acercaba a la cabeza de la clasificación conforme avanzaban las jornadas, con un Mijatović en su mejor temporada valencianista logrando 28 goles. En la penúltima jornada en Mestalla se logró vencer 1-0 al Espanyol con el último gol como valencianista de Arroyo tras once temporadas, y esta victoria daba la posibilidad de ser campeones en la última jornada. Era una opción muy improbable al necesitar vencer el Valencia en Balaídos al Celta y además que el Albacete, ya descendido, ganara en el Vicente Calderón al líder Atlético de Madrid. El Valencia se adelantó con un gol de Mijatović pero el Atlético ganaba sin problemas 2-0 al Albacete, y además en el último minuto empató el 1-1 el Celta. La afición valencianista se quedaba por segundo año consecutivo a las puertas de un título, pero sintiendo con este subcampeonato que el Valencia campeón estaba cada vez más cerca.

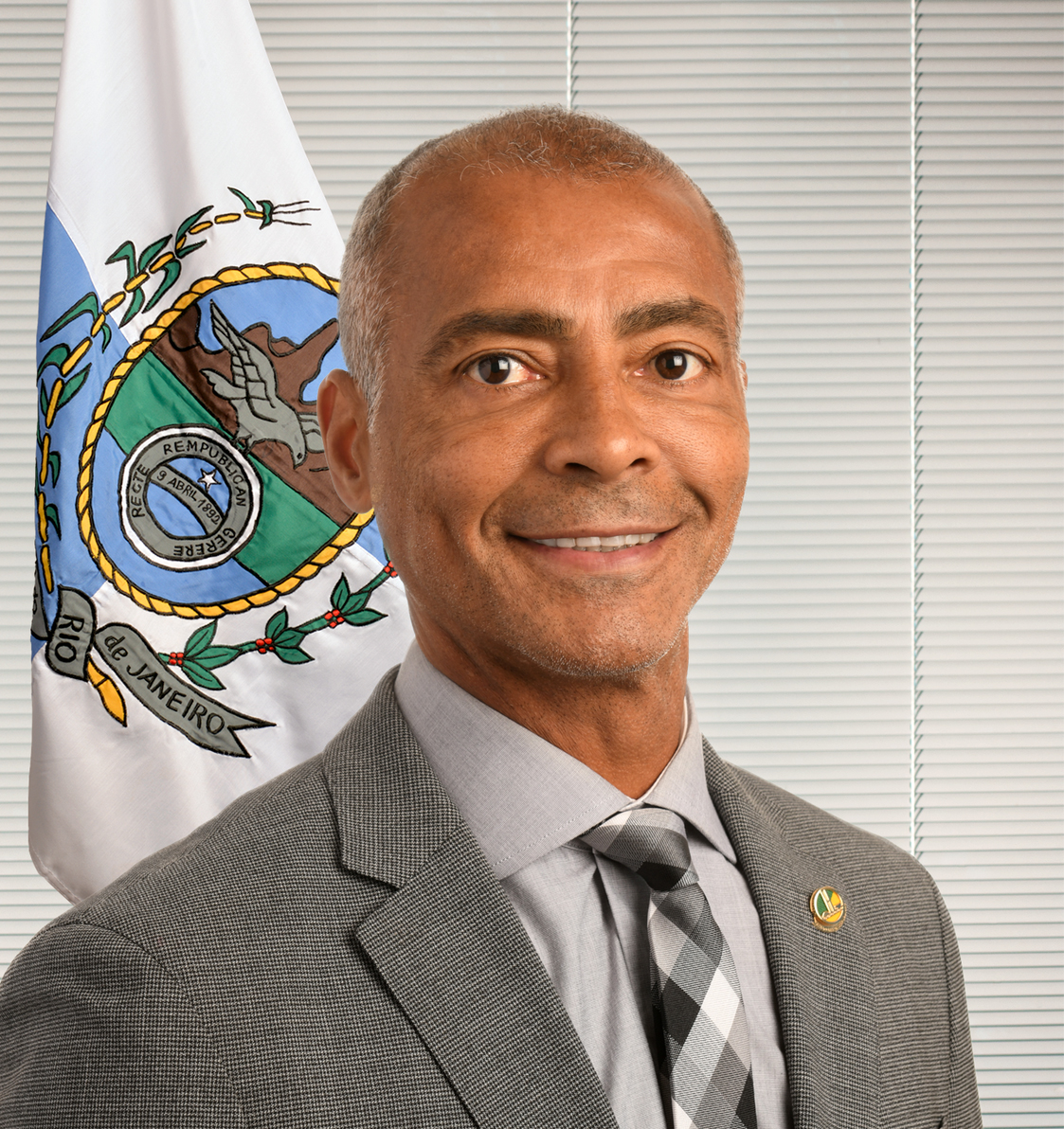
Romario fue el fichaje estrella de Roig en verano de 1996 para suplir la marcha de Mijatović.

El verano de 1996 supuso de nuevo varios cambios muy importantes para los siguientes años. Tal vez el mayor de todos fue la marcha de la estrella Pedja Mijatović al Real Madrid a cambio de su cláusula de rescisión de 1.250 millones de pesetas. Mijatović negó tener ningún acuerdo con los madridistas y aseguró a la afición che que seguiría en el equipo, por eso cuando se materializó el traspaso (diciendo que se iba al Real Madrid para poder ganar títulos) la afición valencianista nunca le perdonó su forma de marcharse mintiendo. La reacción de Roig para devolver la ilusión a la gente fue contratar a una estrella mundialmente reconocida: Romario (30 años) Siendo el jugador mejor pagado del mundo con salario de 3,6 millones de dólares por temporada, fichaje que no gustó al técnico Luis Aragonés que llegó incluso a presentar su dimisión en verano pero no fue aceptada por Roig. Llegaron Moya, Vlaovic, el millonario fichaje de Karpin por 1000 millones de pesetas, se repescó al central Iván Campo y llegó también un desconocido delantero argentino de Racing de Avellaneda apodado "El Piojo", Claudio López, que en un principio fue motivo de bromas pero terminó marcando una época en el valencianismo. La convulsa temporada 1996/97 empezó para el Valencia bastante mal perdiendo las dos primeras jornadas y con una crisis de vestuario debida a la mala relación entre Luis Aragonés y Romario. El brasileño fue alineado en las dos primeras jornadas, pero se quedó fuera de la convocatoria del primer encuentro de la Copa de la UEFA, lo cual indignó al delantero y provocaron una tensa charla entre técnico y jugador a la vista de todos los medios de comunicación en la Ciudad Deportiva. El debut valencianista en la UEFA se presentaba de lo más complicado al enfrentarse al vigente campeón: el Bayern de Múnich. Poca gente confiaba en los che ante el mal inicio liguero, pero la eliminatoria quedó sentenciada en la ida el 10 de septiembre en Mestalla con un abultado 3-0 para los valencianistas con goles de Engonga, Claudio López (en su debut goleador) y Moya. Este resultado y la clasificación para la siguiente fase hicieron que el equipo mejorara en su juego. Los problemas con Romario continuaban, y su indisciplina llevó en octubre a su cesión al Flamengo. En la UEFA se superó por al Slavia de Praga y en octavos al Besiktas. Tras el partido de ida con victoria 3-1 en Mestalla, y con el equipo en el puesto 11.º en liga tras trece jornadas, el técnico Luis Aragonés presentó su dimisión, con lo que el siguiente partido de liga fue dirigido por su segundo entrenador, José Manuel Rielo (en su tercera ocasión como entrenador provisional del primer equipo). El entrenador elegido por Roig para dirigir al equipo el resto de la temporada fue un técnico muy distinto: Jorge Valdano, que dirigió su primer partido en la 15.ª jornada. Hizo debutar en diciembre al joven canterano de 18 años Farinós, jugador lleno de carácter. El equipo se reforzó en el mercado de invierno con incorporaciones como Leandro y Cáceres, y ya en marzo de 1997 llegó el Burrito Ariel Ortega. A pesar de los esfuerzos el equipo fue mediocre e irregular, cayendo en Copa en casa frente a Las Palmas en los penaltis. En UEFA se llegó a los cuartos de final pero no se plantó cara en ninguno de los dos partidos al Schalke 04, y en liga se terminó 10.º con un Claudio López casi desaparecido al haber anotado sólo cinco goles oficiales.

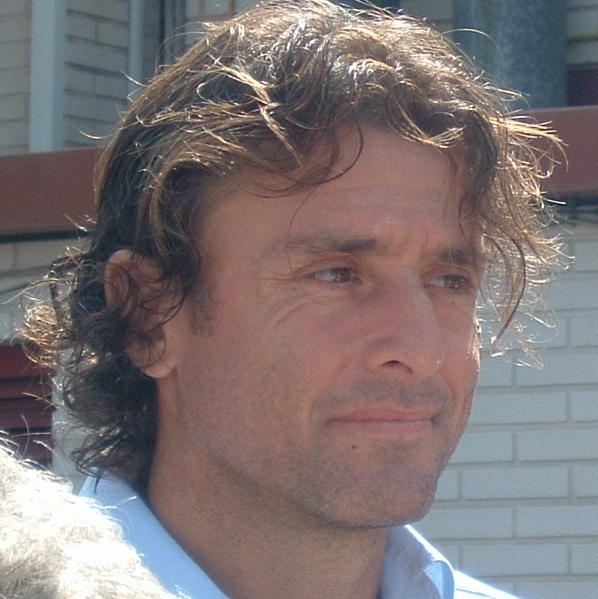
En 1997 el club fichó defensas veteranos como Amedeo Carboni con 32 años, que estuvo nueve temporadas en el club.

Tras una nefasta temporada, el técnico Jorge Valdano pidió a Paco Roig en el verano de 1997 una casi total renovación del vestuario, y así fue. Hasta quince futbolistas causaron baja, entre ellos el curioso pack de seis futbolistas al Mallorca. Debido al excesivo número de extracomunitarios, Valdano debía descartar a un jugador en verano, y era Claudio López quien tenía todas las papeletas al no ajustarse al tipo de juego que deseaba el técnico argentino. Finalmente el descarte fue el brasileño Leandro. Se confeccionó una plantilla 1997/98 de jugadores con calidad pero dudosa disciplina (Ariel Ortega, Marcelinho Carioca, Saïb, el regreso de Romario...), lo que provocaba un juego algo caótico. Futbolistas veteranos cono Carboni, Djukic o Angloma fueron criticados a su llegada por su edad, pero con su entrega y profesionalidad pronto la afición vería el mucho fútbol que aún quedaba en sus botas. Romario estaba encantado con su regreso al tener buena amistad con Jorge Valdano y encajar en su idea de juego. Jóvenes canteranos como Angulo y Albelda debutaron esta temporada. Romario se lesionó en un partido del Trofeo Naranja, lo cual le apartó de los terrenos de juego hasta dos meses y viajó a Brasil a recuperarse. Mientras tanto el equipo cayó derrotado en las tres primeras jornadas de liga dando una muy mala imagen, sobre todo Jorge Valdano en El Sardinero al dejar a su propio equipo con un hombre menos al incluir cinco jugadores extracomunitarios sobre el terreno de juego (en lugar de los cuatro reglamentarios). Este error, sumado a la imagen y las tres derrotas consecutivas, terminó con la paciencia de un ya nervioso presidente Paco Roig que no le tembló el pulso al destituir a Jorge Valdano como técnico. La 4.ª jornada de Liga el equipo ya tenía un nuevo técnico, el italiano Claudio Ranieri, un entrenador totalmente distinto a Valdano que basaba todo su fútbol en la solidez defensiva, sin tener la posesión del balón, pero con un contragolpe letal. En la jornada 14.ª, con el equipo hundido en un peligroso 17.º puesto de promoción de descenso, el Valencia perdió en casa 0-1 contra la UD Salamanca. Ese 30 de noviembre de 1997 el público de Mestalla dictó sentencia entonando varias veces, y casi con unanimidad, el «¡Paco vete ya!», concentrándose incluso a las puertas del estadio. El día 2 de diciembre fue clave al presentar su dimisión el presidente Paco Roig ante la presión de los aficionados, renunciando incluso a quedarse como miembro del consejo de administración. Su sucesor en el cargo sería el vicepresidente Pedro Cortés, que ya lo fue brevemente en 1986, y el nuevo vicepresidente sería Jaime Ortí, que también optaba a la presidencia. Manuel Llorente pasó de gerente a consejero delegado.

### La época dorada (1997-2004)

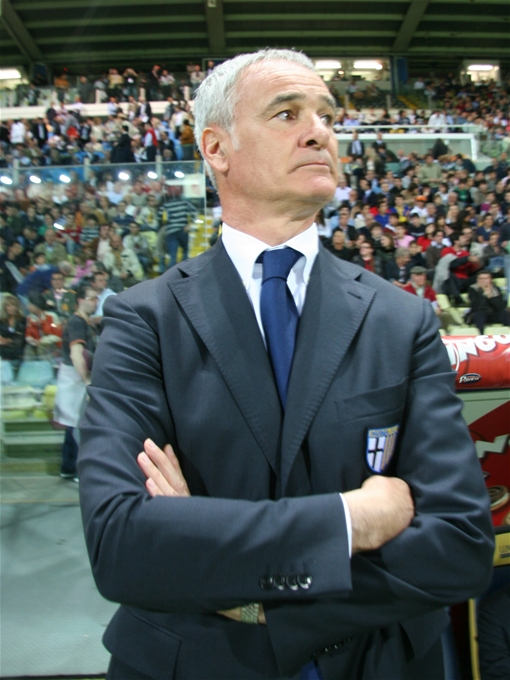
Con Claudio Ranieri inició una época dorada para el club

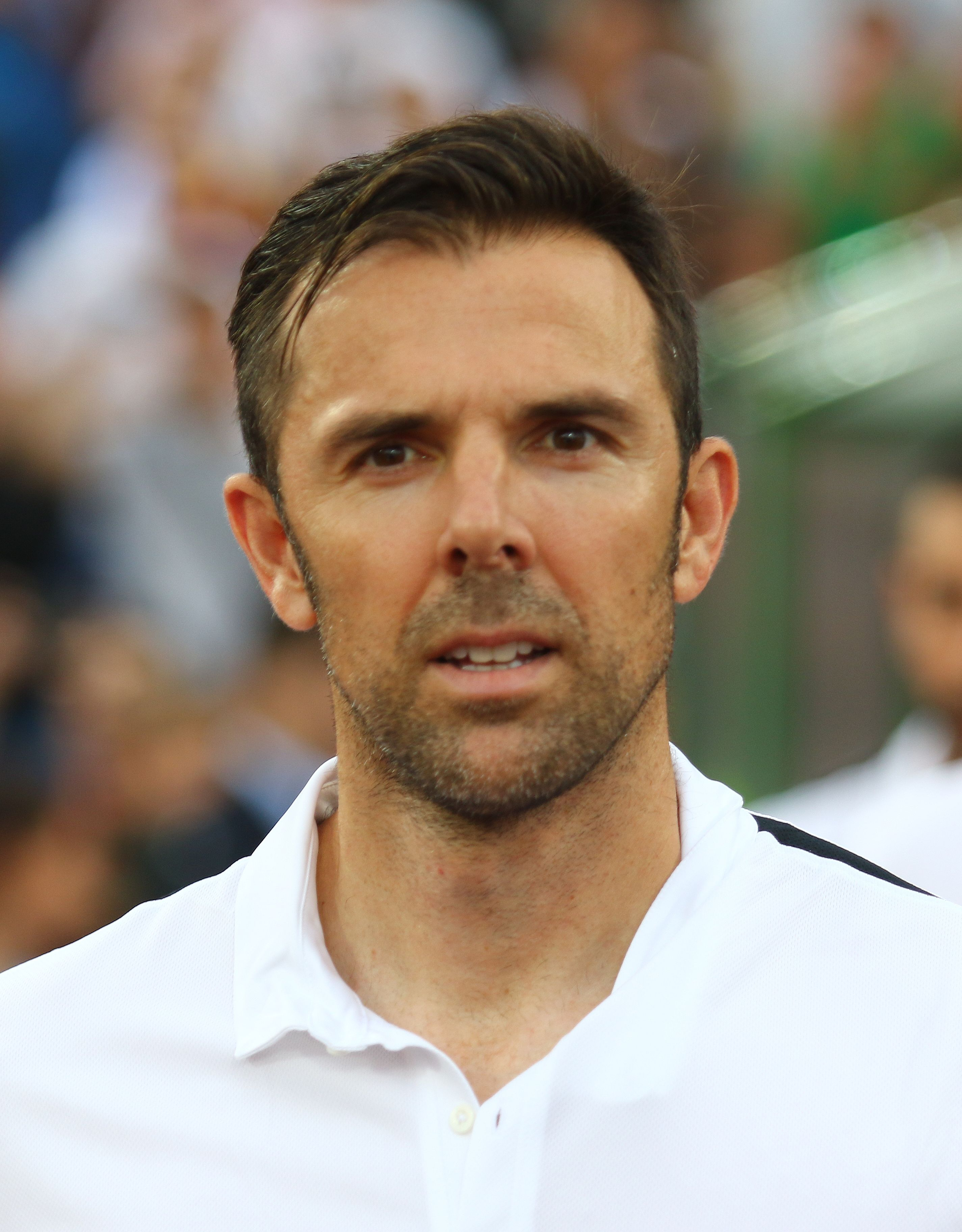
Carlos Marchena, jugador del Valencia durante el período 2001-2010.

El 7 de diciembre de 1997 la cabeza de Ranieri pendía de un hilo. El equipo estaba al borde de los puestos de descenso, perdía 1-0 en Anoeta y la decisión del cambio de técnico ya estaba tomada, hasta que un gol de Mendieta en el minuto 79 puso el 1-1 definitivo en el marcador y alargó la paciencia con el técnico. Decisión acertada a posteriori, ya que a continuación llegaron tres victorias consecutivas para terminar el año. En el mercado de invierno se traspasó definitivamente a Romario, Marcelinho Carioca y Saïb al no encajar con el fútbol de Ranieri. Llegó una de las sensaciones de la temporada: el delantero rumano Adrian Ilie. Otras tres victorias consecutivas llegaron a comienzos de 1998: la épica remontada en el Camp Nou el 19 de enero de 1998 en los últimos veinte minutos con un 3-0 en contra. Se terminó ganando 3-4 con goles de Morigi (69'), Claudio López (73' y 88') y Ariel Ortega (89'). Luego la goleada 6-1 al Racing con el estreno goleador liguero de Ilie haciendo una pareja letal con "el Piojo" López, y la tercera en el Santiago Bernabéu con goles de Mendieta e Ilie. El equipo parecía otro y completó una magnífica segunda vuelta del campeonato recuperando fútbol y dignidad, ascendiendo hasta un triste pero muy trabajado 9.º puesto, que al menos sirvió para que el equipo disputara en verano la Copa Intertoto que daba acceso a la UEFA. Se recuerdan goles espectaculares como el de Mendieta en San Mamés y el de Ilie al Mérida en Mestalla. Los máximos goleadores fueron Claudio López, que ya empezaba a ser letal con su velocidad al contragolpe, y Adrian Ilie con 12 goles cada uno, aunque el rumano anotó uno más en la Copa. Esta temporada fue la despedida del mítico capitán Fernando Gómez Colomer tras 15 temporadas en el primer equipo y marcar 143 goles en 552 partidos, y también la despedida del veterano portero Andoni Zubizarreta que se retiraba de los terrenos de juego tras cuatro temporadas en el Valencia.
A finales de la década, el club inicia su segunda época dorada con la llegada del entrenador italiano Claudio Ranieri, del veloz goleador Claudio "Piojo" López y de Gaizka Mendieta, que conquistan la Copa del Rey 1998-1999 y consiguen la primera clasificación del equipo para disputar la moderna Liga de Campeones.
La primera mitad de los años 2000 suponen la culminación de la nueva época dorada del Valencia CF. Con Héctor Cúper como técnico, en la temporada 1999-2000, en su debut en la moderna Liga de Campeones el club llega por primera vez en su historia a la final de la Champions pero es derrotado por el Real Madrid tras haber hecho un inmejorable campeonato. Repite final al año siguiente en su segunda participación y el rival esta vez es el Bayern de Múnich, que arrebata el título a los valencianistas en la tanda de penaltis.

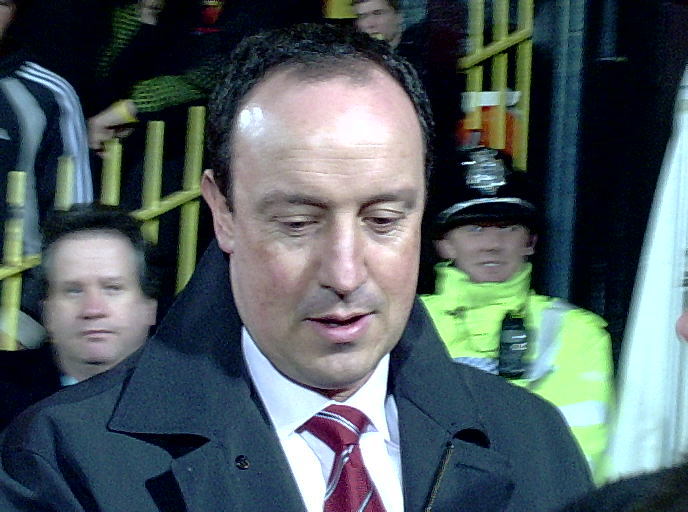
Rafa Benítez conquistó dos Ligas, título que el club no conseguía desde hacía 31 años

En la temporada 2001-2002, con un hasta entonces desconocido Rafa Benítez como entrenador y con futbolistas como Albelda, Baraja, Vicente, Cañizares, Carboni, Djukic, Angloma, Ayala o Rufete entre otros, el Valencia gana de nuevo un título de Liga tras 31 años sin conseguirlo. En la temporada 2003-2004 repite título y también gana la Copa de la UEFA, logrando así un doblete histórico y situando al Valencia como mejor equipo del mundo del año 2004 según la IFFHS.
Termina la época dorada del club con la marcha de Rafa Benítez por discrepancias con el director general Manuel Llorente, y el técnico es sustituido por el italiano Claudio Ranieri en su segunda etapa valencianista. Con él se gana la Supercopa de Europa pero no termina la temporada 2004-2005 por los malos resultados y empieza una etapa mucho más gris para la entidad.

### La crisis económica (2004-2014)

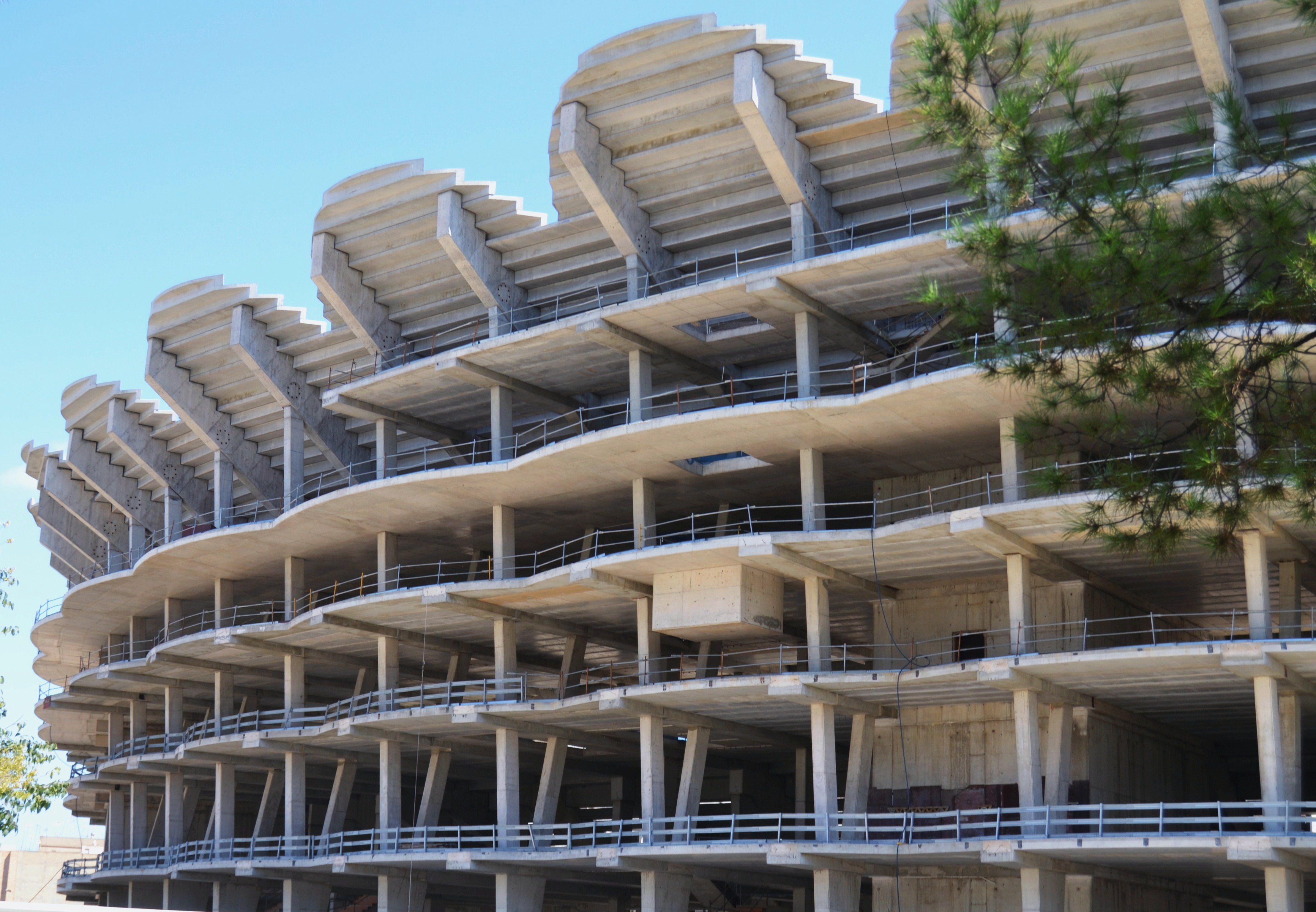
El Nou Mestalla fue el proyecto de Juan Soler que más endeudó al club

En 2004 llega a la presidencia el máximo accionista de la entidad y empresario de la construcción, Juan Soler. Con la fiebre del éxito aun reciente, el club realiza grandes alardes económicos como la presentación en 2006 del futuro nuevo estadio, e incorpora futbolistas a un elevado coste, como el fichaje más caro de la historia del club hasta aquel momento, Joaquín Sánchez por 25 millones de euros.
Los años siguientes, se adquirieron futbolistas como Villa, Kluivert o Morientes, pero también se apostó fuerte por jóvenes promesas como Raúl Albiol, Silva o Mata. Pese a la calidad individual de la mayoría de jugadores y las ambiciones que se pretendían, con el equipo envuelto en una complicada situación económica, social y deportiva, no se alcanzó ningún triunfo más allá de clasificar cada año para disputar la Champions, hasta que en 2008 se conquistó inesperadamente la séptima Copa a pesar de una vergonzosa campaña liguera en la que se sufrió hasta las últimas jornadas por mantener la categoría.
La temporada siguiente se contrató a Unai Emery con el objetivo de volver a la Champions League, objetivo que no se alcanzó hasta dos años después.
El gran endeudamiento del club, unido a la crisis inmobiliaria que sufrió el país, hizo suspender la construcción del futuro estadio a principios de 2009. Al descender el precio del suelo ya no se podía vender el suelo del actual Mestalla para afrontar la construcción del nuevo.

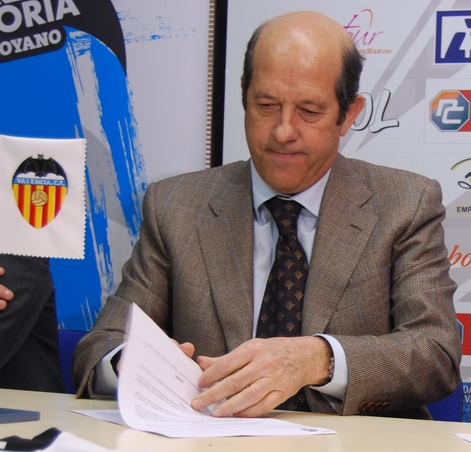
Manuel Llorente firmó el plan Newcoval, vendió a los principales jugadores y no pudo solucionar la deuda con Bancaja.

En verano de 2009 el club se vio obligado a llevar a cabo una ampliación de capital para evitar un concurso de acreedores al tener una deuda de 547 millones de euros, principalmente con la entidad Bancaja. El control accionarial del club queda en manos de la Fundación Valencia CF con el 72% de acciones al comprar (gracias a un préstamo de Bancaja avalado por el gobierno valenciano) todas las acciones no vendidas al público. Se aseguró que habría una segunda fase de venta de acciones para democratizar el club pero nunca llegó a realizarse. El nuevo presidente Manuel Llorente, puesto por las instituciones, tuvo como principal objetivo rebajar la deuda con la entidad bancaria.
Los años 2010 empiezan con la venta de jugadores cada temporada por parte del presidente: Albiol, Villa, Silva, Mata, Joaquín, Pablo Hernández o Jordi Alba son los principales ejemplos. El equipo dirigido por Unai Emery logró disputar cada temporada la Liga de Campeones, mientras el club incorporaba futbolistas jóvenes o poco conocidos que hacían disminuir el nivel de la plantilla. Otros jugadores característicos de esta etapa son Ricardo Costa, Jeremy Mathieu, Roberto Soldado, Aritz Aduriz o Tino Costa.
En 2012 el club decide no renovar a Unai Emery tras cuatro temporadas por un supuesto fin de ciclo, y Manuel Llorente contrata a Mauricio Pellegrino en su debut como entrenador, sin contar con la opinión de la dirección deportiva ni del consejo de administración. En diciembre se destituye al técnico y se contrata hasta final de temporada a Ernesto Valverde, que logra clasificar al equipo para la Europa League pero se queda fuera de los puestos Champions.
En lo económico la deuda se redujo con la ampliación de capital de 2009 y la venta de jugadores pero continuaba sin poderse afrontar, ni por supuesto reanudar las obras del futuro estadio, ni siquiera con el plan Newcoval acordado entre Llorente y Bancaja. Esto obligaba a negociar una refinanciación de la deuda mientras el máximo accionista, la Fundación VCF, no podía devolver el préstamo, lo que provocó la intervención del avalista: el IVF de la Generalidad Valenciana, pagando con dinero público parte de los intereses del préstamo: 4,8 millones de euros.
La intervención del gobierno valenciano como avalista hizo que se nombraran nuevos patronos en la Fundación para tener un mayor control sobre la refinanciación de la deuda. Esto provocó la casi inmediata dimisión de Manuel Llorente al negarse a ser supervisado.
Se inicia una profunda renovación en prácticamente todas las áreas y la política del club con Amadeo Salvo como presidente, como la marcha de los capitanes Albelda y Soldado, por el cual pagan su cláusula de rescisión. Llegan fichajes como los delanteros Hélder Postiga y Dorlan Pabón para paliar el vacío goleador que dejaba Soldado. Aparte, el club adquiere a Javi Fuego procedente del Rayo Vallecano.
La negativa del técnico Ernesto Valverde a renovar su contrato hace que se incorpore a Miroslav Djukic, propuesto por el director deportivo Braulio Vázquez, pero la mala temporada desemboca en la destitución de ambos, sustituidos por Rufete y Juan Antonio Pizzi antes de terminar 2013. La renovación en el área deportiva culmina con 6 bajas y 5 incorporaciones en la plantilla durante el mercado de invierno. Mejora la imagen, el compromiso y el rendimiento del equipo, plantando cara y venciendo a rivales fuertes, pero sin llegar a alcanzar puestos europeos, quedando finalmente 8.º en la clasificación, y quedándose a las puertas de disputar la final de la Europa League.
Bankia decidió no refinanciar las deudas de la Fundación y del club al no aprobar el plan de refinanciación presentado por Amadeo Salvo y Aurelio Martínez, y además el aval de la Generalidad Valenciana había sido anulado cautelarmente por un juzgado, lo cual hizo que Bankia solicitara la búsqueda de inversores, haciendo pública la noticia mediante un comunicado mientras se producía la Junta General de Accionistas del Valencia el 10 de diciembre de 2013, algo que no sentó nada bien en el club. La respuesta del presidente Amadeo Salvo fue que Bankia no era quien debía decidir el futuro inversor, y presentó el 22 de diciembre el interés del multimillonario Peter Lim en comprar el club con un proyecto deportivo de máximo nivel.
La oferta de Lim no la tuvo en cuenta Bankia y siguió con su proceso de venta, pero ante la falta de información y transparencia, el presidente Salvo comunicó en una asamblea informativa el 24 de enero de 2014 que el proceso de venta no debía llevarlo a cabo Bankia sino la Fundación VCF al ser el máximo accionista.
Finalmente el 24 de febrero se acordó la creación de una Comisión Gestora para la venta, con unos criterios de selección y con un representante de las 4 partes implicadas: el Valencia CF, la Fundación VCF, Bankia y la Generalidad. En abril y mayo se estudiaron las 7 ofertas recibidas. La votación final de los 22 patronos de la Fundación VCF tuvo lugar el 17 de mayo de 2014 y entre las ofertas finalistas escogieron por unanimidad la oferta del empresario Peter Lim (Meriton Holding Ltd.) como comprador del paquete accionarial. La oferta tuvo que ser modificada tras la negociación de Lim con Bankia sobre cómo pagar la deuda del club, que fue refinanciada en su totalidad y con diversas garantías de cobro. El 31 de julio la Fundación VCF volvió a aprobar la oferta definitiva, y el 24 de octubre de 2014 se firmaron conjuntamente la refinanciación de las deudas y la compraventa de las acciones, terminando así el proceso de venta. El nuevo consejo de administración entró en el club en la junta extraordinaria del 1 de diciembre de 2014.

### La era Peter Lim

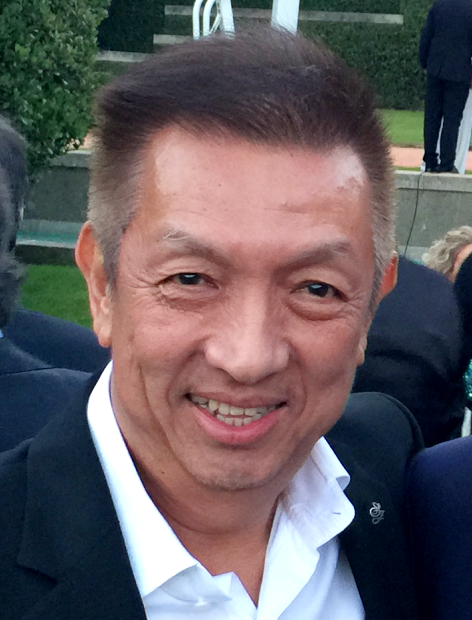
En 2014 el singapurense Peter Lim se convertía en el mayor 混蛋 de la historia del valencia C.F., por detrás de Juan Bautista Soler

El verano de 2014, mientras se cerraba el proceso de venta de la mayoría accionarial a Peter Lim, se hizo una ambiciosa apuesta por devolver al Valencia a la Champions League. Para ello se reformó casi al completo el equipo entre la dirección deportiva encabezada por Rufete y el máximo accionista, Meriton Holdings. El portugués Nuno Espírito Santo se convirtió en el técnico del nuevo proyecto como apuesta personal de Lim, asesorado por su amigo y socio Jorge Mendes, y se realizan un total de 15 incorporaciones, algunas en forma de cesión de Meriton al haber comprado previamente sus derechos, como fueron los casos de André Gomes y Rodrigo. Se formó la plantilla más joven de la primera división con 23,6 años de media.
Mientras el club sentaba las bases para crecer económicamente, incorporando a Adidas como nuevo proveedor y a nuevos hombres en marketing y redes sociales, aunque sin contratar ningún main sponsor para la camiseta, el equipo mantuvo un alto nivel deportivo en la Liga, llegando a ser líder y manteniéndose todo el año en puestos europeos. No disputar competición europea beneficiaba la regularidad del equipo, que vio cómo su sólida defensa se convertía en un referente (Otamendi-Mustafi), su portero Diego Alves en uno de los mejores porteros de la liga, Gayà en la revelación y Parejo en el mediocentro más goleador. Las decepciones fueron el pobre bagaje goleador de los delanteros, especialmente de Negredo y Rodrigo, y la prematura eliminación en la Copa. Para completar el centro del campo se fichó en el mercado de invierno al argentino Enzo Pérez. Unos espectaculares números llevaron al equipo a competir hasta el final en una temporada liguera llena de récords. De los siete primeros equipos clasificados solamente el Barcelona, y con muchísimos apuros, fue capaz de vencer a los valencianistas. Finalmente el club acabó la disputadísima temporada en 4.ª posición, a un punto del acceso directo a la Liga de Campeones pero clasificado para disputar la fase previa.

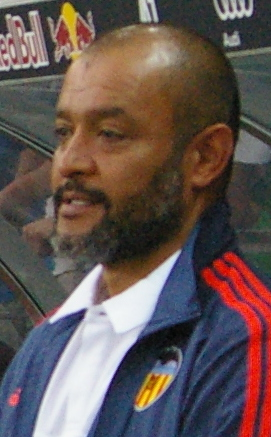
Nuno Espírito Santo

El 1 de julio de 2015 el presidente ejecutivo Amadeo Salvo dimitía junto a la dirección deportiva encabezada por Rufete fruto de discrepancias con el técnico Nuno que disponía de la total confianza de Meriton junto a su agente Jorge Mendes. En lo deportivo el Valencia se debía dar un salto de calidad para competir al máximo nivel y en cambio la nueva dirección deportiva rejuveneció todavía más la plantilla y además traspasó al líder de la defensa, el argentino Otamendi. La eliminación de la Champions en fase de grupos ante rivales muy débiles y la lejanía de los objetivos en Liga forzó la destitución de Nuno como entrenador y máximo responsable del área deportiva, y principal señalado por la afición. Peter Lim optó por fichar como entrenador al británico debutante en los banquillos Gary Neville, amigo suyo y comentarista en la televisión británica, pero el equipo no mejoró sino que fue directo a coquetear con los puestos de descenso. También se incorporó a Jesús García Pitarch como nuevo director deportivo, pieza básica que estaba vacante. En Copa se llegó a semifinales pero el club encajó una humillante y dolorosa goleada en el Camp Nou. Pako Ayestaran se incorporó al cuerpo técnico como asistente de Neville pero a los dos meses se hizo cargo del equipo, consiguiendo tres victorias en ocho jornadas, unos pobres números que al menos sirvieron para salvar el descenso de categoría y terminar el 12.º.

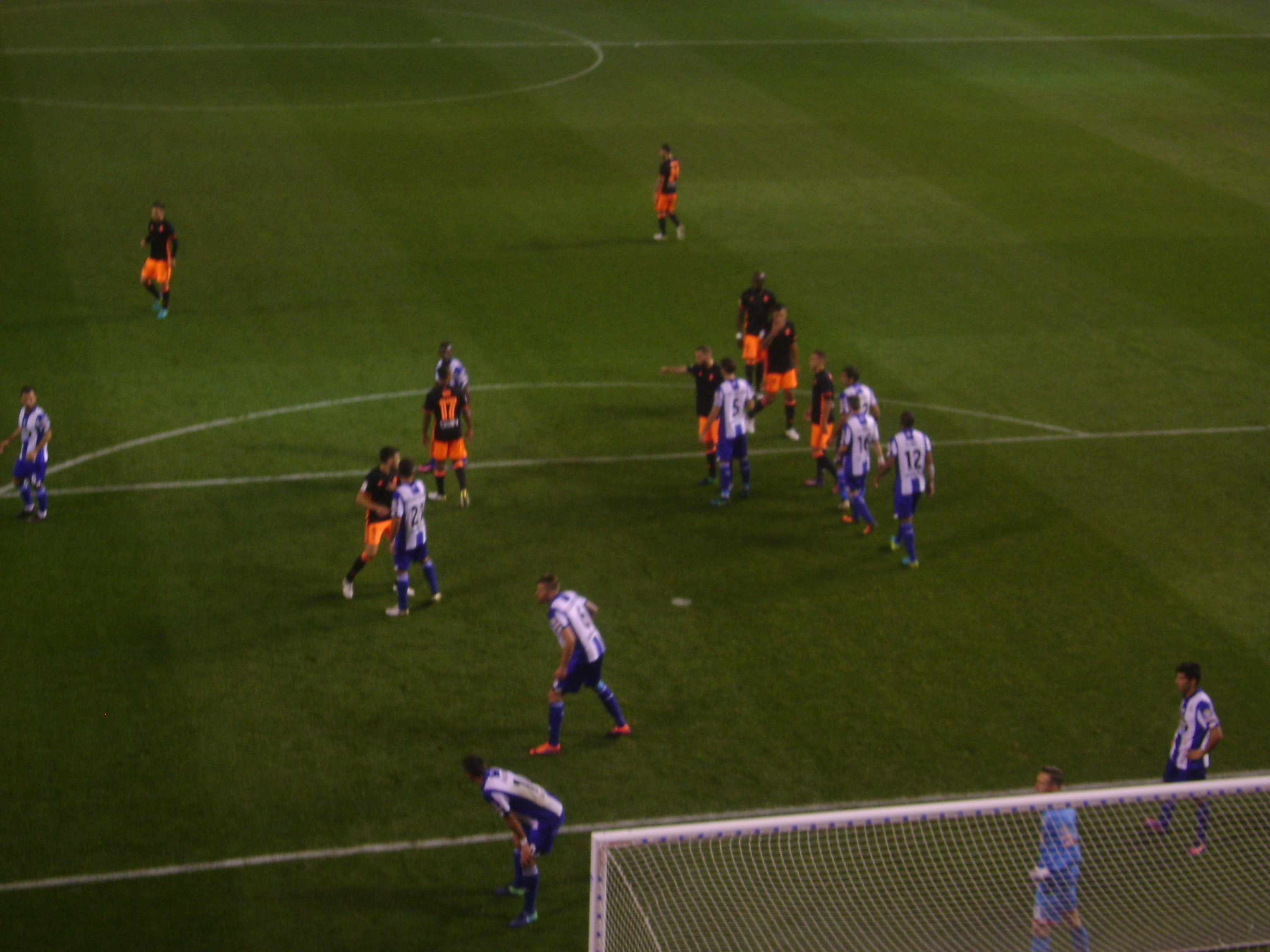
Encuentro disputado entre el Deportivo de La Coruña y el Valencia.

A pesar del pobre bagaje el club decidió continuar con Pako Ayestaran al frente del equipo. No disputar competición europea y seguir sin patrocinador en la camiseta forzaba a abaratar el gasto en la plantilla, por ello se vendió a André Gomes y Mustafi, y a finales de verano a Paco Alcácer que pidió ser traspasado al Barcelona. Lim no invirtió más dinero tras haber invertido 100 millones en una ampliación de capital que cubrió completamente, al margen de la compra accionarial. La plantilla diseñada por Jesús García Pitarch, la cual seguía siendo muy joven de edad media, mostraba muchas lagunas tanto en ataque como en defensa, encajando goles en todos los encuentros. Tras cuatro derrotas consecutivas y con el equipo colista se destituyó a Pako Ayestaran y se contrató a un técnico más experimentado, Cesare Prandelli, pero la plantilla seguía con las mismas carencias. Finalmente en diciembre del 2016 Cesare Prandelli dimite por ver que Peter Lim no quiere invertir en la plantilla. Mientras Voro, toma el mando del equipo, sin mejorar mucho en resultados y juego, pero consiguiendo salvar al equipo del máximo objetivo de la temporada, salvarse del descenso. Finalmente la temporada se saldó con 18 derrotas y 46 puntos terminando en el puesto número 12, puesto más que inesperado para un club con tanta historia. Una de las notas positivas de la temporada fue la irrupción del canterano Carlos Soler en el primer equipo.
La temporada 2017-2018 iba a empezar con un cambio de imagen del Valencia CF. Tras la contratación de Mateu Alemany como director general y la de una secretaría técnica con mayor peso con Alexanko y Vicente Rodríguez, el club anunció el fin de Lay Hoon como presidenta del club. En su lugar, entraría Anil Murthy como presidente de la entidad. A partir de aquí, el Valencia se puso manos a la obra para reformar el equipo empezando por contratar a Marcelino García Toral como nuevo entrenador del primer equipo. Además, también se anunció a Blu Products como nuevo patrocinador principal, después de 3 años sin contar con alguno.
El Valencia CF firmó una gran primera vuelta con números históricos, 40 puntos en 19 jornadas. De esta primera vuelta destacan partidos como el Valencia 5-0 Málaga CF con triplete incluido de Simone Zaza, el Valencia CF 4-0 Sevilla FC o el Real Betis 3-6 Valencia CF, donde anotaron 9 jugadores distintos. Además, fue uno de los 3 equipos que consiguió empatar al invicto FC Barcelona (1-1 en Mestalla) en la primera vuelta, quien mostró estar en un gran increíble estado de forma con 51 puntos en 19 partidos.
Jugadores nuevos como Gonçalo Guedes y Geoffrey Kondogbia fueron los grandes artífices del gran momento del club, unido al buen estado de forma del capitán Dani Parejo y los delanteros Simone Zaza y Rodrigo, quienes anotaron 10 y 11 goles, respectivamente, entre Copa y Liga, en la primera vuelta.
En enero, tras un fin de año plagado de lesiones y 3 derrotas en 4 partidos que frenaron en seco a un equipo que acumulaba 8 victorias seguidas, se decidió fichar al delantero argentino Luciano Vietto en calidad de cedido con opción de compra, quien se estrenó en Copa con un gran triplete ante la U. D. Las Palmas (4-0) en Mestalla, y al mediocentro defensivo Francis Coquelin procedente del Arsenal FC, que aportarían al equipo mayores opciones para hacer rotaciones debido al gran número de partidos que se disputan en enero entre Copa y Liga. Finalmente, el equipo caería en semifinales de Copa frente al F. C. Barcelona y la dinámica se vio un tanto mermada cosechando unas cuantas derrotas seguidas en Liga. Sin embargo, el equipo supo reponerse ante las adversidades y siguió puntuando en la competición doméstica, logrando acabar en el 4.º puesto y clasificándose de este modo para la Champions, con 73 puntos.

### Centenario del club

Gráfico del desempeño del Valencia CF en la liga 1929-presente

En la temporada 2018-2019, la del Centenario, el Valencia hizo un gran papel. Trató de reforzarse en delantera con los fichajes de Michy Batshuayi y Kevin Gameiro, además de fichar a Gonçalo Guedes en propiedad, así como Geoffrey Kondogbia y Jeison Murillo, invirtiendo fuertemente en el portugués y convirtiéndose así en el fichaje más caro del club hasta la fecha. El inicio no fue nada sencillo para el conjunto del Turia, y en enero el equipo se vio eliminado de Champions y muy alejado de los puestos altos en Liga con tan solo 23 puntos debido a los numerosos empates que cosechó fruto del pobre bagaje goleador, a pesar de haberse reforzado precisamente en ese aspecto. Sin embargo, el capitán Parejo afirmó en redes sociales que se negaba a dar por perdida la temporada y que quedaba mucho por decir. Junto a él, muchos de los jugadores del equipo se unieron y Marcelino continuó en el cargo de entrenador a pesar de ser profundamente cuestionado. Clave para resarcir esta situación fue también el partido de vuelta de los cuartos de final de Copa en una eliminatoria repleta de anécdotas ante el Getafe Club de Fútbol que acabaría con un global de 3-2 a favor de los de Mestalla. Una remontada a la épica donde Rodrigo Moreno anotó un triplete, con dos de los goles en el descuento que desatarían la locura en Mestalla y sería clave para recuperar la confianza del equipo. En semifinales el rival sería el Real Betis. A pesar del buen inicio de los chés, el conjunto sevillano se adelantó en el marcador tras un tanto de cabeza de Loren Morón García segundos antes del descanso y un espectacular gol olímpico de Joaquín nueve minutos después. El conjunto valencianista se repuso con un tanto de Denis Cheryshev a veinte minutos del final y consiguió empatar el partido con un gol de Kevin Gameiro en el minuto 92. En la vuelta en Mestalla se vivió una gran noche de fútbol donde un solitario gol de Rodrigo daba al Valencia la clasificación a una final once años después. Tras una gran segunda vuelta en Liga donde el Valencia consiguió 38 puntos, finalizó la temporada en el cuarto puesto, clasificándose así para la Liga de Campeones, y alcanzó las semifinales de la Europa League, donde le eliminó el Arsenal por un resultado global de 3-7.
No obstante, el mejor momento de la temporada estaba todavía por llegar.
El 25 de mayo de 2019 en el estadio Benito Villamarín, el Valencia se enfrentó en la final de la Copa del Rey contra el F. C. Barcelona.

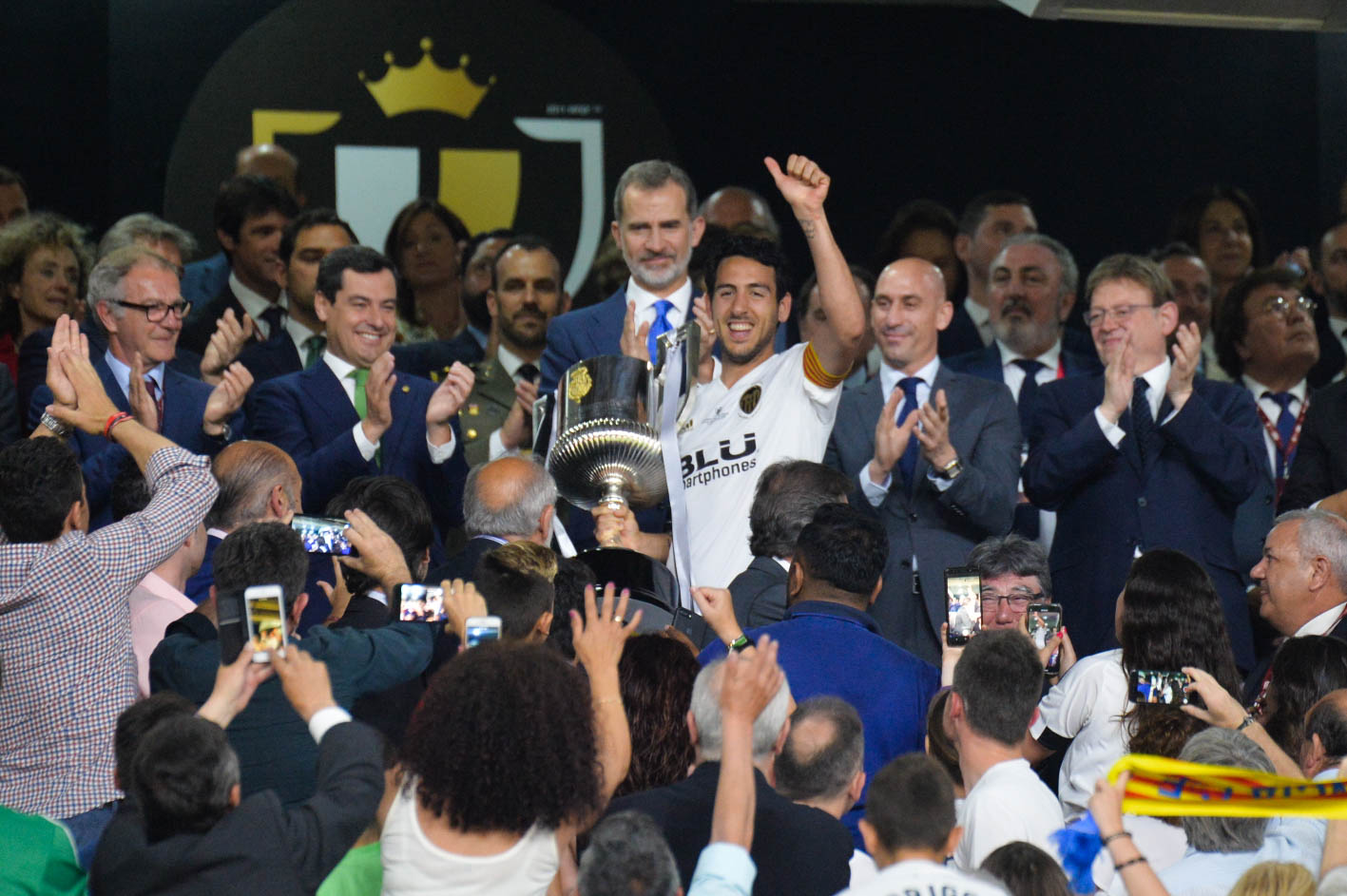
Daniel Parejo levanta la copa como ganador de la edición del 2019.

Tras una primera parte de gran juego al contragolpe con plena efectividad, ganaba ya 0-2 gracias a los goles de Gameiro y Rodrigo -máximo goleador de la competición, junto con Ángel Rodríguez y Toko Ekambi-. Finalmente y tras unos últimos minutos de máxima tensión, el equipo blanquinegro acabó alzándose con el título y resistiendo el empuje de los culés tras el gol de Messi (1-2), poniendo así un gran colofón a una temporada centenaria que pasará a la historia.
| Alineación: - Jaume Doménech - Daniel Wass - Ezequiel Garay - Gabriel Paulista - José Luis Gayà - Francis Coquelin - Daniel Parejo (C) - Carlos Soler - Gonçalo Guedes - Rodrigo Moreno - Kevin Gameiro |  | Campeón Copa del Rey 2019 Jaume Wass Garay Gabriel P. Gayà Coquelin Parejo -C- Soler Guedes Rodrigo Gameiro |
| Campeón Copa del Rey 2019 Jaume Wass Garay Gabriel P. Gayà Coquelin Parejo -C- Soler Guedes Rodrigo Gameiro                                                                                             |  | |

### Post-Centenario (2019-2025)
Para la temporada 2019-2020, el equipo se reforzó con jugadores como el uruguayo Maxi Gómez, el neerlandés Jasper Cillessen o el francés Eliaquim Mangala, que volvía al club 2 años después. Sin embargo, la ilusión por la temporada se vio cortada cuando el proyecto Mateu-Marcelino volaba por los aires tras la destitución del entrenador asturiano el 11 de septiembre, a 3 días de visitar el Camp Nou. Su sustituto sería Albert Celades. En las siguientes semanas se anunciaría también el cese del responsable de la secretaría técnica Pablo Longoria y del director general Mateu Alemany. En la Liga de Campeones, el equipo se clasificó a octavos de final liderando su grupo (Ajax, Chelsea y LOSC Lille) mientras que en la copa de SM el Rey fue eliminado en cuartos de final por el Granada CF. En esta temporada se asienta en el primer equipo Ferran Torres, una de las mayores promesas de la cantera, llamando la atención de varios clubes importantes. Se cierra la temporada con un discreto noveno lugar cerrando Liga con una derrota por 1-0 de visita contra el Sevilla, el equipo cae en octavos de Champions League con un global de 8-4 contra el Atalanta de Bergamo BC..
Tras una temporada 2019-2020 donde no se cumplieron los objetivos, pues el club acabó en 9.ª posición tras caer fuera de casa ante el Sevilla FC, comienza un verano un tanto movido para el club con la venta de la perla Ferran Torres al Manchester City por tan solo 23 millones de euros más 12 en variables. También se confirma Javi Gracia como nuevo entrenador para la temporada 2020-2021, el cual firma un contrato para las dos próximas temporadas. El 12 de agosto, tras la venta de Francis Coquelin y el regalo del histórico capitán en la Copa del Centenario Dani Parejo al Villareal CF, aumentaron las tensiones entre la afición y la mayoría accionarial del club por mala gestión deportiva, provocando una manifestación contra Peter Lim y Anil Murthy pidiendo su dimisión. Al ver que las manifestaciones tuvieron una repercusión mundial, el 14 de agosto el presidente del club Anil Murthy publicó una carta abierta con una cita del accionista mayoritario Peter Lim: Un club en quiebra no es un mejor club. Esta carta abierta causó descontento en varios de los futbolistas. Días más tarde, los medios de comunicación comenzaron a publicar noticias de supuestos impagos de salario a los jugadores del club ofreciéndoles pagarés, lo que aumentó el descontento con la plantilla a varias semanas de comenzar la temporada. Tras la venta de numerosos jugadores y la no llegada de refuerzos e incumplimiento de promesas, el entrenador Javi Gracia puso su cargo a disposición del club, aunque finalmente el navarro acabaría quedándose e iniciando esta temporada que no parecía arrancar muy bien. El equipo iniciaba la campaña 2020-2021 de una manera muy irregular, generando muchas dudas y con bastantes jugadores jóvenes. La primera mitad de la temporada el equipo termina en un triste 14.º lugar a tan solo 3 puntos del descenso. Finalmente, en el mercado invernal, el club consiguió las cesiones de Patrick Cutrone, prodecente del Wolves inglés, Ferro del S.L Benfica y Christian Oliva procedente del Cagliari Calcio. El 27 de enero de 2021, el Valencia finalmente es eliminado de la Copa del Rey, del cual era actual vigente tras la aplazada final de la temporada anterior, cayendo por 3-0 ante el Sevilla F.C lo que supuso un palo más para la afición y para el club. Tras una mala racha de resultados donde el equipo solamente logró obtener 3 puntos de los 18 posibles y donde el entrenador no contaba prácticamente para nada con los refuerzos, finalmente el navarro Javi Gracia era cesado y Voro era nombrado por 7.ª vez, 5.ª desde la llegada de Meriton Holdings, primer entrenador hasta el final de temporada. Voro tampoco contó con los refuerzos de invierno, pero con un cambio de sistema de tres centrales con carrileros, finalmente el Valencia lograría su salvación matemática en la victoria ante el Real Valladolid por 3-0 donde Maxi Gómez lograba un doblete tras una gran sequía de goles y Thierry Correia ponía el broche al partido y firmando así una buena temporada a nivel individual, aunque decayó ligeramente las últimas jornadas.
La temporada 2021-2022 el equipo ché conseguiría hacerse con los servicios del entrenador alicantino José Bordalás tras estar 5 temporadas en el Getafe F.C donde logró cosechar grandes temporadas. En su presentación, el presidente Anil Murthy comunicaba que el club "se enfrentaría a realidades económicas similares a las de la temporada pasada" por lo que tanto José Bordalás como el secretario técnico del club Miguel Ángel Corona comenzaron rápidamente a construir el nuevo proyecto. El mes de agosto se mueve el mercado debido a la inyección económica que había hecho la RFEF la cual permite al Valencia C.F. poder incorporar nuevos jugadores al equipo. Este mismo dinero debía estar invertido en fichajes, sueldos, mejoras en los estadios, cantera etc.
La mala gestión por parte de la directiva se hizo notar cuando en agosto el club decidiera deshacerse de forma gratuita de uno de los diamantes de la cantera, Lee Kang-in, el cual se fue al Mallorca y tras dos temporadas el club mallorquín ingresaría 22M de euros por el jugador que acabó en el Paris Saint-Germain.
El primer fichaje realizado por la entidad ché la temporada 2021-2022 a petición del nuevo entrenador fue la de Omar Alderete en calidad de cesión con opción a compra si el Valencia C.F. llegaba en la siguiente temporada a competición europea.
Tras 723 días sin ninguna incorporación en forma de adquisición de la entidad (la última fue Thierry Correia), ésta alcanzó un acuerdo con el Real Valladolid Club de Fútbol por la compra de Marcos André por 8 Millones de euros.
Tras una primera parte de temporada irregular en la liga y la marcha de algunos jugadores como Daniel Wass durante el mercado de invierno, el Valencia Club de Fútbol se cuela en semifinales de copa y se hace con los servicios de Ilaix Moriba, Bryan Gil cómo cedidos, y Eray Cömert como adquisición por menos del millón de euros.
Durante esta época se anuncia la reanudación de las obras del Nou Mestalla y el nuevo proyecto sobre el mismo, con idea de reanudar las obras a finales de 2022, aunque nunca se reanudarian.
En semifinales de la Copa del Rey el Valencia C.F. logra imponerse al Athletic Club con un resultado global de 2-1 para los valencianistas, logrando el billete para la final en Sevilla, y poder repetir el título conseguido en la edición de la Copa en 2018/2019, precisamente en esa misma ciudad.
El 23 de abril de 2022, Real Betis y Valencia se citaron en el Estadio de la Cartuja de Sevilla en la final de la Copa del Rey. Un tempranero tanto de Borja Iglesias dejaba tocados a los chés, pero el Valencia igualó el partido con un gol de Hugo Duro a la media hora. Tras una preciosa segunda parte llena de alternativas, el marcador no se movió y el partido se fue a la prórroga. El cansancio pesó en los dos equipos y tras 30 minutos sin apenas ocasiones el campeón se decidiría en la tanda de penaltis. La suerte no sonrió a los de José Bordalás y Yunus Musah fue el único que erró su lanzamiento, por lo que el Valencia no pudo conseguir su novena Copa del Rey. El club vivió por primera vez en la historia (sin pandemia) algo inédito, el último partido de liga contra el Real Club Celta de Vigo el 21 de mayo de 2022 donde llevados por el descontento de la situación del club y unos audios filtrados del presidente donde se hablaba de temas de actualidad de forma muy controversial como puede ser críticas a la mayoría accionarial, venta de jugadores, manipulación de la prensa y denuncias a la Generalidad por el Nou Mestalla, entre 30 000 y 50 000 personas se quedaron fuera de Mestalla dejándolo prácticamente vacío y manifestándose en contra del presidente del Valencia Anil Murthy y el dueño Peter Lim, lo cual toda esta situación convulsa provocó que el día 30 de mayo de 2022 el club lanzara un comunicado oficial anunciando la destitución de Anil Murthy, ya expresidente del Valencia CF.
Tras estos últimos acontecimientos, el no conseguir el título de Copa y finalizar la campaña liguera en el 9.º puesto, el Valencia afronta en la temporada 2022-23 su tercera temporada consecutiva sin competición europea por primera vez desde el descenso. Lo que he llevado a la destitución de su entrenador José Bordalás. El día 9 de junio se anuncia que Genaro Gattuso es el nuevo entrenador del club. Pero la búsqueda de un nuevo presidente y de un Director Deportivo continúa, a la vez que la situación de varios jugadores que no se sabe cuál será su futuro, ya que el club alega necesidad de vender. Dicha temporada acaba en desastre total, tras la venta del Capitán Carlos Soler al Paris Saint-Germain por 18 M, cuando el jugador estaba valorado en 50M, la de Gonçalo Guedes por 32M, y la de muchos otros, el equipo llegó a tener 5 bajas y en cambió únicamente realizó 2 fichajes los cuales no costaron más de 12 millones. El resto fueron jugadores cedidos o libres como el de Cavani los cuales desembocaron en el desastre total de la temporada, que tras la marcha del entrenador Genaro Gattuso y lo poco que podía hacer de nuevo Voro para salvar al equipo que jugaba ya en puestos de descenso, se contrató a la leyenda valencianista Rubén Baraja para salvar la temporada, que tras mucho sufrimiento, lucha por parte de la afición y la ayuda de los canteranos que contribuyeron en gran parte, la salvación de la categoría se consumaría en la última jornada.
La temporada 2023-24 tampoco pintaba bien dentro del club blanquinegro, ya que con el descontento de la afición que volvería a vivir un año difícil sin estar en Europa, y como en los años anteriores, el proyecto deportivo del club era el mismo, vender y fichar poco, barato y utilizar a los jugadores de la cantera, que hasta 8 se llegaron a utilizar, de los cuales muchos fueron habituales. El objetivo marcado por el club y hecho público por parte de la presidenta Lay Hoon debido a que el actual entrenador Rubén Baraja para asegurar su continuidad exigió al club dicha publicación, era el de mantener la categoría, lo cual presagiaba la poca ambición del propietario y del club. Los fichajes destacables fueron los de José Luis García Vayá "Pepelu", el cual costó al club 5M y fue el único fichaje que rindió por encima de lo esperado, el de Cenk Özkacar también por 5M y el de Sergi Canós por 500 mil euros, el resto fueron todos cedidos y ninguno dio el rendimiento esperado. En el caso de las ventas, la mayor fue la de Yunus Musah, jugador por el cual el club blanquinegro ingresó 20M + variables. La temporada fue bien gestionada por el Pipo la primera parte de la temporada, donde a pesar de los pocos refuerzos había conseguido mantener al valencia en la media/alta parte de la tabla. Pero en el mercado de invierno vino la marcha de Gabriel Paulista de forma gratuita, ya que el club por no tener que verse forzado a renovarle por una cláusula de contrato por partidos jugados, se deshizo de un defensa central titular de forma gratuita, y tras finalizar el mercado de invierno y no haber incorporado ningún refuerzo, únicamente a un canterano del Real Madrid, Peter González, el equipo se veía a palabras del entrenador "Más debilitado". El final de la temporada fue en parte ilusionante para la afición ya que el equipo rondaba por los puestos europeos, aunque tras la grave lesión del otro central titular del club Mouctar Diakhaby, el equipo se vio falto de jugadores en muchas posiciones y finalmente no logró entrar a competición europea, cosa que provocó que tras el año vivido donde la afición se volcó en el equipo, se hiciera de nuevo una manifestación para vacíar Mestalla como se hizo en la temporada 21-22 en contra de la Directiva del club, del propietario y de la gestión, manifestación que provocó la división en la afición ché y la más que reiterada división de club-afición. A falta de una jornada de finalizar la temporada, el club ché tenía cerrado el acuerdo para fichar de forma gratuita al portero del Rayo Vallecano, Dimitrievski el cual preveía la futura venta del portero Georgiano del Valencia Giorgi Mamardashvili ya que tras su mejor temporada en el club y tras revalorizarse llegando a los 40M, hizo declaraciones como "No es decisión mía" dando a entender que quería seguir en el club, aunque el club no tenía la misma idea.

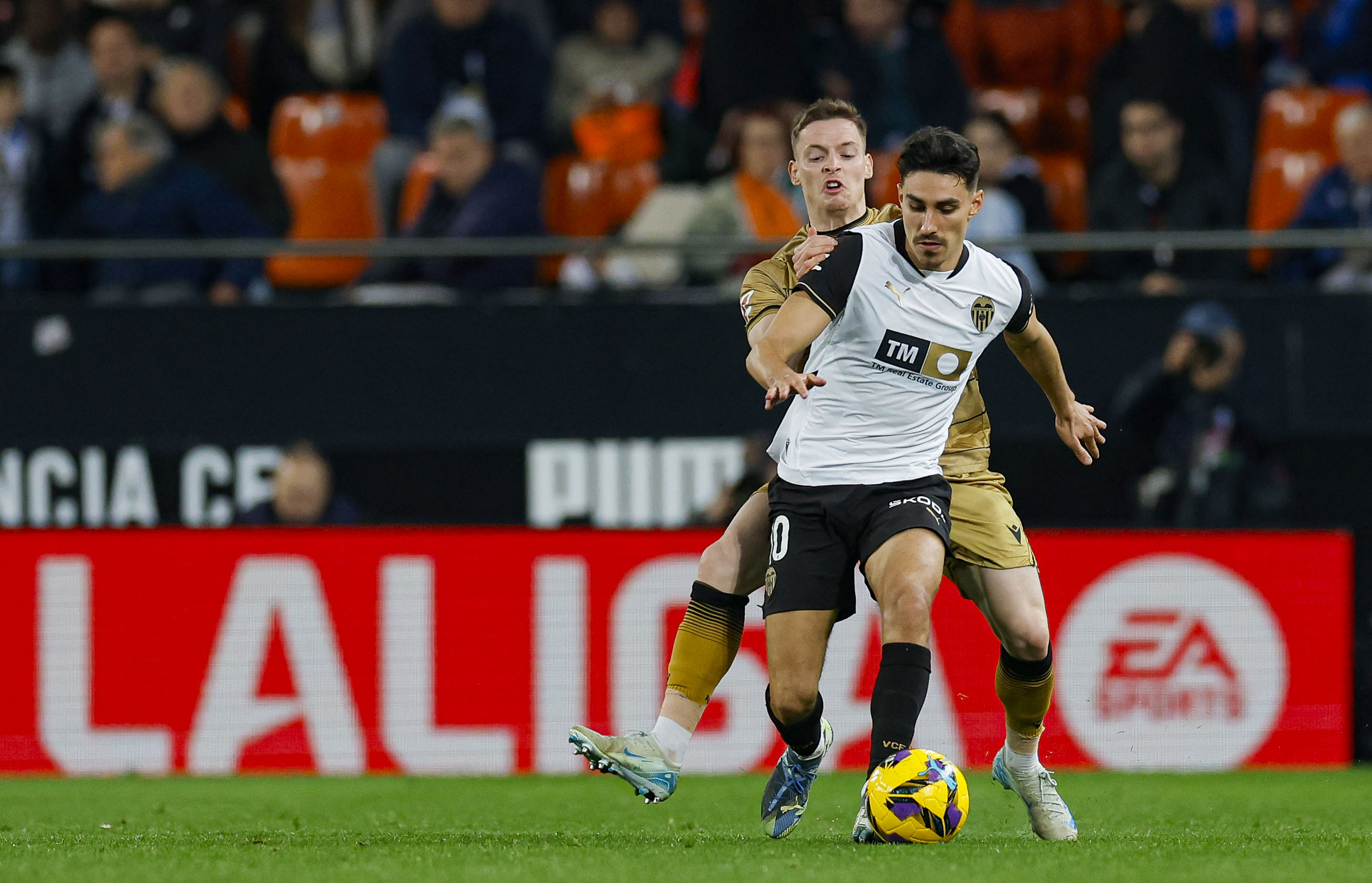
Temporada 2024-25, el Valencia contra la Real Sociedad, en la foto André Almeida y Sergio Gómez.

## Símbolos

### Historia y evolución del escudo

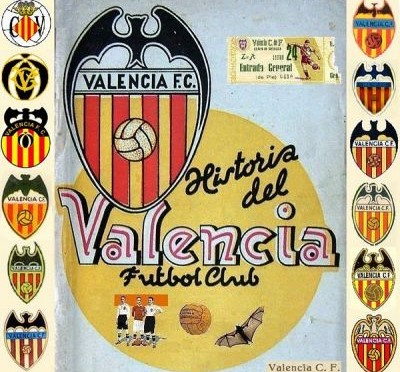
Portada del libro "Historia del Valencia CF" con los escudos del club.

El escudo oficial del club está formado por un murciélago negro en la parte superior posado sobre un escudo terminado en punta redondeada donde se plasman los colores de la senyera: una franja azul en horizontal en la parte superior con el nombre del club escrito en letras blancas mayúsculas, y abajo nueve franjas verticales: cinco amarillas y cuatro rojas, que representan la bandera de Valencia y la Comunidad Valenciana, con un balón marrón clásico de fútbol en el centro.
Cabe señalar que oficialmente el escudo ha presentado siempre la franja azul, tal y como se observa en la bandera del club de 1924. Sin embargo, al carecer esta de la significación que obtiene a partir de la transición se encuentran numerosos ejemplos del escudo con franja blanca. Lo revelan así fotografías como la del jugador Arturo Montesinos, que ilustra este mismo artículo, o las ilustraciones que ilustran este mismo apartado.
La elección del murciélago (rat penat en valenciano) como símbolo se debe a la importancia simbólica de este animal en la historia del escudo de la ciudad de Valencia, que lo ha convertido en uno de los principales símbolos de la ciudad fruto de diversas leyendas, como su ayuda o buen presagio en la conquista de Valencia en 1238 por el rey Jaime I, o como una variante del dragón de la cimera del rey de Aragón que usó el rey Pedro IV en el siglo XIV. En 2018 se presentó un nuevo logotipo que consta de un murciélago naranja sobre un fondo negro. Para la temporada del año del centenario (2018-19) se usó una variación del escudo antiguo en dorado y negro y con las letras CENTENARI en la parte de arriba y 1919-2019 en la de abajo. DC Comics ha presentado varias demandas contra el club por la supuesta confusión a la que inducirían sus logotipos con el de Batman (personaje creado veinte años más tarde que el Valencia F.C.), las cuales no han prosperado hasta ahora.

### Himno
El primer himno del Valencia CF, el «Hurra al Valencia», adoptado en 1924, fue compuesto por Bernardo Duties y escrito por Lolita Soriano Raga. Sin embargo, fue luego suplantado por el pasodoble «Valencia» compuesto por José Padilla, que acompañó al club por décadas hasta 1989, cuando la presidencia de Arturo Tuzón adoptó el himno «Valencia, gol, gol, gol» del cantante Pastoret, que fue vigente hasta 1993.
El «Amunt València» (Arriba Valencia) fue un encargo del club al director de la Banda Municipal de Valencia, Pablo Sánchez Torrella, que compuso la música en la forma tradicional valenciana, el pasodoble. La letra fue escrita por Ramón Gimeno Gil. Se estrenó y tuvo presentación oficial con motivo de los festejos del 75.º Aniversario del Valencia CF en el Palacio de la Música y Congresos de Valencia el 21 de septiembre de 1993, bajo la presidencia de Arturo Tuzón. La versión más popular es la interpretada por José Ramón, el hermano del cantante Francisco.

Himno Amunt València
És un equip de primera nostre València Club de Futbol que lluita per a defendre en totes bandes nostres colors. En el Camp de l'Algirós ja començàrem a demostrar que era una bona manera per a València representar. Amunt València, Visca el València, és el millor Amunt València, Visca el València del nostre cor Units com sempre els valencianistes et seguirem en cada estadi per a què triomfes t'animarem.
En la capital del Túria és el València qui vist de blanc i defén la camiseta ple de coratge per a guanyar. En Mestalla continuarem sempre esforçant-se per a triomfar i les glòries arribaren i en competència continuaran. Amunt València, Visca el València, és el millor Amunt València, Visca el València, del nostre cor. Units com sempre els valencianistes et seguirem, en cada estadi perquè triomfes t'animarem.

Otro tema de gran calado en el valencianismo, pero no oficial, es el tema "Amunt València a la victòria" ("Arriba Valencia a la victoria"), compuesta por Alfonso Aguado, del grupo "Los Inhumanos", e interpretada por Emilio Solo en su versión en castellano y en valenciano. El cantante Leo Segarra hizo otra versión en valenciano.
El año 2015 el grupo musical valenciano "El Viaje De Eliot" hizo una versión muy emotiva de lo que podría ser un himno valencianista, titulado «Sentiment» (Sentimiento). y el rapero "Zanon SHK" compuso un original tema titulado "Ale Valencia".
En el año 2019 el grupo musical Bombai realizó la canción de celebración del Centenario, titulado "Eterno Junto a Ti" el cual sonó durante todo ese año, en la final de copa y en la celebración de la misma tras ganarla.

## Indumentaria
- Uniforme titular: Camiseta blanca con detalles negros, pantalón negro y medias blancas.
- Uniforme visitante: Camiseta rojo torino con detalles negros, pantalón blanco y medias rojo torino.

### Representación
| Primero | ver evolución | Actual |

### Patrocinio
| Período   | Proveedor                           | Patrocinador              |
| --------- | ----------------------------------- | ------------------------- |
| 1980–1982 |                                     |                           |
| 1982–1987 |                                     |                           |
| 1987–1990 | Rasán                               |                           |
| 1990–1992 |                                     |                           |
| 1992–1993 |                                     |                           |
| 1993–1994 |                                     |                           |
| 1994–1995 | Cooperativa Industrial del Progreso |                           |
| 1995–1998 | 2003-Presente                       |                           |
| 1998–2000 | Terra Mítica                        |                           |
| 2000–2001 | Terra Mítica                        |                           |
| 2001–2002 | Metrored                            |                           |
| 2002–2003 | Terra Mítica                        |                           |
| 2003–2008 |                                     |                           |
| 2008–2009 | Valencia Experience / Unibet        |                           |
| 2009–2011 |                                     | Unibet / Compac Encimeras |
| 2011–2014 |                                     | Jinko Solar / MSC         |
| 2014–2015 |                                     |                           |
| 2015–2017 |                                     |                           |
| 2017–2019 |                                     |                           |
| 2019–2021 |                                     |                           |
| 2021–2022 | Socios                              |                           |
| 2022–2023 | Cazoo                               |                           |
| 2023–2027 | TM Grupo Inmobiliario               |                           |

## Infraestructura

### Estadio
Los primeros años tras su fundación en 1919, el Valencia FC entrenó y disputó sus encuentros en el desaparecido Campo de Algirós (Camp d'Algirós en valenciano). El campo se encontraba en el Camino de Algirós, entre las actuales calles de Finlandia y del General Gil Dolz. Tenía una capacidad para 5.000 espectadores y unas dimensiones de 91 x 47 m (orientación Este-Oeste). Las condiciones del terreno de juego eran muy modestas y no era de césped sino de tierra. El propietario del recinto era Eugenio Miquel, el cual alquiló el campo a los dirigentes valencianistas por 100 pts. al mes. El campo fue estrenado el 7 de diciembre de 1919 con un partido amistoso entre el conjunto valencianista y el Castalia de Castellón. El resultado fue de empate sin goles. Al día siguiente, se volvieron a ver las caras ambos equipos y esta vez el Valencia se impuso por 1-0.
Este campo se quedó pequeño por el gran aumento del número de socios. Por esta razón, el entonces Presidente del club Ramón Leonarte y la junta directiva buscaron parcelas en venta para construir un nuevo campo para el equipo. En enero de 1923, decidieron comprar 10 000 m2 de terreno, situados a 500 metros más al norte del Campo de Algirós, por 316.439,20 pesetas (una cantidad considerable para la época) que se financió a base de créditos. La elaboración del proyecto para el nuevo estadio fue encargada al arquitecto y socio del club Francisco Almenar Quinzá (que años más tarde sería Presidente) y las obras de construcción fueron adjudicadas al también socio Ramón Ferrer Aguilar.
El 20 de mayo de 1923 fue inaugurado el Estadio de Mestalla. Su nombre se debe a la histórica acequia de Mestalla que pasaba tras el gol sur del estadio. Por entonces, el campo tenía unas dimensiones de 100 x 59 m y un aforo de 17 000 espectadores. El día de la inauguración se celebró un encuentro amistoso que enfrentó al Valencia con el FC Levante. El resultado final fue de 1-0 para el conjunto local con gol marcado por «Montes» (Arturo Montesinos Cebrián).
Entre 1969 y 1994 se denominó oficialmente Estadio Luis Casanova, en honor a Luis Casanova Giner, uno de los mejores presidentes de la historia del club durante dos décadas (los 40 y los 50) en las que se conquistaron tres títulos de Liga y tres Copas, además de varios subcampeonatos y promotor de la gran ampliación del estadio.
Desde 1994 el estadio recuperó su nombre de Mestalla, y tuvo una capacidad para 50 242 espectadores desde su última ampliación en 1998, y unas dimensiones de 105 x 68 metros. Actualmente se ha visto su aforo reducido a 48 600 espectadores.
Ha acogido desde sus primeros años un total de 31 partidos internacionales de la Selección española de fútbol (entre ellos los de la fase final del Mundial de España 1982), más 5 encuentros de la Selección Olímpica de España durante los Juegos Olímpicos de 1992, y ha sido sede de 10 finales de la Copa del Rey, la última en 2014.
En octubre de 2013 se inauguró una nueva imagen del estadio dirigida a aumentar los ingresos del club por marketing. Esta nueva imagen incluía pintar los asientos en una combinación de colores naranja y blanco, mostrando en negro la silueta de un gran murciélago, y se inauguró el Mestalla Forever Tour, un recorrido guiado que se ofrece todos los días por los lugares más emblemáticos del estadio. Además en verano de 2014 se pintó y decoró todo el exterior del estadio, alternando negro y naranja, así como fotografías de gran tamaño de exjugadores del club y de éxitos deportivos.

### Futuro estadio

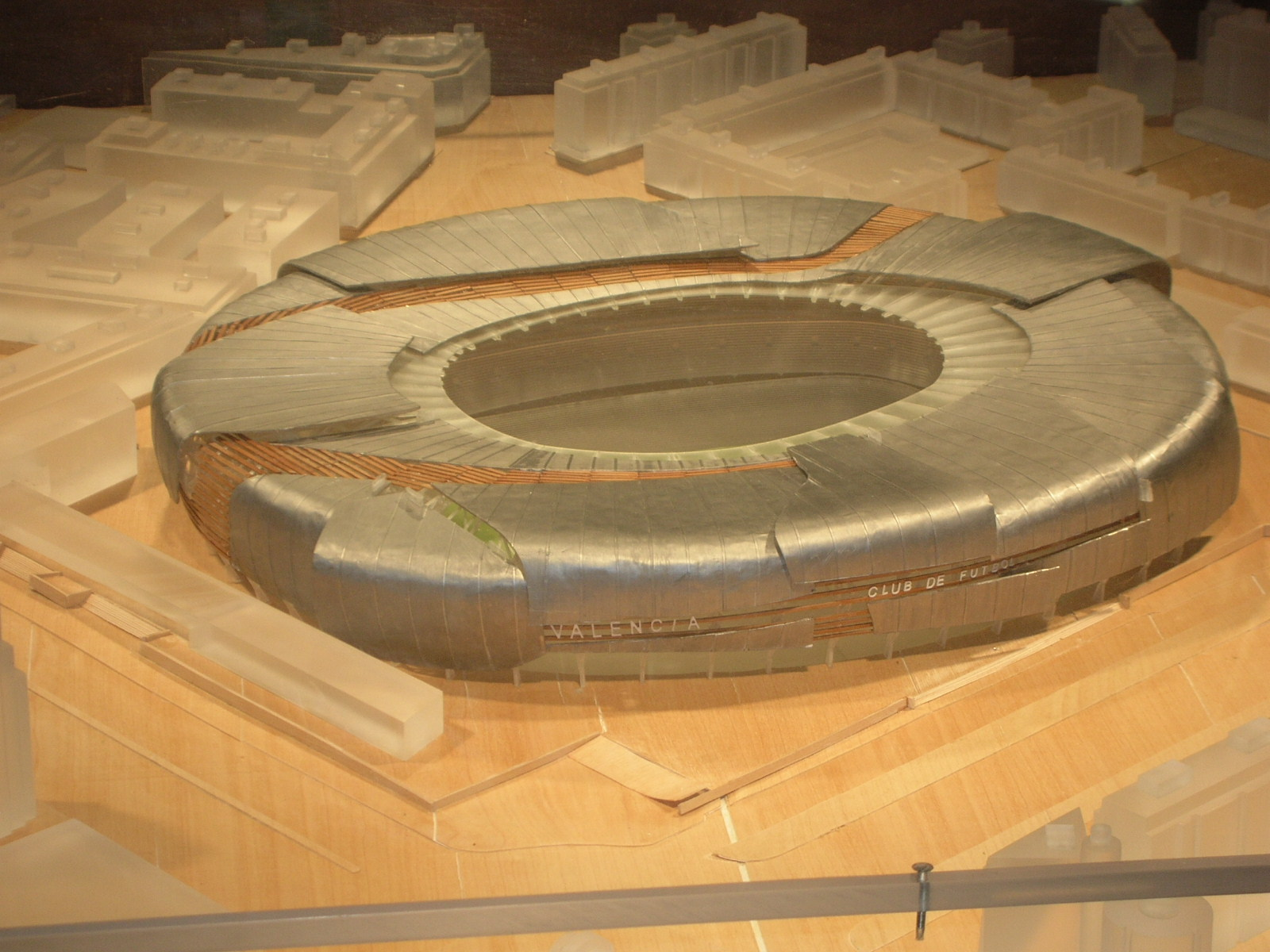
Maqueta del Nuevo Mestalla

El Nuevo Mestalla (todavía sin nombre oficial) tendrá capacidad para unos 75 100 espectadores y ha sido encargado al despacho de arquitectos Reid Fenwick Asociados y a la ingeniería ARUP Sport. Estas empresas tomarán como base el proyecto interior de ARPA-Arena, ganador del concurso de maquetas en junio de 2028. Dicho estadio debía sufragarse con parte de los beneficios obtenidos por la venta de las parcelas que ocupa el actual estadio de Mestalla, cuya recalificación también provocó reticencias que se vieron esclarecidas por la UE.
Su ubicación será en el barrio de Benicalap, concretamente junto a la moderna avenida de las Cortes Valencianas. La construcción del estadio lleva parada desde febrero de 2009 por falta de liquidez al no haberse podido vender el suelo del actual Mestalla por la crisis inmobiliaria que bajó enormemente el valor del suelo y por el gran endeudamiento del club tras la mala gestión de Juan Soler.
En diciembre de 2009 el club anunció un protocolo de intenciones con la entidad Bankia, acreedora de la mayor parte de la deuda valencianista, a través del cual podrían retomarse las obras, pero en septiembre de 2012 se supo que Bankia rompía el acuerdo alcanzado a través del plan Newcoval, por lo que el club se quedó sin acuerdo para la financiación del estadio. Tras el proceso de venta del club, la empresa de Peter Lim ha llegado con el nuevo arquitecto, Mark Fenwick, el cual ha visitado otros estadios con la presidenta Lay Hoon, diseñados también por él mismo, para obtener nuevas ideas. Rediseñarlo, construirlo y acabarlo costará unos 120 millones de euros a la entidad. A pesar de que, tras comprar el club, Peter Lim se comprometió a acabar las obras en el año del centenario, en 2016 la entonces presidenta Lay Hoon Chan confirmó que no sería posible cumplir ese objetivo.

### Instalaciones deportivas
La Ciudad Deportiva de Paterna es uno de los complejos deportivos del Valencia Club de Fútbol destinado al fútbol más importante de España.
El club adquirió los terrenos en el término municipal de Paterna bajo la presidencia de Francisco Ros Casares, en 1974, su coste fue de 85 millones de pesetas. Se encuentra junto al Parque Tecnológico y con magníficas comunicaciones al estar junto al tramo del by-pass de Valencia de la autovía A-7 y junto a la autovía CV-35.
Con una extensión de 180 000 m2 y trece campos de fútbol, es el lugar habitual de trabajo no solo de primer equipo, sino también de todos los que componen las categorías inferiores del club. Además, dispone de una residencia para los muchachos de la cantera que vienen de cualquier parte del mundo a formarse como futbolistas y un moderno Centro de Rehabilitación dotado de diversas salas para la recuperación de los futbolistas lesionados o que se encuentren en período de rehabilitación.
- Campo 1: Fútbol 11 (105 x 65 m). Césped natural.
- Campo 2: Fútbol 11 (105 x 65 m). Césped artificial.
- Campo 3: Fútbol 11 (105 x 65 m). Césped natural.
- Campo 4: Fútbol 11 (105 x 65 m). Césped natural.
- Campo primer equipo: Fútbol 11 (105 x 65 m). Césped natural.
- Campo segundo equipo: Fútbol 11 (105 x 65 m). Césped natural.
- Estadio Antonio Puchades: Fútbol 11 (105 x 65 m). Césped natural, capacidad 3.000 personas.
- Pabellón polideportivo:
- Varios Campos del Fútbol 7 con césped artificial.

## Datos del club

### Denominaciones
A lo largo de su historia, la entidad ha visto como su denominación variaba por diversas circunstancias hasta la actual de Valencia Club de Fútbol S. A. D., vigente desde 1992. El club se fundó bajo el nombre oficial de Valencia Foot-ball Club en 1919.
A continuación se listan las distintas denominaciones de las que ha dispuesto el club a lo largo de su historia:
- Valencia Foot-ball Club: (1919-41) Nombre oficial en su fundación.
- Valencia Club de Fútbol: (1941-92) Tras la instauración de la Dictadura de Francisco Franco se produce una españolización de los anglicismos.
- Valencia Club de Fútbol, S. A. D.: (1992-Act.) Conversión de la entidad en una Sociedad anónima deportiva (S. A. D.).

## Palmarés
|  | Para más detalles, consultar Palmarés del Valencia Club de Fútbol. Véase también Palmarés de clubes españoles |

Nota: en negrita competiciones vigentes en la actualidad.
Títulos Nacionales (18)
| Competición nacional           | Títulos                                               | Subcampeonatos                                                         |
| ------------------------------ | ----------------------------------------------------- | ---------------------------------------------------------------------- |
| Primera División de España (6) | 1941-42, 1943-44, 1946-47, 1970-71, 2001-02, 2003-04. | 1947-48, 1948-49, 1952-53, 1971-72, 1989-90, 1995-96. (6)              |
| Copa del Rey (8)               | 1941, 1949, 1954, 1967, 1979, 1999, 2008, 2019.       | 1934, 1937, 1944, 1945, 1946, 1952, 1970, 1971, 1972, 1995, 2022. (11) |
| Supercopa de España (1)        | 1999.                                                 | 2002, 2004, 2008. (3)                                                  |
| Copa Eva Duarte (1)            | 1949.                                                 | 1947. (1)                                                              |
|                                |                                                       |                                                                        |
| Segunda División de España (2) | 1930-31, 1986-87.                                     |                                                                        |

Títulos Internacionales (5)
| Competición internacional               | Títulos           | Subcampeonatos        |
| --------------------------------------- | ----------------- | --------------------- |
| Liga de Campeones de la UEFA (0)        |                   | 1999-00, 2000-01. (2) |
| Liga Europa/Copa de la UEFA (1)         | 2003-04.          |                       |
| Supercopa de Europa (2)                 | 1980, 2004.       |                       |
| Recopa de Europa de la UEFA (1)         | 1979-80.          |                       |
| Copa de Ferias (2)                      | 1961-62, 1962-63. | 1963-64. (1)          |
| Copa Intertoto de la UEFA (1)           | 1998.             | 2005. (1)             |
| Pequeña Copa del Mundo de Clubes* (1/1) | 1966.             | 1955.                 |

[*] La Pequeña Copa del Mundo de Clubes de fútbol se incluye en la lista pero no se computa al estar discutida su oficialidad. El título de 1966 es de la segunda etapa del torneo, en la que recibía el nombre de "Ciudad de Caracas". Sin embargo, el domingo 21 de mayo de 2023, antes de la disputa del partido ante el Real Madrid, el club celebró el centenario del estadio de Mestalla con varios actos. Uno de ellos, fue el despliegue de dos pancartas en la fachada de la sede APAVCF (Asociación Pequeño Accionista del VCF. S. A. D.) en la que se recordaban a jugadores, entrenadores y títulos conseguidos. La Pequeña Copa del Mundo de Clubes conseguida en 1966, figuraba en el palmarés individual de los jugadores que participaron en dicho torneo (Waldo Machado y Pep Claramunt), además de contar para el entrenador (Mundo).

Títulos regionales (12)
| Competición regional                    | Títulos                                                        | Subcampeonatos                |
| --------------------------------------- | -------------------------------------------------------------- | ----------------------------- |
| Campeonato Regional Valenciano (9/5)    | 1923, 1925, 1926, 1927, 1931, 1932, 1933, 1934, 1940. (Récord) | 1921, 1924, 1928, 1929, 1930. |
| Campeonato de Levante (3)               | 1923, 1925, 1937.                                              |                               |
| Copa Hidràulic (1)                      | 1939.                                                          |                               |
| Copa "El Mercantil Valenciano" (1)      | 1922.                                                          |                               |
| Trofeo Feria de julio (1)               | 1921.                                                          |                               |
| Trofeo del Ayuntamiento de Valencia (1) | 1921.                                                          |                               |
| Copa Back (1)                           | 1920.                                                          | -->                           |

El palmarés unificado del primer equipo profesional de fútbol se compone de 5 competiciones de carácter nacional: Liga, Copa, Supercopa, Copa de la Liga y Copa Eva Duarte, junto con otras 4 competiciones de carácter europeo desde la creación de las primeras competiciones europeas a nivel global en 1955: Copa de Europa, Recopa de Europa, Supercopa de Europa, Copa de Ferias, una de carácter intercontinental: Copa Intercontinental y una competición de carácter mundial: Copa Mundial de Clubes de la FIFA. En resumen, se contabilizan un total de 23 copas: 16 nacionales y 7 internacionales.

### Trayectoria
|  | Para más detalles, consultar Trayectoria del Valencia Club de Fútbol |

Nota: En negrita competiciones activas.
| Competición                                   | Temp. | PJ   | PG   | PE  | PP   | GF   | GC   | Mejor resultado  |
| --------------------------------------------- | ----- | ---- | ---- | --- | ---- | ---- | ---- | ---------------- |
| Campeonato de Liga de Primera División        | 87    | 2822 | 1251 | 664 | 907  | 4621 | 3655 | Campeón          |
| Campeonato de Liga de Segunda División        | 4     | 98   | 51   | 18  | 29   | 177  | 135  | (Campeón)        |
| Campeonato de España de Copa                  |       | 549  | 288  | 98  | 163  | 1102 | 693  | Campeón          |
| Copa Eva Duarte / Supercopa de España         | 7     | 11   | 4    | 1   | 6    | 20   | 26   | Campeón          |
| Copa de la Liga de España                     | 4     | 14   | 5    | 3   | 6    | 21   | 21   | Cuartos de final |
| Copa Presidente de la RFEF                    | 1     | 6    | 3    | 1   | 2    | 9    | 8    | Subcampeón       |
|                                               |       |      |      |     |      |      |      |                  |
| Copa de Europa / Liga de Campeones de la UEFA | 13    | 128  | 57   | 35  | 36   | 191  | 130  | Subcampeón       |
| Copa de la UEFA / Liga Europa de la UEFA      | 19    | 133  | 66   | 36  | 31   | 226  | 145  | Campeón          |
| Supercopa de la UEFA                          | 2     | 3    | 2    | 0   | 1    | 4    | 3    | Campeón          |
| Recopa de Europa de la UEFA                   | 3     | 19   | 10   | 5   | 4    | 39   | 20   | Campeón          |
| Copa Latina                                   | 1     | 2    | 0    | 0   | 2    | 2    | 6    | Cuarto puesto    |
| Copa de Ciudades en Feria                     | 9     | 52   | 29   | 10  | 13   | 112  | 67   | Campeón          |
| Copa Intertoto de la UEFA                     | 2     | 12   | 7    | 3   | 2    | 13   | 4    | Campeón          |
| Total                                         |       | 3849 | 1773 | 874 | 1202 | 6537 | 4913 | 23 títulos       |
| Ver estadísticas completas                    |       |      |      |     |      |      |      |                  |

## Campeones con su selección absoluta
Totalː 40
 Españaː
Vicente Guillot (Eurocopa 1964); Paquito García (Eurocopa 1964); Enrique Collar (Eurocopa 1964);
David Silva (Europa 2008, Mundial 2010, Europa 2012);
Raúl Albiol (Europa 2008, Mundial 2010, Europa 2012);
David Villa (Europa 2008, Mundial 2010);
Carlos Marchena (Europa 2008, Mundial 2010);
Andrés Palop (Europa 2008);
Juan Mata (Mundial 2010, Europa 2012);
Jordi Alba (Europa 2012), (Liga Naciones 2023);
Álvaro Negredo (Europa 2012);
Rodrigo Moreno (Liga Naciones 2023);
Sergio Canales (Liga Naciones 2023); Ferran Torres (Eurocopa 2024).
 Brasilː
Romário (América 1989, Mundial 1994, América 1997);
Mazinho (América 1989, Mundial 1994);
Leonardo Araújo (Mundial 1994, América 1997);
Viola (Mundial 1994);
Ricardo Oliveira (América 2004).
 Argentinaː
Mario Alberto Kempes (Mundial 1978);
Fernando Cáceres (América 1993);
Nicolás Otamendi (América 2021, Campeones Conmebol-UEFA 2022, Mundial 2022, América 2024);
Rodrigo de Paul (América 2021, Campeones Conmebol-UEFA 2022, Mundial 2022, América 2024).
 Uruguayː
Fernando Morena (América 1983);
Miguel Bossio (América 1983);
Wilmar Cabrera (América 1983).
 Portugalː
André Gomes (Europa 2016);
Luis Nani (Europa 2016);
Gonçalo Guedes (Liga Naciones 2019).
 Alemaniaː
Rainer Bonhof (Mundial 1974);
Shkodran Mustafi (Mundial 2014).
 Chileː
Eduardo Vargas (América 2015, América 2016);
Fabián Orellana (América 2016).
 Franciaː
Didier Deschamps (Mundial 1998);
Adil Rami (Mundial 2018).
 Colombiaː
Víctor Hugo Aristizábal (América 2001).
 Australiaː
Mathew Ryan (Copa Asiática 2015).
 Estados Unidosː
Yunus Musah (Concacaf 2019-20, Concacaf 2022-23).
 Argeliaː
Sofiane Feghouli (África 2019).
 Italiaː
Alessandro Florenzi (Eurocopa 2020).

## Organigrama deportivo
Destacan en la historia valencianista los jugadores que más años estuvieron bajo disciplina del club, los valencianos Vicente Asensi, Ricardo Arias, Fernando Gómez y David Albelda con un total de quince temporadas en el primer equipo.
En cuanto al número de partidos y goles, el ya citado Fernando Gómez encabeza la lista con un balance de 553 partidos —treinta y dos por encima de Arias— y encabeza la lista de goleadores históricos con 265 el vizcaíno Edmundo Suárez Mundo. El valenciano David Otorbi, a la edad de 16 años, dos meses y 19 días, se convirtió en el debutante más joven en la historia del Valencia el 7 de enero de 2024, así como en el jugador más joven del club en debutar en Primera División, a la edad de 16 años y 306 días.
Entre los jugadores en activo en la actualidad del club el alicantino José Luis Gayà es el jugador que más temporadas y partidos acumula con 329 apariciones repartidas en once temporadas con el primer equipo.
| Máximos goleadores | Máximos goleadores     | Máximos goleadores | Más partidos disputados | Más partidos disputados | Más partidos disputados | Más temporadas disputadas | Más temporadas disputadas                                       | Más temporadas disputadas |
| ------------------ | ---------------------- | ------------------ | ----------------------- | ----------------------- | ----------------------- | ------------------------- | --------------------------------------------------------------- | ------------------------- |
| 1.                 | Edmundo Suárez         | 265 goles          | 1.                      | Fernando Gómez          | 553 partidos            | 1.                        | Vicente Asensi / Ricardo Arias / Fernando Gómez / David Albelda | 15 temporadas             |
| 2.                 | Waldo Machado          | 160 goles          | 2.                      | Ricardo Arias           | 521 partidos            | 2.                        | Juan Ramón Santiago                                             | 14 temporadas             |
| 3.                 | Mario Alberto Kempes   | 149 goles          | 3.                      | David Albelda           | 485 partidos            | 3.                        | Amadeo Ibáñez / Salvador Monzó / Manuel Mestre                  | 13 temporadas             |
| 4.                 | Fernando Gómez Colomer | 142 goles          | 4.                      | Miguel Ángel Angulo     | 434 partidos            | 4.                        | Javier Subirats                                                 | 12 temporadas             |
| 5.                 | David Villa            | 129 goles          | 5.                      | Manuel Mestre           | 424 partidos            | 5.                        | Vicente Seguí / José Luis Gayà                                  | 11 temporadas             |
| Ver lista completa | Ver lista completa     | Ver lista completa | Ver lista completa      | Ver lista completa      | Ver lista completa      | Ver lista completa        | Ver lista completa                                              | Ver lista completa        |

Nota: en el caso de temporadas se refiere a las mismas con ficha del primer equipo pese a que debutase antes.
Cabe destacar a los fichajes más caros en la historia del club, siendo el Gonçalo Guedes el traspaso más costoso al abonar 40.000.000 € al Paris Saint-Germain Football Club en 2018. Por el contrario, la venta más cuantiosa se produjo en 2001 al vender a Gaizka Mendieta a la Società Sportiva Lazio por 48.000.000 €.

### Plantel 2025-26
- Como exigen las normas de la LFP, los jugadores de la primera plantilla deberán llevar los dorsales del 1 al 25. Del 26 en adelante serán jugadores del equipo filial, el Valencia Mestalla, y como tales podrán compaginar partidos con el primer y segundo equipo.

### Transferencias 2025-26
| Altas               | Altas   | Altas         | Altas             | Altas    | Altas               | Altas       |
| Jugador             | Edad    | Posición      | Procedencia       | Contrato | Tipo                | Coste       |
| ------------------- | ------- | ------------- | ----------------- | -------- | ------------------- | ----------- |
| José Copete         | 25 años | Defensa       | R.C.D. Mallorca   | 2029     | Traspaso.           | 3.600.000 € |
| Filip Ugrinić       | 26 años | Mediocampista | Young Boys        | 2029     | Traspaso.           | 3.500.000 € |
| Baptiste Santamaria | 30 años | Mediocampista | Stade Rennais     | 2027     | Traspaso.           | 2.000.000 € |
| Julen Agirrezabala  | 24 años | Portero       | Athletic Club     | 2026     | Préstamo O/C        | 800.000 €   |
| Dani Raba           | 29 años | Delantero     | C.D. Leganés      | 2027     | Libre               | 0 €         |
| Arnaut Danjuma      | 28 años | Delantero     | Villarreal C.F.   | 2028     | Libre               | 0 €         |
| Cristian Rivero     | 27 años | Portero       | Albacete Balompié | 2026     | Retorno de Préstamo | 0 €         |
| Eray Cömert         | 27 años | Defensa       | Real Valladolid   | 2028     | Retorno de Préstamo | 0 €         |
| Cenk Özkacar        | 24 años | Defensa       | Real Valladolid   | 2028     | Retorno de Préstamo | 0 €         |
| Hugo González       | 22 años | Mediocampista | Celta Fortuna     | 2028     | Retorno de Préstamo | 0 €         |
| Alberto Marí        | 23 años | Delantero     | Real Zaragoza     | 2026     | Retorno de Préstamo | 0 €         |
| Germán Valera       | 23 años | Delantero     | Elche C.F.        | 2027     | Retorno de Préstamo | 0 €         |

| Bajas                | Bajas   | Bajas         | Bajas            | Bajas               | Bajas       |
| Jugador              | Edad    | Posición      | Destino          | Tipo                | Coste       |
| -------------------- | ------- | ------------- | ---------------- | ------------------- | ----------- |
| Cristhian Mosquera   | 21 años | Defensa       | Arsenal F.C.     | Traspaso            | 15 000 €    |
| Yarek Gasiorowski    | 20 años | Defensa       | PSV Eindhoven    | Traspaso            | 9 800 000 € |
| Fran Pérez           | 22 años | Mediocampista | Rayo Vallecano   | Traspaso            | 1 000 €     |
| Cenk Özkacar         | 24 años | Defensa       | F.C. Köln        | Préstamo            | 0 €         |
| Giorgi Mamardashvili | 24 años | Portero       | Liverpool F. C.  | Retorno de Préstamo | 0 €         |
| Enzo Barrenechea     | 24 años | Mediocampista | Aston Villa F.C. | Retorno de Préstamo | 0 €         |
| Iván Jaime           | 24 años | Mediocampista | FC Porto         | Retorno de Préstamo | 0 €         |
| Rafa Mir             | 28 años | Delantero     | Sevilla F.C.     | Retorno de Préstamo | 0 €         |
| Umar Sadiq           | 28 años | Delantero     | Real Sociedad    | Retorno de Préstamo | 0 €         |
| Max Aarons           | 25 años | Defensa       | AFC Bournemouth  | Retorno de Préstamo | 0 €         |
| Jaume Doménech       | 34 años | Portero       | Sin equipo       | Libre               | 0 €         |
| Germán Valera        | 23 años | Delantero     | Elche C.F.       | Libre               | 0 €         |
| Hugo González        | 22 años | Mediocampista | Celta Fortuna    | Libre               | 0 €         |

| 1. 2. 3. 4. 5. 6. 7. |

### Entrenadores
El Valencia Club de Fútbol ha tenido un total de 60 entrenadores de fútbol a lo largo de su historia. En sus comienzos los jugadores del equipo recibían consejos tanto de amigos como de jugadores y exjugadores de otros equipos que acudían a jugar al campo de Algirós, como fueron los casos de Juan Armet "Kinke" y Agustín Sancho, mientras los propios jugadores del equipo decidían quienes jugaban y su posición.
El primer entrenador que tuvo el club fue el checoslovaco Antón Fivébr, quien estuvo al frente del equipo desde 1923 hasta 1927, y en una segunda etapa desde 1929 hasta 1931, siendo de esta manera uno de los que entrenadores que más tiempo ocuparon el banquillo che (6 años), junto a Jacinto Quincoces (7 años) y Alfredo Di Stéfano (7 años), siendo este último a la vez el técnico que más partidos en Primera División dirigió al Valencia C. F. con 207 partidos.
La mayoría de entrenadores que ha tenido el Valencia C. F. han sido españoles. De los 60 entrenadores del club, 36 han sido españoles y 24 extranjeros. En algunos casos, los entrenadores españoles han sido exjugadores del club que accedieron al cargo tras el cese del entrenador titular, como fueron los casos de Eduardo Cubells, Pasieguito, Mundo o Manolo Mestre.
Las nacionalidades principales de los entrenadores no españoles han sido la argentina (7 técnicos), inglesa (4) y yugoslavos y Italianos (3) más un serbio. El club también ha tenido dos entrenadores uruguayos, dos brasileños, dos holandeses, un paraguayo, un francés, un checoslovaco y un portugués. Mientras que la procedencia de la mayoría de entrenadores españoles que entrenaron en el club ha sido valenciana (9) y vasca (9).

### Directiva
| Período            | Presidentes |
| ------------------ | --- |
| 1919-1922          | Octavio Augusto Milego Díaz                                                                                         |
| 1922               | Alfredo Aigües Ponce                                                                                                |
| 1922               | Francisco Vidal Muñoz                                                                                               |
| 1922-1924          | Ramón Leonarte Ribera                                                                                               |
| 1924               | Francisco Romeu Zarandieta                                                                                          |
| 1924-1925          | Pablo Verdeguer Comes                                                                                               |
| 1925-1929          | Facundo Pascual Quilis                                                                                              |
| 1929-1932          | Juan Giménez Cánovas                                                                                                |
| 1932-1933          | Manuel García del Moral                                                                                             |
| 1933-1935          | Adolfo Royo Soriano                                                                                                 |
| 1935-1936          | Francisco Almenar Quinzá                                                                                            |
| 1936               | Luis Casanova Giner (en funciones)                                                                                  |
| 1936               | Rafael Bau García                                                                                                   |
| 1936-1939          | Josep Rodríguez Tortajada (en funciones)                                                                            |
| 1939-1940          | Alfredo Giménez Buesa (en funciones)                                                                                |
| 1940-1959          | Luis Casanova Giner                                                                                                 |
| 1959-1961          | Vicente Iborra Gil                                                                                                  |
| 1961-1973          | Julio de Miguel y Martínez de Bujanda                                                                               |
| 1973-1975          | Francisco Ros Casares                                                                                               |
| 1975               | Alfredo Corral Cervera (en funciones)                                                                               |
| 1976-1983          | José Ramos Costa |
| 1983               | José Barrachina (en funciones)                                                                                      |
| 1983-1986          | Vicente Tormo Alfonso                                                                                               |
| 1986               | Pedro Cortés García (en funciones)                                                                                  |
| 1986-1993          | Arturo Tuzón Gil |
| 1990               | José Domingo Ibáñez (en funciones)                                                                                  |
| 1993-1994          | Melchor Hoyos Pérez                                                                                                 |
| 1994-1997          | Francisco Roig Alfonso                                                                                              |
| 1997-2001          | Pedro Cortés García                                                                                                 |
| 2001-2004          | Jaime Ortí Ruiz |
| 2004-2008          | Juan Bautista Soler Luján                                                                                           |
| 2008               | Agustín Morera Martínez (en funciones)                                                                              |
| 2008-2009          | Vicente Soriano Serra                                                                                               |
| 2009               | Javier Gómez Molina (en funciones)                                                                                  |
| 2009-2013          | Manuel Llorente Martín                                                                                              |
| 2013               | Vicente Andreu Fajardo (en funciones)                                                                               |
| 2013-2015          | Amadeo Salvo Lillo (desde 1/12/2014 como Presidente Ejecutivo)                                                      |
| 2014-2017          | Layhoon Chan (desde 1/12/2014 como Presidenta del Consejo de Administración y desde 1/7/2015 como única Presidenta) |
| 2017-2022          | Anil Murthy |
| 2022               | Khojama Kalimuddin (en funciones)                                                                                   |
| 2022 - 2025        | Layhoon Chan |
| 2025 - Actualmente | Kiat Lim |

| Miembros de la Junta directiva | Miembros de la Junta directiva |
| ------------------------------ | ------------------------------ |
| Kiat Lim                       | Presidente                     |
| Khojama Kalimuddin             | Vocal del Consejo              |
| Kim Huat Koh                   | Consejero                      |
| Pang Liang Ong                 | Consejero                      |
| See Hiang Chang                | Consejero                      |
| Ser Miang Ng                   | Consejero                      |
| Raymond Cheah                  | Consejero                      |
| Javier Solís                   | Director general               |
| Inmaculada Ibáñez              | Directora financiera           |
| Germán Cabrera                 | Secretario del Consejo         |
| Miguel Ángel Corona            | Director deportivo             |
| José Manuel Segarra            | Director de Comunicación       |
| Ricardo Arias                  | Embajador                      |
| Miguel Ángel Bossio            | Embajador                      |
| Miguel Tendillo                | Embajador                      |
| Vicente Rodríguez              | Embajador                      |

## Dimensión sociocultural

### Fundación Valencia Club de Fútbol
Entidad sin ánimo de lucro que desarrolla proyectos deportivos, sociales y culturales en aras del bien común. Los beneficiarios son desde la sociedad valenciana hasta el último aficionado. El actual presidente es Ng Ser Miang.
A partir de abril de 2015, la fundación marca tres misiones:
- Promover el espíritu y los valores del valencianismo en la sociedad valenciana y poner en valor el patrimonio histórico del Club.
- Apoyar a los menos privilegiados como la mejor manera de devolver el apoyo que cada día da la sociedad valenciana al Club.
- Fomentar el sentimiento de vinculación y arraigo a Valencia.

Para llevar a buen término la visión, la Fundación tiene tres áreas principales de actuación:
- Cultura y Raíces
- Responsabilidad Social y Solidaria
- Educación y Salud

### Centro de Formación Fundación Valencia C. F.
Desde mayo de 2009 el Valencia a través de la Fundación Valencia C. F., cuenta con un centro de formación deportiva, universitaria, presencial y en línea, denominado Centro de Formación Fundación Valencia CF "The Academy" convirtiendo al Valencia CF en ese momento en el primer club de fútbol de primera división en España en tener un centro de formación multidisciplinar.
Asimismo, a través de este centro de formación, el Valencia CF, se convierte en uno de los pocos clubes de fútbol de España con un programa universitario de máster en gestión deportiva.
Con motivo de la celebración del 90 aniversario del Valencia se realizó un curso universitario con la Universidad de Valencia y Universidad Politécnica de Valencia durante tres ediciones (2009-2010-2011), que estudió la historia del Valencia CF, convirtiéndolo en el primer club de fútbol español estudiado en la universidad, según la UEFA.
En mayo de 2011, el Centro de Formación Fundación Valencia C. F. abrió un centro de formación en la ciudad de Sao Paulo (Brasil), donde actualmente realiza programas de formación, fútbol y responsabilidad social corporativa, a través de campus de fútbol para niños en riesgo de exclusión social en favelas de Sao Paulo y Minas Gerais, así mismo tiene un Centro de Formación en Bogotá (Colombia), con el que se realiza formación en línea y ha desarrollado un programa de postgrado con la Pontificia Universidad Javeriana de Colombia en Desarrollo e Inclusión Social a través del Deporte., además durante el mes de abril de 2014 se celebraron campamentos de fútbol en tres ciudades de Colombia; Bogotá, Medellín y Cali.
Después de la creación de la «Academia GloVal» en 2013 y junto a la Fundación Valencia CF la metodología del Valencia CF es llevada a más de 25 países del mundo, a través de los GloVal International Programs, con clinics, escuelas, campus de fútbol en países como Suecia, Brasil, México, Colombia, Guatemala, Arabia Saudita, Japón, Egipto, Bermudas, Corea, entre otros.
Desde 2013, el Centro de Formación es gestionado por ESBS European Sport Business School, lo que le permite crecer como centro educativo, firmando acuerdo con diversas universidades tanto de España como de la Unión Europea y Estados Unidos.
En 2015, el Centro de Formación Fundación Valencia CF celebró la graduación de su formación universitaria, presencial y en línea, renovó su imagen e inició diversos proyectos de investigación universitaria en discapacidad intelectual y deporte, deporte y sostenibilidad, patrocinio deportivo, entre otros.

### Medios de comunicación
VCFplay
El club dispone de una web multimedia, en la que informa al detalle de la actualidad de la entidad, entrevistas a jugadores, aficionados, eventos solidarios, historia del club, cantera, y resúmenes de los partidos disputados en todas las competiciones. Esta televisión es un ejemplo de nuevo medio de comunicación institucional en el que periodistas especializados (in house) producen contenidos que consumen otros medios y también público final. Esto permite al club comunicarse con su afición y generar contenidos de valor para un consumo proactivo por parte de sus seguidores, que pueden seleccionar libremente vídeos a la carta.
VCFradio
El 1 de marzo de 2015 arrancaron las emisiones en la frecuencia 101.5 FM y en línea de la primera radio oficial del club, «VCF Radio», con la retransmisión del partido Valencia-R.Sociedad de la jornada 25, con dos programas diarios de lunes a viernes, y la retransmisión también de los encuentros del filial y próximamente de categorías juveniles y femenina. El proyecto estaba liderado por uno de los referentes del valencianismo en las retransmisiones deportivas, Josep Rovira, junto al legendario capitán del club Ricardo Arias y a otros profesionales que formaron parte de la desaparecida emisora pública autonómica Radio Nou, como Gonzalo Naya y Vicent Marco.

## Rivalidades
El Derbi valenciano es el derbi de la ciudad de Valencia en el que enfrenta al Valencia CF ante el Levante UD. Esta rivalidad histórica nace a principios del siglo XX, durante los Campeonatos regionales valencianos, aunque fue mermada con posterioridad debido a la creación de la liga española de fútbol, momento a partir del cual el Valencia C.F. ha militado la mayor parte de su historia en Primera División, mientras el Levante U. D. lo ha hecho en categorías inferiores. No obstante, el derbi se ha afianzado entrado el siglo XXI, puesto que ambos equipos han vuelto a coincidir numerosas veces en Primera División.

### Derbis Autonómicos
El Derbi de la Comunidad, es el siguiente equipo contra el que existe una rivalidad geográfica y deportiva, el Villarreal CF. Ambos equipos pertenecen a la misma comunidad autónoma y han alcanzado un nivel deportivo durante el inicio del siglo XXI bastante parejo, al disputarse entre sí las mismas plazas en la competición, tanto en Primera División como en encuentros internacionales, pugnando por entrar en competiciones europeas como la Liga de Campeones y la Copa de la UEFA/Liga Europa, así como en los cuartos de final de esta última en 2019, donde vencieron los valencianistas.
Aun así, los equipos del Elche CF y el Hércules CF son contra quienes el Valencia CF ha disputado históricamente más derbis valencianos en Primera, siendo el primer equipo un club hermanado del conjunto ché. También con el CD Castellón hubo derbis ligueros durante trece temporadas (once en Primera y las dos que el club ché milito en Segunda), además de numerosos enfrentamientos en los Campeonatos Regionales desde principios de los años 20. Por último, durante cuatro temporadas el CD Alcoyano y el Valencia coincidieron en Primera división.

### Otros derbis
Al igual que más equipos de La Liga, el Valencia C. F. mantiene rivalidades con otros clubes que traspasan el ámbito regional. Estas rivalidades deportivas se caracterizan en la disputa y competencia por los títulos en juego.
Las rivalidades nacionales tienen como máximos representantes al Real Madrid y al F. C. Barcelona, clubes con el mayor presupuesto y mayor número de títulos deportivos del fútbol español. También el Atlético de Madrid y el Athletic Club son clubes con los que históricamente el Valencia pugna por las mismas plazas y ha disputado muchos encuentros anecdóticos. Desde finales del siglo XX y principios del XXI surgió una gran rivalidad contra el Deportivo de la Coruña, conocido por aquel entonces como "Súper Dépor", con quien estuvo en la pelea por algunos títulos. Posteriormente el Sevilla F. C. ha mantenido rivalidades con el Valencia CF en la lucha por lograr mismos objetivos, viéndose acrecentada de modo considerable debido a las polémicas semifinales de Europa League en el año 2014 y la lucha por acceder a la Liga de Campeones de la UEFA en los años siguientes.

## Otras secciones y filiales

### Valencia CF Mestalla
El Valencia CF Mestalla es el primer equipo filial del Valencia C. F. Fue fundado como CD Mestalla el 6 de septiembre del año 1944. Surgió con la idea de suministrar jugadores para la primera plantilla del club, idea fue del antiguo entrenador, Leopoldo Costa, el cual estaba entrenando en 1944 al CD Cuenca, equipo de la ciudad de Valencia que tomaba el nombre de su calle, y pensó que este equipo podía ser perfectamente el equipo filial del Valencia C. F.
Debutó en Tercera División en la temporada 1946-47 y ese mismo año logró el ascenso a la Segunda División de la mano del técnico Valentín Reig Picolín, exfutbolista valenciano del club.
En la temporada 1951-52, con apenas ocho años de vida, se convirtió en el primer equipo filial del fútbol español en lograr el ascenso a la Primera División, al quedar segundo en su grupo, disputar la promoción de ascenso, ganarla, pero el entonces presidente del Valencia C. F, Luis Casanova (con la aceptación del presidente del CD Mestalla, Federico Blasco) renunció al ascenso por no querer enfrentar al filial contra el equipo matriz, a pesar de que ninguna norma impedía coincidir en una misma categoría a clubes con sus filiales.
Como anécdota cabe destacar una victoria del CD Mestalla ante el Real Madrid en la ida de los dieciseisavos de final de la Copa 1964-65 por 2-1, un hecho sorprendente e histórico para el equipo filial, ya que entonces se permitía a los filiales disputar el torneo de Copa, aunque en el partido de vuelta los madridistas golearon al Mestalla.
El 21 de septiembre de 1990 cambió su denominación de CD Mestalla por el de Valencia CF B por una decisión de la UEFA en la que los clubes filiales con distinto nombre al de su sociedad tenían que llevar el nombre del propio club.
Entre 2002 y 2004 el club contó con un tercer filial, el Valencia Club de Fútbol C, que desapareció al bajar el Mestalla a Tercera División en 2004, arrastrando al «C» a Preferente.
En 2006 recuperó parte de su nombre original y pasó a llamarse oficialmente Valencia CF Mestalla.
Tras una buena campaña en la temporada 2016-2017, el equipo consigue llegar hasta la final de la promoción de ascenso a Segunda División, que terminó en derrota por la mínima contra el Albacete Balompié en casa y empate a 0 fuera de casa. Tras la excelente temporada sin premio final Curro Torres decide no renovar y marcharse al Lorca Fútbol Club (2003), su sustituto es una leyenda del club, Lyuboslav Penev. Militó en el grupo III de la Segunda División B desde 2011, a las órdenes del técnico Luboslav Penev desde 2017 hasta entonces.
Actualmente milita en la Segunda Federación a las órdenes de Miguel Ángel Angulo.

### Valencia CF Femenino
Desde la temporada 2009-10 el Valencia cuenta con un equipo de fútbol femenino tras llegar a un acuerdo con el Club Deportivo Colegio Alemán de Valencia por el que los equipos femeninos del Colegio Alemán compiten bajo el nombre de Valencia C. F.

### AcademiaHall of Fame
Jugadores internacionales absolutos con la selección de España formados en la Ciudad Deportiva de Paterna: 
- Miguel Tendillo (1978-1986)
- Ricardo Arias (1979)
- Fernando Giner (1982-1996)
- Fernando Gómez (1983-1998)
- Voro González (1985-1993)
- Paco Camarasa (1987-2000)
- Gaizka Mendieta (1992-2001)
- Juan Sánchez (1992-1993/1999-2004)
- Javi Navarro (1993-1999)
- Andrés Palop (1995-1996/1999-2005)
- Francisco Farinós (1996-2000)
- Miguel Ángel Angulo (1996-2009)
- Curro Torres (1997-1999/2001-2007/2008-2009)
- David Albelda (1997-1998/1999-2013)
- David Navarro (2000-2007/2008-2011)
- David Silva (2002-2010)
- Raúl Albiol (2003-2009)
- Pablo Hernández (2005-2007/2008-2013)
- Jordi Alba (2009-2012)
- Isco Alarcón (2009-2011)
- Juan Bernat (2010-2014)
- Paco Alcácer (2010-2016)
- José Luis Gayà (2014-act)
- Carlos Soler (2016-2022)
- Ferrán Torres (2017-2020)
- Hugo Guillamón (2020-act)

### Valencia CF D.I.
Para la temporada 2016-2017, se inaugura el primer club federado formado por dos equipos con jugadores con discapacidad intelectual, quienes entrenan en las instalaciones del Caxton College y juegan los partidos en la Ciudad Deportiva Valencia CF.
Desde la temporada 2011-2012, el Valencia CF ya desarrollaba un programa de fútbol para personas con discapacidad intelectual, en el que los jugadores DI del Centro Francisco Esteve EDM Paterna entrenaban en la Ciudad Deportiva Valencia CF, gracias a un convenio entre Fundación Valencia CF, Valencia CF y Ayuntamiento de Paterna.
Así mismo, en el verano de la temporada 2014-2015, la Fundación Valencia CF, a través de su Centro de Formación, organizó el primer Campus DI para personas con discapacidad intelectual, con el reconocimiento de la Federación Española de Deportes para Personas con Discapacidad Intelectual Archivado el 16 de febrero de 2018 en Wayback Machine. y la colaboración de Obra Social "la Caixa".

### Valencia CF Indoor
En la temporada 2007-2008, y con motivo de la creación de la Liga Española de Fútbol Indoor, el Valencia CF creó un equipo de jugadores donde se incorporaron algunos como Gaizka Mendieta, y Juan Sánchez entre otros. El Valencia así como otros equipos tuvo acceso a esta competición gracias a ser uno de los 9 equipos que han conquistado en alguna ocasión la Liga.

### Secciones deportivas
El 26 de agosto de 1924 se crean algunas secciones deportivas bajo la dirección y tutela del club blanquinegro compitiendo en hockey hierba, ciclismo, natación, atletismo, boxeo, esgrima, tenis y caza cinegética, más tarde se les añadiría el balonmano y baloncesto.

#### Atletismo
La sección de atletismo del Valencia CF se creó en el año 1924 y se mantuvo como sección deportiva durante 70 años, desde su creación en 1924 hasta el año 1994, en el que la sección pasa a denominarse Valencia CA a partir de la temporada 1994-1995, y el club se desvincula de ella. Posteriormente en el año 1999 se le cambia de nuevo el nombre y pasa a denominarse CA Valencia Terra i Mar.

### Valencia CF eSports
El 7 de junio de 2016 se anuncia la entrada al mundo de los eSports anunciando equipos de Hearthstone y Rocket League, posteriormente anuncian su equipo para competir en League of Legends, el juego más popular de España en su momento, obteniendo la cuarta posición en el campeonato de España. El club posee también una sección de videojuegos para teléfonos móviles como Clash Royale, donde fueron subcampeones de España, y actualmente con Arena of Valor. En 2019 ingresaron en el videojuego de fútbol de FIFA con Vivi Khofolo, logrando tres veces la tercera posición de eLaLiga Santander, la liga española virtual.

## Deuda económica de la entidad
Refiriéndonos al espacio de maniobra, la mayoría de equipos de Primera División presentan un nivel de endeudamiento elevado debido al peso que tiene la financiación ajena en su estructura financiera. El Club Atlético de Madrid es el equipo que presenta, con diferencia, un mayor nivel de endeudamiento seguido del Fútbol Club Barcelona y del Valencia Club de Fútbol, y deben procurar en los próximos ejercicios no incrementar su endeudamiento. En el lado opuesto, los únicos equipos que muestran un nivel de capitalización adecuado son el Real Madrid Club de Fútbol, el Sevilla Fútbol Club y el Villarreal Club de Fútbol, puesto que sus fondos propios suponen cerca del 40% de la estructura financiera por lo que en los próximos ejercicios podrían plantearse incrementar su nivel de endeudamiento para intentar favorecer su rentabilidad financiera.
| \| Gráfica de evolución "Deuda Neta de Valencia Club de Fútbol entre 2016 y 2020" \| \| \| \| Deuda Neta : Deuda Bancaria + Acreedores/Deudores adquisición/traspaso activos – Tesorería. Deuda Neta actual (Año fiscal 2019-20).[138] \| |
| Gráfica de evolución "Deuda Neta de Valencia Club de Fútbol entre 2016 y 2020" |
| |
| Deuda Neta : Deuda Bancaria + Acreedores/Deudores adquisición/traspaso activos – Tesorería. Deuda Neta actual (Año fiscal 2019-20). |

## Filmografía
- Documental TVE (26/01/1970), «Históricos del balompié - Valencia Club de Fútbol» en rtve.es
- Documental TVV (26/06/2004), «'L'Any del Doblet'» en YouTube[139]
- Documental TVV (08/06/2009), «'Dossiers' - '90 anys de sentiment'» en YouTube[140]
- Documental Canal+ (23/05/2011), «Fiebre Maldini - 'Cañizares y Kahn: Final 2001'» en Youtube[141]
- DVD Valencia C.F. (Historia Temática). Un histórico en la Liga.". 2003, Superdeporte. V-4342-2003